# 自贡市
自贡市，别称“盐都”、“灯城”，简称“自”、“井”，是中华人民共和国四川省中部偏南的地级市。市境东临泸州市，南接宜宾市，西邻乐山市，北接内江市。地处四川盆地南部低山丘陵区，沱江纵贯市境东部，于东南部与釜溪河汇合，岷江支流越溪河流经西部。总面积4,372平方公里，常住人口為241.1万。
自贡市为第二批国家历史文化名城之一，有“千年盐都”、“恐龙之乡”、“中国灯城”和“美食之府”之称，为中华民国最早建制的二十三个市之一，四川省最早的省辖市和工业重镇，现已发展为主城建成区超一百平方公里、超百万城市人口的II型大城市。
自贡市还是世界地质公园、国家历史文化名城、中国优秀旅游城市、国家园林城市、全国文明城市、国家卫生城市、国家青年发展型城市试点、对外开放城市、国家知识产权试点城市，以及国家级重点保护古生物化石集中产地、全国首批老工业城市和资源型城市产业转型升级示范区、国家文化出口基地、成渝地区双城经济圈重要节点城市、成渝发展中轴城市、川南地理中心城市。目前，自贡市正在建设川南渝西战略性新兴产业集聚区和新时代深化改革开放扩大开放示范城市。
自贡市具有两千年的盐业历史。自贡市因盐而得名——自贡其实就是自流井和贡井两个著名产盐区的合称。举凡交通、运输、商业、金融、文化、教育、卫生、市政，以及城市的职业构成、社会意识、政治风云、生活方式等，无不深刻地打上盐业经济的烙印。正是盐塑造了自贡这座城市。自贡盐业生产起源于东汉章帝年间，素有「千年盐都」美称，一度成为中国井矿盐的中心和最大的手工工场。自贡市也是世界上最早开发利用天然气的地方。自贡因盐业的鼎盛而「富庶甲于蜀中」，被誉为「川省精华之地」，曾经为中国最富庶的城市之一，也为抗日战争中捐款额度全国最高的城市，记录于国民政府军方资料中，釜溪河北岸的石刻“还我河山”就是当年国军将领冯玉祥为自贡富商捐款之善举所题写。中华人民共和国建立后，自贡市成为三线建设中重要的化工城市。在“2013年中国城市竞争力排行榜——上市公司视角下的城市排名”中，自贡市位列市级行政区中成长竞争力前十强的第一位。

## 历史
自贡历史悠久，因盐建镇、置县、设市。自贡是由自流井和贡井组成的双子城域，而建市前，自、贡分别归属富顺县和荣县。自贡以盛产井盐闻名，自古素有“盐都”之称。自贡有文字可考的井盐生产发端于东汉僚人活动时期，经魏晋南北朝“僚人入蜀”后渐具规模（城镇亦正式形成），闻名于唐宋，鼎盛于清末民初。太平天国时期及抗日战争期间，两度川盐济楚，说明了以自贡盐业为主的川盐在中国的重要性。

### 北周以前
远古时期，自贡东、西部分属巴国和蜀国，荣县归蜀、富顺归巴，但实际上自贡并未得到两国的有效治理，仍属于化外之地。
自贡历史文明的滥觞源于庸国盐业文明的徙入。公元前611年，庸国为楚庄王联合秦国、巴国所灭，而庸国被楚国灭的主要原因之一就是其占据了巫溪宝源山盐泉，籍以控秦。于是，掌握了盐业开采技术的庸国后裔追寻着盐资源从云梦泽（长江三峡腹地）南迁，融入到华夏人、巴人、濮人、僰人、僚人等族群中，形成了自贡最早的原住民族，被华夏人统称为“僚夷”或“土僚”。煮泉盐、岩盐的技术也在传入自贡的过程中不断发展。
秦昭襄王二十二年（前285年），诛蜀侯绾，国废，改立郡，是为蜀设郡之始。荣县为蜀郡辖区。秦惠王时期，在巴郡的雒水（沱江古称）下游西岸今富顺境内设金川祠和金川驿，得名于雒水的别称，“亦谓之釡川，则以其盘绕县治，有若釡形然”,“南距戎泸，北走普资”，交通位置十分显要。
这个时期，秦国南方的夜郎国逐渐发展壮大，其疆域北境到达自贡市之南。时自贡市境东属巴郡，西属蜀郡，南属夜郎国，主要处于僚人（夜郎主体民族之一）的活动范围。考古专家在贡井区、沿滩区及周边地区发现大量秦汉时期崖墓，符合僚人的丧葬习俗。
秦朝统一中国后，为了有效地控制夜郎、百越等地，秦始皇修筑了通往西南夷的五尺道。当时五尺道的起点就大致位于巴郡、蜀郡和夜郎国三地交汇处，即今自贡市邓关镇地域附近。五尺道后来扩展为南方丝绸之路、茶马古道或盐马古道，成为自贡进行对外贸易的重要商路。
漢高祖六年（前201年），分割巴、蜀置廣漢郡，包含了今自貢。汉武帝建元六年（前135年），分廣漢郡南部及新征夜郎國北部置犍为郡。“犍为”得名于山的名称。犍为郡领江阳、南安、武阳、资中、符、南广、汉阳、朱堤、堂琅等县，富顺归为江阳县、荣县（此时包括自流井、贡井）属南安县。西汉时期，自贡地方冶铁业的发展为后来的盐业开采打下了基础。考古学家已经在曹家坪水库下游的东北坡地上发现了铁炉嘴冶铁遗址，年代查勘为西汉。
东汉章帝时期开凿的富世盐井为自贡盐业历史的起点。在犍为郡管辖时期，由于铁器的普遍使用，手工、冶炼业的发展，自贡的雒水（即今沱江）之滨（今富顺县城关镇）掘出了一口盐井，相传是僚人领袖梅泽在今富顺境内打猎时发现的。。于是自贡地区开始生产井盐，并逐渐因盐业兴盛起来。因此，梅泽被人们尊称为自贡盐业始祖和盐井之神。东汉时，崔骃在其《博徒论》中也有提到。
蜀汉时期政府对制盐业十分重视，诸葛亮甚至亲自到盐井煮盐，盐业成为蜀国军事的支柱。由于盐业逐步发展，建安十八年（213年），益州牧刘璋又从犍为郡中分设江阳郡，将南安县东境部分地区（大致是自贡市区）划设江阳郡。荣县境仍属南安县。
晋武帝太康元年（280年），今富顺境内的盐井在当时出盐最多，带来巨大的经济效益而得名“富世盐井”，据《旧唐书·地理志》记载，当时的富世盐井深度达77.5米。公元310年前后，由于“永嘉之乱”，江阳郡江阳县闾里为墟。
成汉李雄据蜀以后，僚人大量迁徙入巴蜀盆地，和汉人杂居一同成为自贡的主体民族，邓关、贡井梭儿坡、大佛岩、雷公坡至今仍存在大量“蛮子洞”（僚人石洞）。同期，僚人开凿出“大公井”，是自贡主市区最早的盐井，与富世井齐名。。
晋安帝义熙十年（414年），为整合盐铁资源，置为冶官县，包含了今荣县西境局域和犍为县东境局域，治金井。“有盐有铁，故曰冶官。”这为自贡的建制打下了基础。
萧齐初年（479年），僚人占据了铁山地区。僚人利用这里丰富的盐铁资源，掳劫汉人发展盐铁生产，迅速强盛起来，成为赫赫有名的“铁山僚”。南齐末的东昏侯永元三年（501年）将“南安郡”侨置于荣县西境来牟镇，辖南安、华阳、白水、乐安、醒道五县。梁朝时期设置泸州，富顺县和自贡市区皆属泸州江阳县。

### 北周隋唐五代
北周时期，由于盐井的开凿和生产、交易，大公井和富世井和一带聚集了大批的工匠和商贩，围绕盐井形成了人烟稠密的集市，这是贡井市区和富顺县城的雏型。天和二年（567年），北周武帝宇文邕析江阳县北部富世盐井及其附近地区置雒原郡、富世县（以井名命县名），从江阳分化出来，是为今富顺境域设郡立县之始。同期，废南安郡，又在今自流井和贡井建公井镇（因附近有著名盐井曰大公井，故井名命镇名），仍属富世县，这是自贡市区城镇的肇始，公井镇是为今自贡市最早设立行政建制单位之始。
隋开皇二年（582年），雒原郡废，富世县再次地入泸州。开皇三年（583年）在自贡外西北方设立威远戍，派兵驻守，打击了僚人对自贡盐业开采必需的铁山资源的垄断。开皇十年（590年），南安县置大牢镇（在今五通桥金山镇），十三年（593年）改镇为县，时荣县境在大牢县内，从南安县（今乐山）分化出来，是为今五通桥境域立县之始。隋炀帝大业三年（607），泸州改为泸川郡，统泸川、富世、江安、合江、绵水五县。
唐武德元年（618年），为整合掌控铁山盐铁战略资源，割资州大牢、威远二县置荣州，治公井镇（今自贡市贡井区），公井由镇升县，今自贡市区又从泸州富世县分化出来，公井县和荣州是为今自贡市区最早立县设州之始。唐高祖武德九年，撤销了来凤县（今隆昌县北部双凤驿地区）的建制，把它划归富世县。贞观元年（627年），分大牢置旭川县（因附近有盐井号旭川，取以为名），治今荣县城关，今荣县从五通桥地区（大牢）分化出来，旭川县是为今荣县最早立县之始。时荣州领县六：公井（今自贡市区，还包含了今宜宾和南溪的北部地区）、旭川（今荣县城区）、应灵（今五通桥）、威远、资官（今犍为县局部）、和义（招和夷僚，今分属自贡、威远、内江，隋代旧县治在内江龙门镇，唐代新治所在今自贡市大安区何市镇和仙市镇）。同年，分威远县为婆日、至如二县，因荣州境内丰富的盐铁资源而得县名。“婆日”是僚语“铁山”的意思，县域范围大致相当于今天威远县县城严陵镇及西北部区域；“至如”则是僚语“盐”的意思，县域范围大致相当于今天自贡市西北和威远县东南区域。唐贞观六年（632年）荣州州治由公井县移旭川县，荣州的中心区域从自贡市区移往荣县县城。贞观八年（634年），将婆日、至如二县并入威远，县城从此留下“婆城”之别名。贞观二十三年（649年），避唐太宗李世民讳，富世县改名为富义县。唐中宗景龙二年，将宜宾北境及野容山（荣县山脉分两大干，北曰铁山，南曰野容山）一带的云州及罗永，云川，湖连三县裁撤，一并列入荣州大牢县。
唐朝自贡的冶铁业达到鼎盛时期，唐人李吉甫《元和郡县志》载：“荣州贡铁”，清同治《荣县志》记载：“铁厂铺……诸葛武侯铸兵器，唐贡利铁，兹一古冶也”。民国版《荣县志·山脉》载：“铁厂铺……唐贡利铁，兹一古冶也”。铁器的发展，极大地便利了井盐开采。统治者对自贡盐业十分重视，开元十二年（724年）三月，唐玄宗第六子李琬改名李滉被分封到自贡，成为第一代荣王。唐玄宗天宝元年（742年）改荣州为和义郡，辖区未变，此后八位皇子封为和义郡王。唐肃宗乾元元年（758年）和义郡复为荣州，咸通三年（862年），李㥽被侄子唐懿宗封为荣王。唐代荣州、富义所产食盐远销湖北、江西等地。玄宗以后，以西川节度使充任富义团练营监。
前蜀和后蜀时期，盐业仍然发达，受到统治者高度重视，曾以尚书左仆射兼领富义营监团练和发运等使，也就是说，以宰相兼任自贡地方政府官员。

### 宋元明
北宋初年，富义县升富义监，隶属潼川路，这是今富顺第二次从泸州分化出来，升格为监，与泸州平级，辖区相当于现在的富顺县和隆昌县等地；荣州仍辖旭川、公井、应灵、威远、资官五县，隶属东川路。乾德五年(967)，荣州和义县撤废，部分地区划入富义监。太平兴国元年（976年），避宋太宗赵光义讳，富义监易名为富顺监。宋仁宗景祐三年（1036），朝廷选派太常博士周延俊任富顺任知监，修文庙，办书院，儒学开始在自贡大力传播，此后土著僚人在文化上逐渐被汉人同化。治平元年（1064年），置富顺县（今县名始于此），隶属富顺监。治平四年（1067年），为避刚登基的宋神宗赵顼名讳，旭川县改名荣德县。熙宁元年（1068年），富顺县废存监，即富顺盐监；四年（1071年），公井县废并入荣德县，复以“公井”名镇，其县南赤岩等山区（今宜宾和南溪北部）亦划归富义监。庆历年间，由于卓筒井问世，采卤从大口浅井变成小口深井，使得自贡井盐业不断发展壮大，富顺监产盐区域开始向西北方向拓展，逐渐形成了以邓井为中心的下五垱盐业集中区，荣州公井产盐区也向东南方向延伸，这成为自贡市的最初雏形。
南宋时，由于自贡盐业的鼎盛，朝廷在自贡恢复了荣王的封爵。开禧元年（1205年）五月宋宁宗赵扩召卫国公赵俨为皇子，赐名贵诚，封于荣州，立为荣王（自贡荣县中学校内原存宋朝“荣王布政碑”，十年动乱中碑亭被毁，该碑下落不明），筑荣王旧城。开禧三年（1207年）十月，皇子俨入主东宫，改名为赵洵。嘉定十三年（1220年）八月，皇太子洵夭亡。嘉定十七年（1224年）宋宁宗驾崩，权相史弥远联同杨皇后废太子赵竑为济王，将宗亲赵与莒改名赵昀，立为帝，是为宋理宗。理宗即位后，追封其父赵希瓐为荣王，而理宗之弟赵与芮则在自贡袭爵为荣王。宋理宗绍定六年（1233年），因南宋光宗皇帝赵惇曾在自贡任过荣州刺史，尔后荣州以天子的“潜邸”升格为府，便以宋光宗的年号升荣州为绍熙府，这是自贡历史上第一次升格为府。绍熙府是一个因自贡盐业的兴盛而特别设立的行政管理机构，一度成为“一大都会”。端平二年（1235），蒙古兴兵灭宋，绍熙府也遭兵灾，以致“户口狼藉”。荣王赵与芮（其子赵禥即后来的宋度宗）亦从绍熙府（自贡）逃往绍兴和临安（杭州），从此荣王不在荣州领地。由于绍熙府（自贡）是南宋政治、经济地位重要的城市，封地于自贡的荣王在宋室中辈份较高、与皇室关系最密切，故有“蜀若不守，江浙自摇”之说。于是，端平三年（1236年）绍熙府择地东迁徙治鸿鹤镇（今自流井区鸿鹤坝）。然而，宝祐六年（1258年），蒙古军队第二次全面进攻南宋，蒙哥汗率主力猛攻，绍熙府和荣王旧城皆废。
咸淳元年（1265年），蒙古军占据盆地大部，当时富顺是州级的监，抵抗不住元军骑士冲杀，就把监府迁到虎头山，高筑城池，就建了内城和外城。抗击蒙古军队，英勇奋战，誓死不降。富顺整整坚持抗元十年（1265-1274年），因此，富顺的虎头城是举世著名的抗元名城。南宋德祐元年（1275年），知监王宗义举城降元，监废，治所由虎头城迁回原地。
元朝通过暴力屠杀的方式夺取了巴蜀盆地后，建立行省制。元宪宗八年（1258），绍熙府俱废，地入嘉定府，这是自贡市区和荣县在历史上第二次并入今乐山地区（嘉定）。至元十二年（1275年），置富顺安抚司，二十年（1283年）罢安抚司，升为富顺州，隶属四川等处行中书省叙州路。绍熙府旧地民众为反抗蒙古统治，私开盐井，杀害官府巡卒。元朝官员赡思捕其首领，请求朝廷安抚，至元四年（1338）元朝设置绍熙府军民宣抚司、绍熙路总管，兼置都总使司，自贡市区和荣县再次从今乐山地区分化出来。元顺宗至元六年（1340年）十一月撤销绍熙军民宣抚司。元末，复置荣州，属嘉定路。
明洪武四年（1371年），降富顺州为县，归属叙州府，南赤岩一带山区也划归宜宾县和南溪县。明洪武九年（1376年），降荣州为县（包括今荣县及自贡市区），属嘉定州。明洪武十年（1377年）五月，截撤威远，并入荣县，洪武十三年（1380年）十月，复置威远县。明永乐年间（1403—1424)，青山峡以南的赵化镇、落来镇（今怀德镇）及泸阳镇（今富顺县长滩镇）划归富顺县，并设赵化巡检司，管理当地军民政务。明代灭明氏大夏政权统一四川后，大量的湖广农民迁入富顺、荣县，引进了先进的耕作技术和优良作物，农业经济飞跃。到明朝成化年间（1465－1487年），富顺人口激增至12.3万，成为当时巴蜀盆地最大的县。明嘉靖八年（1529年），因荣县公井镇之盐上贡朝廷，改称“贡井”。后因新罗井，设新罗盐课司，改称新罗镇，又将荣溪以东新罗镇所属的自流井和贡井从荣县划出，归属富顺。其时因为富义盐井“淡水渗溢，灶丁淘远近井赔课，而此井遂废”，盐业生产中心从富顺、邓井关一带向西转移，自流井盐场始兴起，遂与贡井齐驱并驾。盐户遂膨大起来，所雇雇工日渐增多，雇佣劳动的工人逐渐形成。明朝嘉靖年间（1522－1566年），自贡产生了中国内地最早的“资本主义萌芽”。明穆宗隆庆元年（1567年），划出富顺县东来凤黔及隆桥驿为中心十四里之地（约占全县15%的区域），新设隆昌县，县治就设在隆桥驿附近。这就是今天隆昌县的由来。富顺监的建制也取消了。但是，很快又把富顺监的建制恢复起来。明神宗万历四十四年（1616年），蜀恭王朱奉銓嫡三子朱至被封为“富顺王”，但只享禄而不就藩。明朝在县级政区中封王建藩还是少有的事，正是自流井和贡井在政治、经济等方面日益重要。随着井盐业、金融业和商业的发展，富顺（包括今自贡市区和富顺县）成为盆地内物产最丰富、人口最多的富庶地区，有“金犍为、银富顺”之誉（犍为实指五通桥，富顺实指自贡）。文教发达，出现了“景泰十才子”之一的晏铎和“嘉靖八才子”之一的熊过。
明末，国势衰微。大顺元年（1644年）复设贡井镇，称富义盐场。明崇祯（或清顺治）年间的“张献忠之乱”导致自贡惨遭军事蹂躏，生灵涂炭，户籍荒凉，百里无烟。人口基本为之一空，少数幸存者逃往蔺播山区（今遵义市）避难。清灭张献忠政权，盆地内又起兵反清，叙州大捷后，自贡纳入南明版图中。南明永曆年间，清军再次入川，在川东北建立了政权．而川南之富顺、荣县仍为南明一隅，但却多风雨飘摇，官不理政，民不聊生，盐场并停灶歇，人心惶惶清。最终自贡被清军占领，清兵杀烧抢掠，死亡无数。

### 清朝
清初自贡人丁锐减，于是免征赋税。顺治后期，开始对盐征收一定税费，称为“小票”，但盐场仍然一片凋敝。康熙十九年，当新任富顺知县钱绍隆赴任时，看到的竟是“路无行人，道准荆棘，空城不闭，翼火无烟”，简直是一座空城。北至自流井的“灶民皆遁至威远、荣县数十里之外。床几悉为火薪，稻谷罄于马料；灶民停煎盖五月余矣。”三藩之乱平定后，清廷组织湖广、江西、广东、福建移民进入自贡，在荒芜的土地上重新开拓文明。
康熙年间，自贡人丁滋生，运销量扩大，有“改票行引”之议，盐商要运销食盐，需向官府购买“盐引”。清康熙六年（1667年），废威远，并入荣县，康熙十二年（1673年），升嘉定州为嘉定府，仍辖荣县。十三年（1674年），复设威远。二十年（1681年），威远第三次并入荣县，雍正六年（1728年），第三次复置威远县。雍正年间，清廷正式建立和推行“引岸专卖”的盐政制度，就是“清查井、灶产盐实在数目，配引行销。并令地方各官，查明户口之多寡，计口授盐，定额销引，以期私贩敛迹，官引疏通”。清雍正七年（1729年），自贡盐业的发展引起了清世宗皇帝的重视，他亲自下诏将自流井从贡井属地划出，仍属富顺县，而釜溪河以西的贡井则划归荣县，并在荣县下设贡井县丞署（分县），富顺县下设自流井县丞署，专署盐政。从宋代到清代，富顺（包括今自贡市的自流井、大安，沿滩三区和贡井区小溪镇及富顺县）文教兴盛，到清中叶有了“才子之乡”（富顺才子内江官）的称谓。清乾隆年间，自贡已经成为全国举足轻重的大盐场，这一时期在自贡诞生了中国历史上最早的股票——“同盛井约”。
由于自流井、贡井的并立，大抵嘉庆、道光年间，“自贡”这个称谓开始在富荣盐场出现。鸦片战争清政府战败后，英法联军强迫清庭大量赔款，其中一部分赔款就从自流井的盐税中提取，从那时起，在自流井就设立了英法两国的盐税抽取协理官员，两国均在当地建设了协理公署。随之，自流井涌来不少外国的商人和传教士，建设法国天主堂，基督教堂、福音堂、福音医院等。
然而，从清代开始实行的引岸制度，不仅延缓了自贡的资本主义进程，而且由于它将全国划分成若干区域，每一区域只准若干世袭盐商专卖，不准跨区域自由买卖，否则以私盐治罪，这就限制了自贡地区盐场产盐销量，进而妨碍了盐业生产的更大发展。长期以来，两湖地区所需的盐都被淮盐所把持，广大湘鄂地区除湖北省施鹤八属历系川盐楚计岸销区外，其余全系淮盐引岸，川盐占其市场份额非常小。客观地说，川盐与淮盐相比，具有多方面的竞争优势，就连长期抑川盐而扬淮盐的清两江总督曾国藩，也不得不承认川盐具有比淮盐更多的优点。
清朝中葉，舉國动蕩，一切文物制度莫不發生劇烈的變動。咸丰九年（1859）中秋日，李永和和兰朝鼎在云南起义。自庚申岁九月初起，义军先后会集于富顺县牛佛镇。这时，本来是前往富顺镇压起义的重庆府镇清军统领张大同也在自流井陕西庙发动起义。十月初六，李、兰起义军建都牛佛镇，仿太平天国制，李永和在天后宫自立为顺天王。咸丰末年，自流井盐绅为抗拒“李兰义军”发动了激烈的“大安寨之战”。由于自流井是一座没有城墙的城市，自贡盐商不得不修筑“三多寨”抵御农民军的入侵。同一时期，洪楊起事，“太平天国”运动兴起，鹽政遭受重大的衝擊，尤以兩淮鹽區最甚。太平軍攻克江寧（南京）後，據以為都，扼長江天險以為固。是時，江運中阻，淮鹽勢不能運抵湘、鄂各省；若淮鹽片引不至，則民眾有淡食之虞。在此情形下，兩湖勢必要調借他鹽，以調濟民食，清廷乃饬令改以川鹽銷楚，给川盐以广阔的两湖市场，於是有「川鹽濟楚」。「川鹽濟楚」實施相當有成效，楚地得免淡食之虞。第一次“川盐济楚”给自、贡盐业的急剧发展带来契机。丰饶的资源、精湛的技术、广阔的市场、高额的利润，使自、贡井盐业步入鼎盛时期，独执四川井盐业之牛耳。自流井迅速发展成为了盐都，誉作“富庶甲于蜀中”的“川省精华之地”。一时间自贡经济空前繁荣，百业兴旺。大批盐商在也此时崛起，“积巨金业盐者一千七百余家”。
清朝咸丰同治年间，自贡成为中国最大的手工业工场，“盐都”之谓由此而来。在中国西部，经济地位十分显赫。十九世纪中叶（清朝咸、同之际），德国著名地质学家費迪南·馮·李希霍芬到四川旅行考察，虽然他十分遗憾自己未能到神往的自流井去做实地考察，但他却满怀兴奋地向人们诉说，井盐“最重要的产地为自流井”，这一带地方“是四川人口最稠密、最繁荣的地区”，作为学者、旅行家他还殷勤地“奉劝旅行者，从主要公路去参观这些不可思议的古迹吧！在全世界我们能再找到一个年代这样久远和规模这样宏大的企业吗？”
清光绪十四年（1888），美国传教士赫斐秋（弗吉尔·哈特）沿着李希霍芬的足迹，考察了自贡。哈特在“这座异乎寻常的丘陵城镇”，“看到这里显示出其它城镇见不到的富裕和商业繁荣景象”，进而告诉人们，“这座城市的重要性是无可置疑的，此时这里从陕西来的钱商有上千人，有几百商人来自江西，还有数千名做生意的人来自中国其它地方。这些事实充分显示了这里是个巨大的贸易中心。这里有一支强大的军队保卫着政府在盐业贸易方面的利益。”他感慨万端，撰写了《自流井考察记》，向全世界广为宣传。

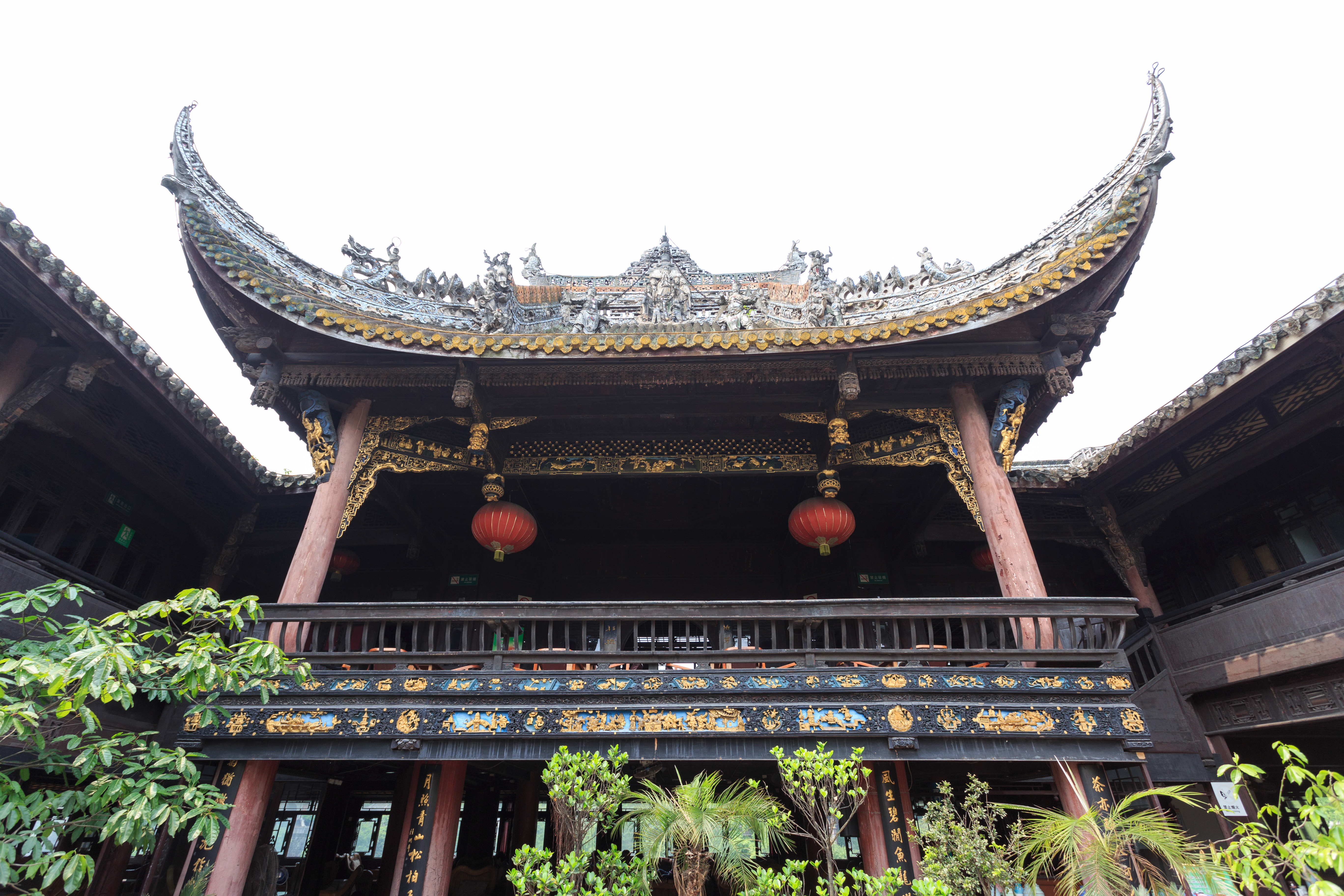
自贡王爷庙

引岸制度废除后，富庶起来的自贡盐商为摆脱省府的政治束缚，开始用实际行动反抗省、县对自贡盐场的管制。同治二年，富荣盐场设水厘局，增抽水厘，这当然增加盐商的负担。已捐了候补道的大盐商王余照（王朗云），与另一位大盐商颜晓帆等人合谋，指使盐工捣毁水厘局。富顺县知县传讯王余照，王余照态度傲慢。知县大怒，将他抓进牢房。然而，当时全国数省遭灾，王余照向清廷又捐银七万两赈灾，朝廷立即在他候补道上加按察使衔（省政法负责人），赏二品顶戴。圣旨一到富顺县，王余照头戴红顶花翎，身穿紫色朝服，阔步走出监狱。水厘事件不了了之。光绪三年（1877年）四川总督丁宝桢以疏销缉私为由，先后在犍乐、富荣两大盐场创办官运局，实行官运商销。这大大触伤了以王朗云为首的大盐商的利益，王朗云凭借自己与京官的关系，不断上访户部，都察院。丁宝桢则以王朗云先前阻挠水厘之征未能惩办，现又一再控他办理官运，决定严厉惩办。于是将王朗云所有劣迹上报朝廷，引得慈禧大怒，颁下懿旨“似此持势横行，亟应从严惩办，着即先行革职，交丁宝桢提省确切审办，以示儆惩。”
在中国古代，“一两白银一两盐”，盐业的巨大利润吸引着各省盐商纷至沓来，形成了自贡历史上的移民高潮。各地商人均逐鹿自贡的“白银贸易”事业，于是形成了自贡这座移民城市。《富顺县志》中就有这样的记载： “蜀民多侨籍，久犹怀其故土，往往噱金为公产建庙会，各祀其乡神望” 。这种庙会，又称会馆，虽名为供奉神灵，其实是为团结同籍人士互帮互助，排难纠纷的同乡组织，以达到“联嘉会，襄义举、笃乡情”的目的。此时，自贡各区县镇的会馆庙宇建筑就很快发展起来，涌现出西秦会馆、川主庙、湖广庙、江西庙、南华宫、天上宫和天后宫等一大批会馆庙宇建筑。
自贡历代驻军不断，争夺激烈。实乃丰富的盐业利税使之成为了一个不设防的军事特区。清代的安定营等军队也展开了激烈的盐利争夺战。为了保护盐场，维护盐商的利益，地方盐警队和私人武装民团大量出现，其主要职能是私盐、保护盐船盐队以及武装押运银两。这些地方或私人武装的常年经费，均由盐业资本家支付。

### 中华民国大陸时期
自贡是辛亥革命家吴玉章的家乡，也是中国近代革命的第一发起地，第一个从清王朝统治下宣布独立的区域。1911年吴玉章归国后回到四川，与王天杰领导并策动荣县独立。荣县独立是辛亥革命的首次成功之义，建立了中国历史上第一个民主政权，比武昌起义早了足足半月，“首义实先天下”。
1904年，在吴玉章《劝游学书》的影响下，谢奉琦、龙鸣剑、雷铁涯与但懋辛等15名自贡人东渡留学日本早稻田等大學，许多自贡留日学生逐渐形成民主革命思想，在孙中山等人的影响下参加反对满清、谋求民主独立斗争，先后加入“兴中会”、“华兴会”、“光复会”、“同盟会”等革命团体。1906年4月，吴玉章加入同盟会，与但懋辛同被选为评议部评议员。是年冬，孙中山委派谢奉琦、熊克武、佘英返国，任命谢奉琦与熊克武、黄复生同为四川省主盟人，筹划武装起义。自流井曹笃、荣县王天杰、赖君琦等22人经谢等组织发展加入同盟会。是年雷铁厓在日本创办《鹃声》杂志，积极鼓吹革命。1907年，吴玉章在东京创办《四川》杂志。雷铁厓为《四川》主要撰稿人，并在《民报》、《复报》等报刊大量撰文宣传民主革命学说。1908年，谢奉琦主持发动宜宾起义，因事机不密，遭清廷残酷镇压。後來，中华民国临时大总统孙中山追赠谢奉琦为陆军中将，谥“章左将军”。同年龙鸣剑奉命返国，在云南发动组织同盟会的斗争。1909年，龙鸣剑返四川成都组织同盟会斗争，是年雷铁厓亦奉命回国，在上海发展盟员，宣传革命。1910年，四川保路运动兴起。1911年3月到5月，龙鸣剑、王天杰等人在荣县、贡井、长土、姚家山、艾叶、寨子岭等地大办民团，组建革命武装，准备起义。6月至7月，富、荣两县先后成立保路同志分会。9月7日，成都发生赵尔丰屠杀请愿群众的血案，龙鸣剑与自流井人曹笃等缒城而出，在锦江投放“水电报”数百枚号召“各地同志速起自保自救”。9月25日，王天杰与吴玉章在荣县打开牢房释放被捕党人，并率队驱逐清官吏，组织民众在学衙门召开大会，宣布成立军政府，自理县政，脱离清廷独立。当年9月底，同志军进攻自井，富順知縣逃跑。11月25日，自流井巡防军徐统领被迫宣布脱离清廷。11月29日，同志军各路入驻自流井。
同志軍進入自流井后，以周鸿勋为领队的进驻陕西庙，号称“川南都督”。此时，为了维持他的队伍开支，便强行将滏溪河沿河的盐船上的盐进行拍卖。這激怒了自貢鹽商。自流井的盐商暗中推举当时的盐商王禹平为代表，到叙府勾结滇军，趕跑了自流井的全部同志军。当时，成都方面的经济来源大部分都是依靠自流井的盐税。滇军进占自流井以后，将自流井的盐税独霸，使成都方面十分地愤怒。此时，成都军政府便派出由周俊带领的他们的第一师进兵自流井。省議會等各方都來調停，当时重庆方面的蜀军政府也派出代表前来自流井与滇军进行調停。滇军离开自流井以后，成都方面的周俊部进驻自流井，向自流井盐商收取军费开支。
自贡独立后，随着盐业经济的发展，盐业资本家和新贵族的成长，使他们要求政治上当权，经济上发展资本主义。到清末民初，自贡的市政管理已经成为以商人为主体的管理系统。1911年12月30日，自、贡两地区的同盟会员和地方人士，经筹商成立了自贡地方临时议事会，首次将自、贡连接起来。自贡地方议事会率先在全省提出了“破案均税”的盐政变革，并始终保持盐产在400万担以上，成为这个时期变革领先的特区。各界在自流井井神祠召开大会，推举自、贡两厂议事会议员60名，其中常驻议员 12 人。议事会仿西方行政之法，设三权分立的机构，并遣派专人负责辖下自、贡两井八大盐垣，贡井苟氏坡、黄石坎、蓆草田三垣（今贡井区贡井街、艾叶镇、筱溪街、长土镇一带地域）列入辖内。临时议事会时期的一个显著特点，就是自贡地方的盐业资产阶级试图完整地将西方资产阶级国家三权分立的形式移植到中国内陆这块土地上．临时议事会甫经成立，立法、司法、行政机构便具雏形。自贡地方议事会是中国第一个地方民主议会，也是中国历史上唯一的商人政府。1911年底的自贡地方议事会比1912年的南京临时政府设立得更早，因此，它实际上成为华人社会第一道民主的曙光或中国民主制度的第一次成功实践。
中华民国成立后不久，自贡地方议事会便欲谋求自、贡脱离富顺、荣县而实现地方自治和民主独立，合组而成为统一的经济、行政实体——“新和县”。“新和县”以自流井、贡井两厂为中心，联合附近威远县、宜宾县之一部分。但在民国元年7 月，“省临时议会”召开前夕，富顺、荣县、威远、宜宾四县代表不甘示弱，“争发传单，猛力攻击自贡设县”，与自贡驻省代表展开了针锋相对的斗争，因为他们“深恐自贡设县后县境缩小，加重各该县负担”。因此设县失败。然而，省议会鉴于自贡盐业经济的重要，自贡盐业资产阶级势力的强大，为缓和政府税源供给地与四县的冲突，不得不让步，采取了折中的手段，委任自贡地方议事会议员为自贡地方行政长官。民国3年（1914年）秋天，“省”方明令撤销自贡地方行政长官及独立的自贡地方议事会，仍然分设自、贡两分县，委派富顺县自流井县佐、荣县贡井县佐，分别管理这一地区事务。自贡独立的努力虽然失败了，但议事会所讨论确立的三权分立模式，已经深入人心。于是，从此形成了“地方称自贡，盐场称富荣”的奇特局面。
保路运动后，自贡陷入军阀割据混战的局面。从民前一年（1911年）滇军入川开始，直至民国二十四年（1935年）蒋中正控制全川，四川盆地经历了多次大大小小的军阀混战，其中最根本的经济原因就是川滇黔各路军阀为了争占自流井、贡井这两块宝地，以便就近提拨盐税，充作军用。滇军两次进川，目标直指自流井。据不完全统计，这段时期自贡的驻军先后有:川军第一师、京防军郑籍庭营、川军第三师、滇军第一梯团、滇军刘法坤旅、川军张鹏午团、滇军金汉昌旅、川军吕超部、川军赵宗藩旅、川军刘成勋部、川军刘文辉部、川军杨森部、川军刘湘部、川军蔡玉龙部等。当时自贡重兵驻扎，换防频繁，实属罕见。参加争夺自贡盐税混战的主要角色，还有滇军的黄毓成、曾任四川都督的尹昌衡属部周骏，以及先依附北洋军阀、后投靠蒋介石的刘存厚等。战场或在成渝一线，或在其他地区，但往往离不开自流井、贡井这个中心地带。
除中国军阀外，外国殖民者对自贡也虎视眈眈。民国二年（1913年）4月26日，袁世凯同英、法、德、日、俄五国银行团签订了总数为2,500金镑的“善后借款合同” 。该“合同”中规定“以中国盐税收入之全部作为担保”。殖民者延续了清末的特权，继续染指自贡盐业。同年，外国殖民者在北京设“盐务稽核所” ，在自流井（自贡）设“川南盐务稽核分所”，对盐业进行疯狂的掠夺。稽核分所，设经理华员一人，协理洋员一人，会同负担征收、存储盐务收入之责任。从形式上看，这一机构的权力，似乎华洋平分，事实上，洋员协理按殖民者的意志办事，华员经理没有发言权，无权过问盐税收入。洋人协理馆由六国代表轮流派充。先后担任川南盐务稽核分所协理的有：德国人柯纳普，英国人乐基、柏理稳，俄国人迪德生．英国人祝开福，日本人北亨大村，挪威人柏克，英国人蒲克扎士。他们在自贡富台山修建别墅“协理公馆”，结交官僚，逢迎军阀，劫掠盐商，镇压盐工，敛聚财富。

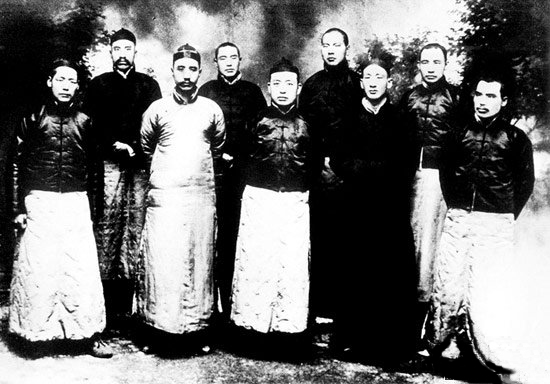
护国战争后滇军再次占领自流井，民国七年二月战后，朱德（后排左一）参加在自流井召开的滇军第二军军官骨干会议，与赵遂生（前排左一），杨希闵（前排左二）、兰馥（前排左四）、金汉鼎（前排左五）、杨如轩（后排左三）、唐沸川（后排左四）等八位同事合影于釜水军次。经过两年多的战斗后，领兵打仗的将领只剩下参加合影的九个人

民国五年（1916年），滇军又占领了自流井，估提盐税。护国战争结束后，滇军仍然盘踞于此。黔军则占据了自贡盐业运销的咽喉之地——重庆。民国七年春，驻川滇军征收由自流井至重庆的保险费每载800元，成为军阀征收附加税的开端。随着军队的大量增加，附加税逐渐泛滥成灾，出现了附加税“或今日立之，明日又复取消，或前军兴之，后军又复裁撤，或旧本无有，临时又增加。甚或到岸有费，过道有费……名目之繁，关卡之多，殊难屈指”的现象。当时身任四川靖国各军总司令兼管民政之职的熊克武于民国九年（1920年）夏发动驱逐滇黔军之战，最后川军驱逐了滇黔军，夺回了下川南地方、重庆和自贡盐税。
民国十三年（1924年），杨森被北京政府任命为四川军务督理，开始大规模地扩军备战，苦于军费支绌，难达目的，于是试图独占自流井盐税。而刘文辉以驻守自流井、宜宾一带起家，扶摇直上，当了军长，杨森的矛头直指刘文辉。民国十四年乙丑，杨森发动了“武力统一四川”的内战。其目的并不是统一建设四川，而是要其他军队远离自贡，由他的督理署“统一”派军队驻守，“统一”提拨盐税，充裕实力。杨森派所部夺得自流井后，川军刘成勋、刘文辉、赖心辉、田颂尧、邓锡侯、刘湘和黔军袁祖铭部在渝组织倒杨联军，分路合击，将杨森击溃，逼得杨森自奉节往汉口，再投吴佩孚。战后，各路军阀云集自流井，召开了“善后会议”，共同瓜分了自流井盐税。会议上，刘湘与袁祖铭因分赃不均，关系迅速恶化。民国十五年（1926年）6月，广州国民革命军出师北伐，深入湖南，攻克长沙、岳阳，兵锋直指武汉，川省震动。慑于北伐军威力，四川军阀亦投机革命，派代表与北伐军联系。年底，川军全部易帜，改挂青天白日满地红旗帜，归属国民政府统辖。
川军易帜后，国民政府虽然名义上统一了四川，但川省仍陷於军阀割据。于是，国民党加强了对自贡的争取，积极推动自贡设市。民国16年（1927年）4月国民党“左”派自贡市党部筹备处，根据中国国民党中央党部商人部颁发的全国商民协会章程，将原“自贡商会”改组为“自贡市商民协会”，旧商会的威信一落千丈，商会的实权即由新起的商人取而代之。并拟制颁布了《自贡市商民协会章程》 ，在原“自贡商会”名称中加上“市”的称谓，并将“自贡市”连称（民国12年曾使用过“自井市商会”名称）。成立自贡市党部委员会和自贡市商会后，自贡社会又有了设市之议。后四川省政府派员筹备建市，但因当时自贡灾情严重，故“暂缓设置”。当时设市之议失败后，地方政府的职能由当时城市公共权力的代表“自贡市商会”代行。“自贡市商民协会” 率先打出“自贡市”之旗号，一方面表达了自、贡两地各业商人对设市的渴望与勇气，另一方面为其日后在客观上充当自、贡两地的“政府”角色正名顺言。民国16年（1927年）中国国民党（右派）接收国民党“左”派自贡党部筹备处，成立中国国民党（右派）党务登记处，后改为党务筹备委员会。民国17年（1928年），国民党实行总登记。之后，先后成立中国国民党自贡市党务指导委员会、中国国民党自贡市党务整理委员会。
民国21年（1932年），刘湘因不满刘文辉久居膏腴之地的自流井而向其发动了攻击。二刘之战后，刘文辉被赶出自流井，败走西康，刘湘完全控制了自贡盐场。为加紧对军费来源的剥夺，刘湘与王缵绪用二十一军司令部和四川盐使署名义发布一纸文告，强迫自贡盐商解囊80万元。刘湘重叠征收后仍嫌不足，进而在1934年还“预提”1935年引盐正税636万元。在国民政府实际控制自贡之前，四川军阀为攫取盐税花样百出，千方百计盘剥和殖民自贡。军阀们通过截留、加征、附加等，掠夺自贡的盐税，大大超过了自贡盐业所能承受的限度，严重制约了自贡的发展。
民国24年（1935年）5月，蒋介石主力部队进入四川盆地，形成了中央军控制四川的局面，使自贡摆脱了四川军阀的控制。民国24年（1935年），中国国民党中央党部将自贡及荣县、威远、富顺、井研、南溪等县划为一个党务区，即自贡区，并在自贡设指导员办事处。中国国民党中央直接将“自贡市”独立地作为中心市县，而且还统辖周边五县．这一高规格待遇是在设市问题上的最大推进。民国26年l月四川省政府民字第 1809 号训令中，当时作为四川盐运使缪秋杰所建议的是：“请于自贡筹办电力厂，并于该地设立市政管理局。”而国民党自贡市党务指导委员会所电请的是：“设立自贡市政府”，国民党更为直接有力，为自贡的设市构建和搭起了一个现实的平台。
中央军入川后，稽核所接收运使署，实行政税合一，取消多数专项制，改行“统治自由”。因自贡在全川盐业的第一位的特殊性、重要性，迎来了设市主角的入驻。中央军入川的第一年，川南、川北两盐务稽核所分所及重庆稽核处合并落组的四川盐务稽核分所入驻自流井，四川盐运使署也由重庆移驻到了自流井。四川盐务机关入驻后，基于自身盐业发展的考虑，积极参与自贡地区各项经济和社会事业建设。民国26年（1937 年）1月，驻镇自贡的四川盐运使署、自贡市国民党党务指导委员会及自贡市商会，向军事委员会委员长行营提出设立自贡市市政管理局或市政府的建议。随即由四川盐务管理局及自贡市党务指导委员会屡次呈请设立自贡市。由于政界要员、商贾巨户、地方名流的不断要求，在道义上设市条件上都早已日趋成熟的自贡设市一事，引起了上峰的足够重视。 民国26年1月，军事委员会委员长蒋中正行营指示四川省政府：“并案核示具复设市。”于是四川省政府遵照军事委员会委员长行营指示，决定指派省民政厅徐剑秋、省建设厅科长刘丹吾等人到自贡实地考察。 1937 年1月 5 日，四川省政府召开第 131 次委员会听取了徐、刘等人对自贡实地考察情况的汇报，一致认为自贡设市条件具备，启动筹备建市的一切准备工作。
民国26年（1937年）7月7日，抗日战争爆发，不到一年时间，中国沿海尽丧敌手。日本不仅控制了全部的海盐生产，而且切断了通往内地的盐运通道，试图通过残酷的“盐遮断”，造成全国大恐慌，最终迫使中国不战而降。海盐供应的中断很快引发了大规模的“盐荒”，湘鄂百姓又一次遭受淡食之苦。为了稳定民心，坚持抗日，国民政府不得不启动 “川盐济楚”恢复自贡对湖广的食盐供应，彻底打破日本的“盐遮断”。自贡的盐业又兴盛起来，水运贯通。自贡的盐可从釜溪河入沱江，下长江，自贡盐业再度复兴，迎来了空前绝后的“黄金时代”。此时的自贡百业兴旺，是抗战大后方的重要基地。经济的发展，盐场的繁荣，设市迫切需要。
民國27年（1938年）4月，应邀到自贡拍摄《自贡井盐》的孙明经先生用镜头记录了这座新兴工业城市的诞生。当时的自贡天车林立，输卤和输气管道密密匝匝，煮盐的烟囱吐出一柱柱青烟，釜溪河两岸“歪脑壳”运盐船拥挤不堪，是一座名副其实的“遍地盐井的都市”。孫明靜先生在自貢拍攝的紀錄片鼓舞了抗戰士氣，讓世人知道，在中國內陸，還有大規模的工業中心支持著抗日救亡。
民国28年（1939年）9月1日，第二次世界大战爆发，建市筹备工作已经完成，由蒋介石委员长批准确认，国民政府划出富顺县第五区的桐垱镇（自井区核心）、新垱镇（大坟堡-龙井街道大安街道）、长丘镇（高新区）、上丘镇（筱溪街道、长土镇）、高硐乡、大山乡（大山铺镇）、新又乡（凉高山街道）和荣县第二区的贡井镇（贡井区席草田）、艾叶乡（艾叶镇）、敦畦乡（艾叶镇）、敦睦乡（建设镇）共六乡五镇，由自流井和贡井等主要盐垣组成双子城域，正式设立自贡市。自贡市成为中国最早建制的二十个城市之一。从民国27年（1938年）6月四川省政府成立自贡市政筹备处到民国28年（1939）年9月国民政府批复自贡设市为止，其间发生了所谓的“设市风波”。矛盾主要集中在国民党自贡市党部与该地区的实际行政管理当局——川康盐务局之间，这是围绕新的政治资源和经济利益而发生的争夺。风波最后以川康盐务局局长缪秋杰被监察院免职停用，CC系的曹任远出任市长而告结束。新成立的行政机构——自贡市政府的人员大多由国民党党工充任，市府与党部都为CC社所把握。八年抗战，自贡在敌机狂轰滥炸的情况下，却生产出190多万吨食盐供全国三分之一的军需民用；据剑桥《中华民国史》载，抗战爆发前，国民政府收入80%主要来自关税、盐税和商业税。自贡市创造了近21亿元的盐税，可以支撑 27 个标准编制的陆军师一年的军饷，有力地支撑了战时政府财政。
自民国28年（1939年）10月10日起到民国30年（1941年）8月19日止，在不到两年的时间内，日军出动了7次17批飞机侵入自贡。民国28年10月10日，自贡市各界在釜溪公园庆祝国庆日，日军27架零式轰炸机趁防备空虚对自贡进行“双十无差别轰炸”。民国31年7月28与29日的轰炸为连日大轰炸。日军的“盐遮断轰炸”使自贡盐场民众蒙受了沉重灾难。日本军机轰炸了自流井盐场西北方向的光大街，郭家坳等地，造成居民无家可归，无食可进。盐场熬粥赈灾，每餐有多达600余人前来就食。除普通民众受灾外，担负救灾任务的防空指挥部所属消防大队官长死3人，伤1人，兵士死34人，伤23人，消防车被炸2部。加拿大人所办仁济医院被炸，炸地下室3处，财产损失估计150万法币。据初步统计，日军对于自贡盐遮断轰炸，前后两年内进行7次，投弹1,544枚，造成死亡622人，伤365人，毁损房屋共2,785间，损失1.24亿法币。民国28年底国民政府将驻防重庆的一个高炮连调防自贡，配合自贡已有的高炮营进行防守，由于该连装备较为先进，于1941年8月17日击中敌机一架，迫使日军放弃了对自贡的轰炸。1939年日本《朝日新闻》有报道关于日军轰炸自贡自流井的新闻。
民国31年（1942年），自贡盐商购买了“盐商号”战斗机，盐工也慷慨捐资，为中国购买了“盐工号”和“盐船号”两架飞机，支持抗日救亡。民国32年（1943年）11月，国民政府军事委员会副委员长冯玉祥将军在自贡率先主持了“献金运动”，希望支援抗战前线。自贡人民踊跃献金。次年6月至8月，冯玉祥再次来到自贡，掀起第二次“献金运动”。冯玉祥在自贡北苑挥毫书下了“还我河山”四个隶书大字，事后即刻录在釜溪河畔的山脚下。在这次运动中，自贡共献金1.2亿法币，成为抗战中捐款最多的城市。自贡著名盐商余述怀捐款1,000万元法币，在当时创下全国个人捐款最多纪录。冯玉祥将军的节约献金救国运动，在贯穿整个抗战时期各种献金运动中，它的成效最大。在这场运动中，自贡人民倾其所有，创下了全国22项第一。自贡的捐款情况也获得了蒋介石先生的全国通告特令嘉奖。蒋介石连连称赞：“自贡在国防经济上站在第一等位置！”
抗战时期，中国一度物价暴涨、法币贬值，国民政府决定进行宏观调控。由于自贡特殊的经济地位，国民党中央决定在自贡设立“经济检察队”（简称“经检队”）直隶行政院经济会议秘书处，专门由中统、军统、三青团三个方面会同组成。民国三十年夏，中统局的齐耀荣到自贡市撵走了军统和三青团，独揽自贡经检队大权，由中统包办。此后，中统自贡调统室以统一领导、步调一致为名，呈准中统局，改组自贡调统室，脱离四川省调统室的领导，升格为中统局直辖，与省级平行。民国三十年冬，中统局局长徐恩到中统局直辖自贡市区视察〔亦参观盐场，同行有国民党中央委员赖琏）， 对近百名中统人员点名训话。自贡市经检队的设立和中统局对自贡市的直辖，实际上标志着自贡市从“省辖市”实际上升格为“中央局辖市”，仅次于“中央院辖市”，直接接受行政院的机关领导。在政治上相当于副省级地位，并且在某些方面具有省级的权力。
1941年12月，太平洋战争爆发，中国政府编组远征军进入印缅对日作战。1943年，自贡有137名学生参加青年中国远征军；1944年又有570名青年参加了青年远征军。据不完全统计，自贡这座当时仅22万人口的城市，就有近3万人志愿从军直奔抗战的正面战场。据《中华民国忠烈将士姓名录》记载，八年抗战中在淞沪会战、武汉会战、台儿庄大战、长沙保卫战、怒江战役、印缅战场等牺牲的“自贡籍”官兵有1,942人。
民国34年（1945年）八月九日，日本宣布无条件投降，消息传到自贡，家家狂欢，市上爆竹售销一空，商店住户烛光辉煌，各社团相继以锣鼓奏趣，无锣鼓者执铜铃摇街过户。根据行政院的统计数据，抗战胜利后的自贡市为中国第19大城市，达到鼎盛时期，政治地位和经济地位空前显赫。这样的城市，对发展期望也信心满满。1940年代，就有人开始规划它的大城市远景，邱致中草拟了一份《川康经济建设计划》，拟使自贡成为四川区的工业中心，自贡工业中心囊括四川西南部整个区域的32个县市，如群星拱卫般地围绕自贡开发盐、铁、煤、绵毛纺织、丝织、酸碱化工、机械运输等业。引起了广泛的重视。
民国35年（1946年），国共内战爆发，中國國民黨、中國民主社會黨、中國青年黨的领袖经常在大后方自贡召开“三党联系会”，商议“戡乱应变”计划，俨然成为“小陪都”。然而，時任市長甘绩丕其實是中共安插到國民黨內部的間諜。甘上任後就積極配合中共的所謂“和平解放”工作。
还都南京后的国民政府，在掌控了中央金库和四大家族利益的两淮盐商面前，颁布命令让淮盐重新进入两湖，川盐退回原先的运销区，自贡的黄金时代就此终结。早在1945年，侯策名、熊佐周、罗筱元等七人就倡议组织四川盐业公司，欲将自贡两大盐场合二为一，为抗战后的川盐谋求一条出路。随后自流井东盐场的王绩良、王德谦等组成“西南盐业公司”，西场贡井盐场的余述怀等组成“中华盐业公司”，相互竞争。1946年末，法币贬值日益加剧，四川盐业公司所集股本、投放子金，远远不敷贬值，损失惨重。西南、中华两公司也遭同样的惨败下场。
民国37年（1948年）七月，钮建霞新任川康盐务局局长，召集自贡场运两商开会，传达当局“扶淮抑川”政策，在会上他宣布即日起停止官收。当时恶性通胀，子金（利息）三日一滚，甚至一日一滚，因此运商不愿购盐，官收又停，井灶收入来源枯竭。自贡盐商即刻由放款者变为贷款者，负债累累。法币改金元券后，停止办理押汇，自贡盐运基本陷入雍痪运商在销岸卖出一担盐的价款，不够在场重置等量盐斤，加以湘楚广大地区为低价淮盐上运大量冲销，运商手中所持资金的票额越来越大，但实际购买力却越来越小，每况愈下。到1949年4月南京沦陷后，时局更加混乱，逼得自贡盐商聚头商议“集体清账”。由于市长甘绩丕对盐商的威胁才把倒账风波压制下去。
1949年12月3日，解放军進駐川南。1949年12月4日午后5时，解放军到达富顺县的邓关。甘绩丕与国民政府警备司令部杨续云副司令决定，派徐至诚作为代表向解放军投诚。12月4日晚上，解放军已经过了沿滩。12月5日上午10点，解放军第二野战军三兵团十军二十八师八十三团到达富顺县城东街，渡过沱江，占领了富顺县城。5日晚23点，解放军先头部队在中共地下党员的引导下，进抵东兴寺，突过洋灰桥。12月6日凌晨1时，在洋灰桥进城的滨江路上，中共军队从自流井滨江路到达中華民國自貢市政府，甘绩丕率政府机关、警备司令部、警察局及商会代表接应中共军队。甘绩丕发表公开信，声明起义，至此，自贡市被中共政权和平接管。中共接管自贡后，建立自贡市军管委。

### 中华人民共和国时期
1950年1月，中华人民共和国中央人民政府将四川省划分为川南、川北、川东、川西四个行署，四行署与重庆市、西康省、云南省、贵州省，均直属于西南行政区。川南行署始驻自贡，后迁至泸州。自贡市辖第一至第五区。1952年，四川省恢复设立，自贡市改由四川省直辖。1953年，自贡市第一、二、三区分别更名自流井、贡井、大坟堡3区；第四、五区合设郊区。1955年，大坟堡区更名大安区。
1958年初，中共四川省委第一次党代会作出的“充分利用盐卤、天然气资源，把自贡建设成为化学工业基地”的决议，中共自贡市委提出“跨上千里马，奔向化工城”的奋斗口号，开展全民大办化工运动，掀起了全面建设化工城的热潮。1958年的“建设化工城”，自贡实现了第一次产业结构调整，制盐业开始向化工领域延伸。兴建了鸿鹤化工厂、邓关盐厂和自贡炭黑厂，扩建了自贡张家坝制盐化工厂等13户企业。自贡炭黑厂槽法炭黑工程竣工投产。与此同时，自贡市化工生产也取得了骄人成就，如张家坝制盐化工厂的氯化钡实现出口，产品质量超过英国一级品，达到世界一流水平；自贡化工厂溴素回收率达到96%，超过当时美国水平；自贡天然气综合利用实验站的稀乙炔浓度为6.12%，达到当时国际先进水平。1959年建成的邓关盐厂，是中共政府建立的第一座也是唯一一座大型盐厂。1959年8月，省政府将富顺县永安区全部及沿滩区、永年区各一部分，荣县的荣边，宜宾的农团、漆树、仲权等共13个人民公社划归自贡市管辖。
据统计，1960年全市化工产品由1957年的8种发展到60种；1960年全市化工产值占盐业（含化工）总产值的比重由1957年的22.46%提高到83.89%，成为继盐业之后自贡的又一大支柱产业。1965年，自贡市化工产值达3,602.3万元，为1952年的31倍。自贡以盐业为主的轻化工产业扩展到重化工领域。张家坝制盐化工厂生产的氯化钡出口英国；纯碱、烧碱等数十种化工产品问世；国产二氯甲烷诞生等等。这段时期，刘少奇、邓小平、陈毅、贺龙、聂荣臻、董必武等中央领导人分别视察自贡，其规格之高、人数之众、密度之频繁，足见当时自贡市工业地位的举足轻重。
1965年，自贡以开放的胸怀迎来了“三线建设”，推进了自贡第二次产业结构调整。随着东方锅炉、长征机床、自贡硬质合金、晨光化工研究总院、炭黑工业研究设计所、地质部第七普查大队、高压阀门厂、四川平板玻璃厂、华东化工学院（现为华东理工大学）等21家企事业单位从北京、上海、天津、东北等地的内迁，以及与之配套的相关建设完工，自贡单一的盐化工产业又增加了机械、建材、冶金等产业，初步形成了多门类工业体系。第二产业生产总值1965年首次超过第三产业达9,697万元，1975年又超过第一产业达16,837万元。
1972年3月，地质部第二普查大队在大山铺万年灯地区发现恐龙尾椎化石。大山铺恐龙化石群的发现，提升了自贡的知名度，为把自贡建成旅游城市和旅游目的地创造了重要条件。同时，国家批准就地建设恐龙博物馆，成为当时东半球唯一的恐龙博物馆。
1979年，中央将原内江地区的荣县划归自贡市管辖；1983年，又将原宜宾专区的富顺县划归自贡市管辖，同年，自贡市郊区更名沿滩区。至此，形成了自贡市域面积四区两县的行政区划。1979年至1988年，是自贡经济特别是工业经济发展的鼎盛期。三线建设从外地迁入了一批机械、轻工、冶金企业和科研院所，使自贡的机械、轻工成为实力较强的产业，工业经济总量在四川省排名第三，仅次于成都市和重庆市。1979年7月，自流井的三个公社又划归大安区，自流井区成为纯城市区。
1986年11月30日，自贡市被批准为对外开放城市，12月8日，自贡市被国务院颁布为第二批“中国历史文化名城”。自贡市成为“中国历史文化名城”是社会对自贡城市魅力的充分认可:也是自贡城市的一张亮丽名片。从1987年开始，自贡市将自贡灯会正式命名为“自贡国际恐龙灯会经贸交易会”，首届自贡国际恐龙灯会经贸交易会于1987年1月20日至3月10日举办。
1992年5月27日，四川省人民政府批准设立自贡高新技术产业开发区，成为四川第三个设立的高新技术产业开发区。
90年代以来，自贡工业经济陷入了困境，尤以盐业最为突出，严重制约和影响了经济发展与社会稳定。1995年，自贡爆发了史上最严重的经济危机。从1995年至1999年经济连续五年负增长，盐业连续八年亏损，工业经济总量由1988全省（包括未直辖的重庆市）第3位后退到1999年第8位。90年代是自贡“失去的十年”，正式失去了清末民初（20世纪初期）建立起来的“蓉（成都）、渝（重庆）、井（自贡）”三足鼎立的格局，甚至开始与新兴城市发展差距扩大。在以经济发展为中心的基本路线下，自贡市领导不再任四川省委常委。另外，官僚化、腐败化因素也成为当时导致社会矛盾对立突出的重要导火索。
1997年6月27日，自贡遭遇百年不遇的特大暴雨洪涝灾害。15个小时内，市区降水总量达到301.1毫米，釜溪河超过警戒水位5.78米，淹没滨江路达31小时。市区水、电、气、通信中断，工业企业全面停产，城乡房屋倒塌1.93万间，大片农作物被洪水淹没，市场、商店、铺面被洪水冲淹，几千人被洪水围困，19人死亡，直接经济损失达11亿元以上。
1998年，经济衰退更加严重，社会矛盾不断激化。全市各类停产半停产企业达316户，亏损企业137户，亏损面55%，亏损额2.41亿元。下岗职工达8万多人，相当一批企业拖欠职工工资、下岗职工生活费和离退休职工养老金，部分困难企业职工上街阻断交通、围堵党政机关等事件频繁发生。随着大量企业出现倒闭、改制，大量工人下岗。工人生活困难，社会矛盾对立突出，爆发了多次示威抗议活动。
从清末民初动荡时代的第一个世纪之交到中国高速发展的第二个世纪之交，20世纪的百年自贡历史以辉煌与荣耀作为开端，以失落与沉寂作为结束。
进入21世纪，社会的不稳定因素依然存在。因公交公司腐败导致的2004年3.31重大车祸、汇维仕重大污染事件、汇东的圈地运动等社会和环境问题突出，出租车师傅和下岗职工堵街游行屡见不鲜。2009年自贡市纺织厂近千人职工罢工游行，在市政府门前示威。2011年3月22日，“日记门”事件揭开了自贡市官场的惊天腐败黑幕。
在“十一五”期间，自贡市坚持走新型工业化道路，实施工业强市战略，以承接产业转移为契机，加强对外区域经济合作，逐渐形成以机械、盐化、新材料三大优势产业为主，兼有电子、冶金、轻工、纺织、建材等门类齐全、综合性的工业经济体系，自贡工业经济步入快速发展的轨道，成为全省综合加工制造能力最强的地区之一，进入了新世纪恢复发展阶段。同时，自贡开始了大城市发展战略。
2001年，自贡市委市政府提出“东进南移”城市发展战略。2004年，南湖生态城控制性详细规划制定，自贡市城市开发重心转移至南湖片区。
2011年6月22日，自贡高新技术产业园区正式获得国务院批准，成功升级为国家高新技术产业开发区。
2013年，自贡城市建成区面积达到109平方公里，城区人口达到106万人。成为川南第一个主城区面积超100平方公里，人口超100万的"双百"特大城市。
2014年1月，自贡市被住房和城乡建设部正式命名为国家园林城市。
2016年，自贡市东部新城开始建设。2018年，横跨自流井、大安、沿滩三区的自贡市东部新城控制性详细规划制定。
2018年，自贡市与内江市正式签订《推动内江自贡同城化发展合作协议》。省委省政府做出“支持内江、自贡同城化发展，协同打造产业园区和城市新区”的决定。
2019年2月25日，自贡荣县发生4.9级地震，共造成2人死亡，另有12人受伤（其中3人重伤）。
到2021年，自贡市中心城区建成区面积已达到132平方公里，常住人口128.7万人。2012-2021年十年间，常住人口城镇化率年均提高1个百分点以上，到2021年末达56.2%。
2021年6月28日，绵泸高铁内自泸段通车，高铁自贡站投用，自贡正式迈入“高铁时代”。
2021年10月20日，四川省政府批复了《内江自贡同城化发展总体方案》，规划范围为两市全域。提出到2025年，两市经济实力大幅提升，同城化地区生产总值突破4200亿元。

## 地理

### 地理位置
自贡市地处四川盆地南部，位于北纬28°55′37〞～29°38′25〞、东经104°02′57〞～105°16′11〞之间:7。东邻隆昌、泸县，南接江安、南溪、宜宾，西与犍为、井研毗邻，北靠威远、内江。幅员面积4372.6平方公里。自贡境域东西长119.6公里，南北宽97.2公里:7，市区面积1,440.2平方千米，市区建成区面积超过100平方公里。

### 人文地理
自贡市是世界地质公园、中国历史文化名城、中国优秀旅游城市、国家卫生城市、对外开放城市、国家园林城市、国家知识产权试点城市、国家青年发展型城市，以及国家级重点保护古生物化石集中产地、全国首批老工业城市和资源型城市产业转型升级示范区，享有“千年盐都”、“恐龙之乡”、“南国灯城”和“美食之府”的美誉，素有“川省之精华”、“富庶甲于蜀中”的美誉。
老自贡市曾是一个以自流井和贡井为主体的双子城域，目前自流井、贡井、大安、沿滩四区已融城发展。

### 地形地貌

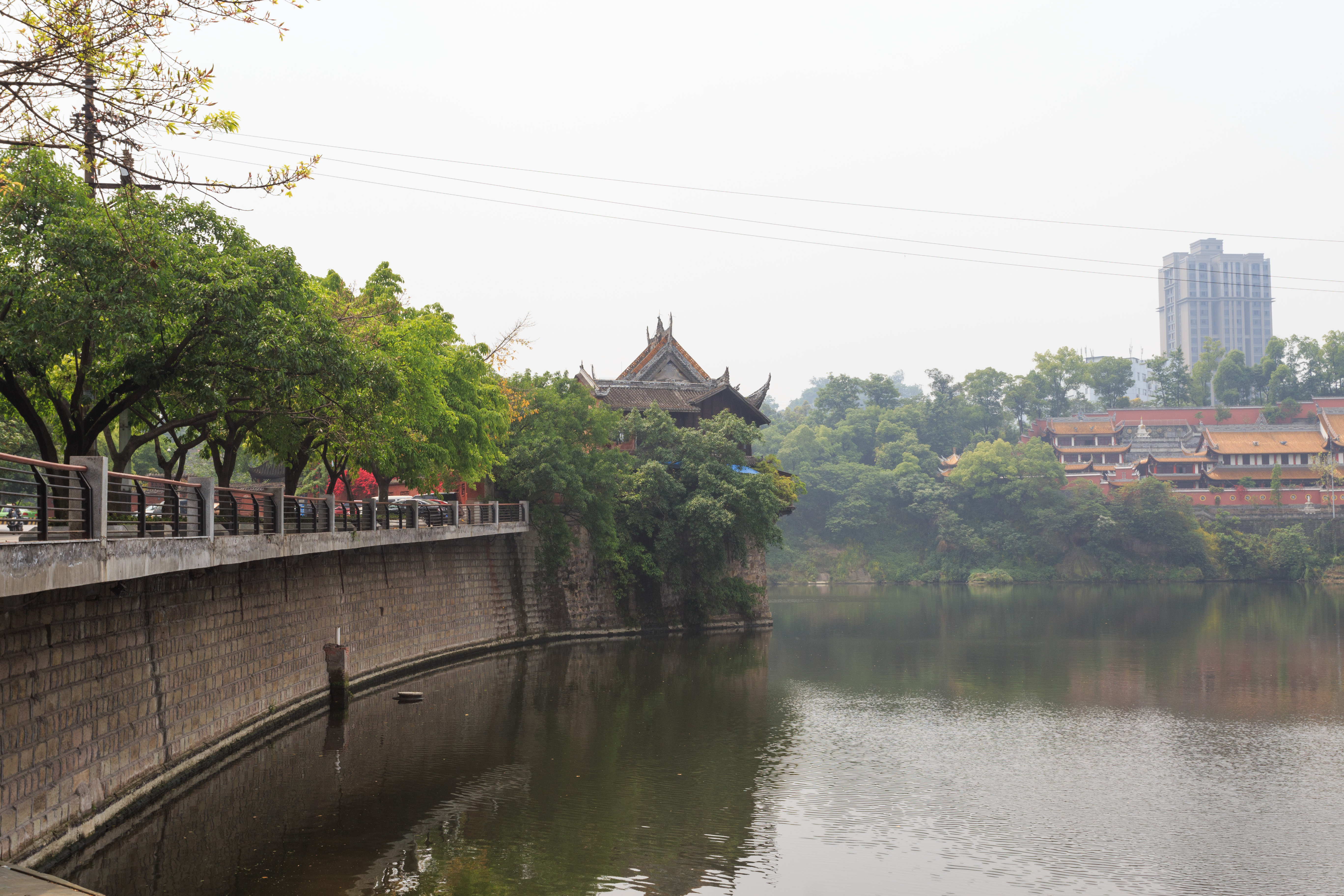
流经自贡市域的釜溪河

自贡市地势西北高东南低，最高点为荣县丁家山主峰，海拔901米，最低点为沱江出富顺县水面，海拔240米。地形分为低山、丘陵、平坝。低山主要分布于荣县正安、保华、礼佳一线以西，和双古、长山、留佳一线以东的13个乡镇，以及富顺县的青山岭、龙贯山等地区，面积约占全市总面积的17%，海拔高度500米～1,000米。丘陵分布最广，面积约占全市总面积的80%以上，海拔高度350米～500米。平坝仅占全市总面积的3%，分布零星，一般多为沿河阶地或丘陵间的平地。此外，尚有各类沟谷，面积占全市总面积的近45%，分为冲谷、冲沟、侵蚀沟以及喀斯特槽谷和盆地、河谷。各类沟谷密度为每平方公里2.85公里。因此，自貢市的城市面貌形成了“半城青山半城樓，悠悠河水繞城流”的風光。
自贡市境内河流分属岷江、沱江两大河流水系。西部越溪河、茫溪河属岷江水系，境内流域面积1,207平方公里，其余河流属沱江水系，沱江水系在市境内有一级支流釜溪河、二级支流旭水河、威远河、长滩河、镇溪河等重要河流。全市流域面积在5平方公里以上的河流有142条，其中流域面积在50平方公里以上的河流为17条，河流形状多为羽毛状或树枝形。自贡水资源极度匮乏，水资源总量约为16亿立方米，是全国50个最严重缺水城市之一。特别是人口稠密、厂矿集中、商贸繁荣的城市中心区，缺水问题尤为突出。

### 气候
气候属东亚季风环流控制范围，为亚热带季风气候:9。年平均气温17.5℃至18.0℃，年日照1,150至1,200小时，年降水1,000至1,100毫米。自贡一年四季分明，开春的时间较早，春节过后，回温很快；夏天温度很高，降水量大而且集中；自贡的秋天较短，常见绵雨天气；冬天温度不是很低，雨水很少。总的来说，自贡气候温暖，雨量充沛，日照时间较短，四季分明，阴云天气较为常见。
| 自贡市气象数据（1981年至2010年） | 自贡市气象数据（1981年至2010年） | 自贡市气象数据（1981年至2010年） | 自贡市气象数据（1981年至2010年） | 自贡市气象数据（1981年至2010年） | 自贡市气象数据（1981年至2010年） | 自贡市气象数据（1981年至2010年） | 自贡市气象数据（1981年至2010年） | 自贡市气象数据（1981年至2010年） | 自贡市气象数据（1981年至2010年） | 自贡市气象数据（1981年至2010年） | 自贡市气象数据（1981年至2010年） | 自贡市气象数据（1981年至2010年） | 自贡市气象数据（1981年至2010年） |
| 月份                             | 1月                              | 2月                              | 3月                              | 4月                              | 5月                              | 6月                              | 7月                              | 8月                              | 9月                              | 10月                             | 11月                             | 12月                             | 全年                             |
| -------------------------------- | -------------------------------- | -------------------------------- | -------------------------------- | -------------------------------- | -------------------------------- | -------------------------------- | -------------------------------- | -------------------------------- | -------------------------------- | -------------------------------- | -------------------------------- | -------------------------------- | -------------------------------- |
| 历史最高温 °C（°F）              | 18.1 (64.6)                      | 24.0 (75.2)                      | 32.0 (89.6)                      | 35.1 (95.2)                      | 37.3 (99.1)                      | 37.6 (99.7)                      | 38.1 (100.6)                     | 41.1 (106.0)                     | 38.3 (100.9)                     | 31.3 (88.3)                      | 26.3 (79.3)                      | 18.8 (65.8)                      | 41.1 (106.0)                     |
| 平均高温 °C（°F）                | 10.1 (50.2)                      | 12.8 (55.0)                      | 17.5 (63.5)                      | 23.1 (73.6)                      | 27.3 (81.1)                      | 28.7 (83.7)                      | 31.2 (88.2)                      | 31.2 (88.2)                      | 26.7 (80.1)                      | 21.1 (70.0)                      | 16.9 (62.4)                      | 11.3 (52.3)                      | 21.5 (70.7)                      |
| 日均气温 °C（°F）                | 7.6 (45.7)                       | 9.8 (49.6)                       | 13.7 (56.7)                      | 18.6 (65.5)                      | 22.7 (72.9)                      | 24.6 (76.3)                      | 26.9 (80.4)                      | 26.7 (80.1)                      | 23.0 (73.4)                      | 18.2 (64.8)                      | 14.0 (57.2)                      | 8.9 (48.0)                       | 17.9 (64.2)                      |
| 平均低温 °C（°F）                | 5.7 (42.3)                       | 7.6 (45.7)                       | 10.9 (51.6)                      | 15.3 (59.5)                      | 19.3 (66.7)                      | 21.6 (70.9)                      | 23.8 (74.8)                      | 23.6 (74.5)                      | 20.5 (68.9)                      | 16.2 (61.2)                      | 11.9 (53.4)                      | 7.2 (45.0)                       | 15.3 (59.5)                      |
| 历史最低温 °C（°F）              | −1.2 (29.8)                      | 0.6 (33.1)                       | 0.8 (33.4)                       | 6.6 (43.9)                       | 10.4 (50.7)                      | 15.3 (59.5)                      | 18.5 (65.3)                      | 17.6 (63.7)                      | 14.4 (57.9)                      | 5.5 (41.9)                       | 2.5 (36.5)                       | −1.8 (28.8)                      | −1.8 (28.8)                      |
| 平均降水量 mm（）                | 12.7 (0.50)                      | 18.5 (0.73)                      | 31.1 (1.22)                      | 62.4 (2.46)                      | 95.7 (3.77)                      | 176.5 (6.95)                     | 204.9 (8.07)                     | 180.9 (7.12)                     | 113.0 (4.45)                     | 52.9 (2.08)                      | 28.0 (1.10)                      | 13.0 (0.51)                      | 989.6 (38.96)                    |
| 平均相對濕度（％）               | 83                               | 80                               | 75                               | 74                               | 73                               | 80                               | 81                               | 80                               | 83                               | 85                               | 82                               | 83                               | 80                               |
| 来源：中国气象数据网             |                                  |                                  |                                  |                                  |                                  |                                  |                                  |                                  |                                  |                                  |                                  |                                  |                                  |

### 自然资源
自贡市现已探明的矿产主要有盐矿、煤矿等18种，开发利用的矿种主要有岩盐、烟煤、石灰岩、砖用页岩、陶瓷土、高岭土、矿泉水等12种。

### 世界地质公园
2008年自贡向“联合国教科文组织”申请世界地质公园成功。自贡市是中国首个以城市名命名的世界级地质公园。自贡地质公园由大山铺恐龙化石群遗迹园区、青龙山恐龙化石群遗迹园区和自贡盐业园区组成，总面积为56.6平方公里。自贡以闻名遐迩的中侏罗世恐龙化石遗迹和历史悠久的井盐遗址为特色，辅以有“活化石”之称的桫椤孑遗植物群景观。

## 政治

### 现任领导
| 机构     | · 中国共产党 · 自贡市委员会 | 自贡市人民代表大会 常务委员会 | 自贡市人民政府    | · 中国人民政治协商会议 · 自贡市委员会 |
| 职务     | 书记                        | 主任                          | 市长              | 主席                                  |
| -------- | --------------------------- | ----------------------------- | ----------------- | ------------------------------------- |
| 姓名     | 曾洪扬                      | 谭豹                          | 石钢              | 王猛                                  |
| 民族     | 汉族                        | 汉族                          | 汉族              | 汉族                                  |
| 籍贯     | 四川省广汉市                | 四川省安岳县                  | 四川省渠县        | 河南省罗山县                          |
| 出生日期 | 1972年2月（53歲）           | 1963年11月（61歲）            | 1970年7月（55歲） | 1964年8月（60—61歲）                  |
| 就任日期 | 2023年2月                   | 2016年12月                    | 2023年3月         | 2021年12月                            |

### 行政區劃
自贡市下辖4个市辖区、2个县。
- 市辖区：自流井区、贡井区、大安区、沿滩区
- 县：荣县、富顺县

另外，自贡高新技术产业开发区为自贡市设立的国家级高新技术产业开发区。

### 城市象征

#### 市徽
民国二十八年，自贡市肇建。因查现代各市，为使市民明象征资观感起见，均有市徽之规定，国民政府市政筹备处遂根据自贡精神和特点设计出了自贡市市徽。自贡市市徽拟定，以“井”字代表自贡区内市筑栉比、井灶林立之特征，内嵌坎离二卦，为水火既齐之象，义取本市官民协办同民，共谋福利．而当地井分水火，亦又可借以显示循名核实，至为允当。此市徽于民国二十八年“合行照绘市徽图样于后，布告市民人等，一体周知。”
自贡市市徽的“井”字象征了自贡市内盐井纵横、天车遍布的富裕繁荣、兴旺发达之象，昭示自贡市创造了世界上最早的工业文明。同时，井内镶嵌的“既濟卦”更展现了水（盐卤）、火（天然气）相容的自贡精神。上卦是易经八卦中代表水的坎卦、下卦是代表火的离卦。虽然自古水火不相容，但在自贡，水与火却密不可分，因为盐井既产卤又产气，水与火两个不和谐的音符，却在自贡谱写出了最和谐的旋律。既濟卦符合易經中一切當位、相應的原理，就易經的原理來說是最完美的一個模範卦，这在自贡得到了最完美的诠释。一方面，自贡这座移民城市以这种海纳百川的包容精神，吸引着各省盐商带着梦想不畏艰辛，纷至沓来，投资凿井，创业创新，造就财富。另一方面，它展现了自贡人刚柔相济、不温不火、兼容并蓄、无私无畏的仁义和睦性情，二战时献金捐款位列全国之冠，积极挽救民族危亡，也让富甲一方的自贡人懂得了财富的真正含义：盐，不仅是一种财富，也是一种生命和工业文明的结晶，更是一种责任和担当。这象征了自贡精神的核心内涵。
文革时期由于《易经》受到中共当局批判，市徽进行了简化，去除了井字中的坎离“既濟卦”，并在极左思潮下，改用单个的红色“井”字作为市徽。然而，中共中央办公厅及国务院办公厅于1997年11月18日发表《中共中央办公厅、国务院办公厅关于禁止自行制作和使用地方旗、徽的通知》，要求各级地方政府禁止自行制作和使用地方旗及地方徽。自贡市废除了市徽，但在汇川路-毛家坝路交叉路口仍然矗立着简化版的“井”字市徽。

#### 市树
自贡市的市树是香樟树。代表了自贡所处的地理位置和自然环境。香樟树只在长江流域生长，稍耐半阴、温暖、湿润环境，在自贡市内常见。自贡地处长江上游的盆地之南的低山丘陵河谷地带，属亚热带季风气候，是地球上最适宜香樟生长的地方。同时香樟的挺拔又能象征自贡市民奋发向上不断追求的创新精神。

#### 市花

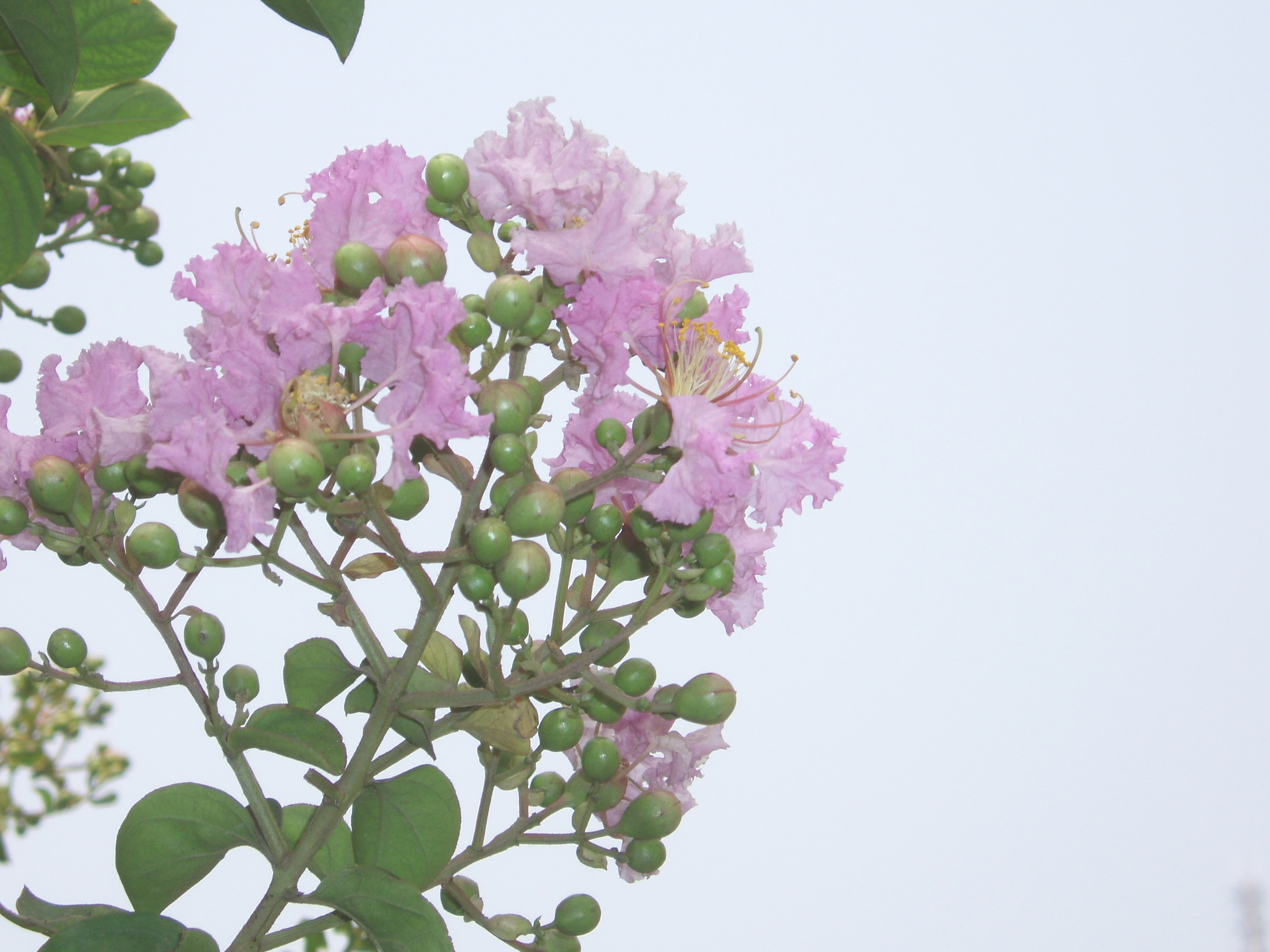
紫薇

自贡市的市花是紫薇。1985年评选市花时，在自贡市盐业历史博物馆（西秦会馆）门前就有两株上百年的紫薇树，紫薇花盛开，自贡市人民代表大会就在盐业历史博物馆旁边，人大代表们路过时被盛开的紫薇花吸引，投票时很多人投了紫薇花一票。因为西秦会馆是自贡市的标志性建筑，象征了自贡外省盐商在自贡这片土地上奋斗拼搏创造工业文明的辉煌历史，所以，西秦会馆门口盛开的百年紫薇也就成为了代表自贡精神的市花。

## 经济
在中华民国时期，自贡是四川经济最发达，人口最稠密的地区之一。中华人民共和国之后，虽然曾经在较长时间内，保持与成都、重庆三足鼎立的局面，但近年自贡市在全省范围内经济地位动摇严重。市辖区（自流井区、贡井区、大安区、沿滩区）经济总量居全省前列，人均GDP位列全省第五。

### 工业

#### 历史沿革
自贡市是中国老工业城市之一，有非常雄厚的工业基础。
历史上，盐业是自贡工业发展的支柱。中国古代，约在东汉（76─88年）时期，僚人就在这里凿盐矿藏，采卤制盐，至今已有二千年历史。从清朝中叶以来，自贡一直是中国井盐生产的中心。自晚清和民国以来， 生产更为发展， 产量长期保持在“全国产量五分之一”左右， 著名科学家竺可桢写道:“商店和井灶错处， 连乡带市延袤四十里有奇”，“游子初抵此者， 闻各处盐井机械叮当之声， 以为身入欧美工厂矣， 此在我国罕见而在内地不啻凤毛麟角。”据蒋经国日记记录，“自流井很像苏联的巴库油区，高大的汲取盐水的木架有几千个，那里盐井的深度，大概有三百丈，但是上面的路径，只有五寸。……有许多外国人去参观，没有一个不认为惊奇的，他们都说，这是中国的科学，但是到底是怎样的，他们也莫名其妙。”英国著名科学家李约瑟先生在其《中国科学技术文明史》中认为，自贡的钻探技术在国际上领先数百年至一千年，这种技术被誉为“中国的第五大发明”，是“现代工业之父”，直接启发了西方的石油开采业。2006年，自贡的井盐深钻汲制技艺被列为“中国国家非物质文化遗产”。
早在民国时期，自贡就有建设成为四川工业中心的规划。自贡以制盐、化工、机械工业为主导，并有建材、化纤纺织、冶金、电子、煤炭、食品等多种工业部门，经济、科技、社会事业都较为发达。三线建设时期，始建于1966年的东方锅炉厂，是这一时期自贡的骨干央企。
进入21世纪，自贡已经发展成为国家新材料产业化基地、国家科技贸易创新基地和高端装备制造基地，拥有一批全国知名企业及科研院所，并以机械、化工、盐业、纺织、轻工、食品、灯饰、新型建材等为支柱产业的工业城市。2020年以来，依托产业园区，自贡市正着力打造新能源、无人机及通航、新型材料新型化工三大千亿级产业集群。

#### 产业园区
- 自贡国家级高新技术产业开发区

自贡高新区成立于1992年5月，是四川省第3个省级高新区，2011年6月获批国家级高新技术产业开发区。规划范围132平方公里，目前辖区幅员面积66平方公里。拥有国家老工业城市产业转型升级示范园区；领先的科研机构——中昊黑元化工研究设计院、自贡先进碳材料产业技术研究院、自贡新锐先进材料研究院；全国一流的双创载体——浙江大学自贡创新中心（浙江大学自贡工业研究院）、哈尔滨工业大学（自贡）技术转移中心；以及川南唯一的综合性大学四川轻化工大学。
自贡高新区已形成以新能源、智能制造、先进材料产业和现代服务业的“3+1”主导产业。新能源产业方面，中建材、兴储世纪、深圳长盈、江苏天钧等龙头企业强势入驻，西部地区首条光伏玻璃生产线凯盛新能源太阳能一期项目投产运营。智能制造产业方面，形成了以华西能源、川润股份等企业为代表的节能环保装备制造产业集群。服务业方面，拥有华商国际城、万达广场、爱琴海购物公园等大型城市商业综合体，绿地海洋世界、希尔顿花园酒店即将开业运营，以生活性服务业和旅游业为重点的现代服务业正加快发展。
- 四川自贡航空产业园

自贡航空产业园区位于自贡市贡井区，成立于2015年，2019年1月获批省级开发区。是国家新型工业化产业示范基地、省级无人机产业创新中心、全国首批民用无人驾驶航空试验区、全国低空空域协同管理改革的试点区域。正全力争创国家通用航空产业综合示范区、国家级经济技术开发区，是自贡产业转型升级主战场主支撑之一。
自贡航空产业园是自贡聚力打造无人机及通航产业千亿级产业集群的铿锵步履。园区现有全省“首个核准、首个建成”长1200米、宽30米的A1类凤鸣通用机场和专供大型无人机起降的长2500米、宽40米的B类兰田通用机场，全省首个与省低空运行中心互联互通的B类飞行服务站，建成投用1.7万平方米停机坪、1.2万平方米标准化机库和25万平方米靶机回收场，可满足各类无人机及通用飞机起降、停靠、试验需求。
目前已聚集大中型无人机军用领军企业——航空工业成飞；军工电子领军企业——中电科特飞；排名第一的民用大型无人机民营企业——腾盾科创；全球最大飞行培训机构——中国民航飞行学院；以及四川航空、广联航空等重点院企50余户，初步形成无人机及通航全产业链发展新格局。
- 沿滩高新技术产业园区（含川南新材料化工园区）

沿滩高新技术产业园区始建于2009年4月，总规划面积20平方公里，承载能力已达10平方公里，被成功认定为省级高新技术产业园区，获评国家产业转型升级示范区、第二批成渝地区双城经济圈产业合作示范园区。
沿滩高新区已形成“一区三园”发展格局：自贡川南新材料化工园区于2022年4月1日被正式认定为四川省首批化工园区。园区紧盯打造千亿化工园区目标，以盐氟化工为主导，新能源材料与精细化工为补充，成功引进了中昊晨光、中国中化、中国建材、江苏国泰等一批“国家队”和行业龙头企业。机械装备产业园位于沿滩省级高新区中部，重点服务自贡川南新材料化工园区，提档升级硬质合金、电力设备等产业，大力发展能源装备、油气开采设备等产业。自贡食品产业园依托盐帮菜特色品牌，立足资源禀赋和产业基础，承接东部食品产业转移，推动本地食品企业集聚。
- 富顺晨光经济开发区

成立于2003年，规划面积和预留空间17.66平方公里，系省级经济技术开发区、省循环化改造示范试点园区、省产业转型升级示范区重点园区。
晨光经开区重点布局三类化工产业，兼容一、二类产业，可容纳化工及新材料、新能源、高端电子产业及机械制造等产业项目。重点依托晨光化工研究院，全力打造以氟硅化工及新材料、精细化学品为特色，化工新材料制造与应用于一体，前瞻发展页岩气及新能源产业的化工新材料产业基地，与沿滩川南新材料产业基地形成错位布局、相辅相成、协同发展格局。

### 第三产业

#### 金融
作为盐业经济发达的自贡地区，其历史上金融业也相当发达。民国史料中写道，“富荣盐场，盛极一时，大贾豪商，麕集于此，地方之富庶繁荣，省内迨无其匹，政府视为唯一财源所在……不失为川省之唯一工业中心，不可多得之出超口岸也，执行金融业务者，银行钱庄，并行不悖，亦可谓相当发达。”虽然不同历史时期的金融业其盛衰荣枯都受盐业经济的影响，但在这块土地上，其典当、钱庄、银楼、银行、证券、基金、保险等发展程度是足以令无数大城市的金融业惊叹的。清乾隆四十四年（1779年），中国历史上最古老的股票——“同盛井约”这种盐业契约在自流井盐场诞生。
中华人民共和国建政以后，自贡的金融业受到严重抑制，始于清朝的金融创新模式遭遇很大的阻碍。这是自贡金融发展史上的巨大倒退。改革开放后，中共开始着手重建金融体系，但是由于实体经济的失落，自贡历史上金融业的辉煌已经无法再次铸就。今天的自贡市区有中国农业发展银行、中行、农行、工行、建行、交行、自贡银行、中国邮政储蓄银行、中国光大银行、恒丰银行、乐山市商业银行、攀枝花市商业银行、四川天府银行、自贡中成村镇银行（原自贡农商村镇银行）等商业银行，共有各类银行业金融机构19家（其中，政策性银行二级分行1家，全国性商业银行二级分行8家，城市商业银行4家，农村信用联社5家，市级村镇银行1家），但银行数量尚不及民国时期的1/5。另外，有华西、中投、国都、海通、英大、万联、光大、国信等8家证券业金融机构。中国人民财产、人寿、太平洋、中国平安等保险业金融机构19家（其中财险机构10家，寿险机构9家）。小额贷款公司1家。融资性担保公司3家。1992年，自贡市公开发行了“东新电碳股票”，1993年东碳成为中共建国后自贡市第一家上市公司。从1994年开始，“东锅”、“长征”、“大西洋”等公司发行的股票，均实行了无纸化电脑管理。2008年，首家上市的民营企业“川润股份”在深圳证券交易所成功挂牌上市。虽然在2011年自贡市高新技术产业园区成功升级为国家级高新技术产业开发区，高新孵化园已经建立，但是私募股权投资基金和风险投资的发展仍然十分滞后，金融市场发育不健全，多层次资本市场发展不足，直接融资比重不高。金融市场结构非常不平衡，在组织结构上，国有商业银行在银行业处于主导地位，业务创新水平偏低，本土金融实力较弱。金融人才支撑不足。

#### 商业
- 清末

自贡商业伴随着盐业的发展而兴盛。清嘉庆年间，外地富商云集，部分盐商投资商业，盐业资本与商业资本相互渗透，形成“八大商号”。清末民初，岩盐被开发，盐业发展，经营货商的商家结成行帮。宣统元年（l909 年）经商者有 18 帮，自流井正街就有著名的京帮、乐山帮、井帮等，贡井有商家行帮的七省会馆，为各地商家集会和交易场所自贡地区以盐业为中心，其商业的特点，不仅仅表现为食盐贸易为其主要的商业活动，还表现出不同门类的众多商业活动都围绕着盐业生产和以盆业资本家、工人及其家属和般市民生活为主体的鲜明特点。
清咸丰、同治时期，炭市兴旺，晚清时“威远河有煤舟 1650 只，年运煤 10 余万吨，威远煤商俗上河客”，大量运销高酮炭市。大山铺市场，是清乾隆年间建立起来的场镇，为自流井通往牛佛、隆昌的咽喉集镇，是农副产品集散的重要市场。民间有“撤不空的牛儿渡，塞不满的大山铺’之说。市街商业店铺林立，集市贸易异常热闹。自流井东出运销的食外进自贡的各种山货、土产、副食品、水果、蔬菜等，多在集市成交。四周农村出产的水稻、玉米、花生、甘蔗、黄麻等农副产品也多在集市交易。 清末到民国时期，自贡的商业中心在竹棚子市场，位于自流井三圣桥至兴隆坳带。19世纪中叶后的自流井的史料记载：“自流井商业极为繁盛。自八店街以下，錢莊商号栉比鳞次，锦绣繁华。每当夕阳西下，笑语盈耳。金幅活动，流通现金，立等可集数百万。行商坐贾，肩摩不亚于通商大埠。”
- 中华民国时期

民国时期，商业中心移动到沙湾。中正路、中山路、林森路是自贡的商业中心。而旧时的路段名称颇多，从连接檀木林的街口至天祥大酒店小地名叫“石柜台”，路段叫竹棚子路；天祥大酒店至西秦会馆即盐博馆路段叫兴隆街；西秦会馆至盐泉雕塑路口叫三圣桥；盐泉雕塑至中华路口即石塔上一段叫八店街；中华路口至十字口叫正街；十字口至电脑数码城西侧（假日广场一段）叫新街子；电脑数码广场西侧至国美电器大楼叫三倒拐；国美电器大楼至自流井区地税局西侧（原芦厂坝路口）叫转角井；自流井区地税局西侧至新桥头叫迴龙街。1943年（民国32年），自贡市国民政府在《三十二年度工务施政计划》中，将十字口至新桥头路段合并改称为中山路，将正街改称为中正路，将八店街和三圣桥两段路合称为林森路。中共建政后，自贡市人民政府将中山、中正、林森三路合并更名为解放路。
- 中华人民共和国时期

中华人民共和国建立后，自贡市的商业中心几经变迁。80年底初期的市电影院是自贡商业最繁华的地方；80年底后期到90年底前期转移到了十字口、新街；1997年九鼎百货开业，五星街又成了自贡的商业中心。2002年川南的首条精品服装步行街东方广场开业，至2010年前后形成了以东方广场-帝豪大厦（后为千盛百货）、丹桂北大街为主的品牌服装、鞋帽、皮具等高端商品双中心。
2015年以来，随着西南地区首个城市中心一站式休闲娱乐购物公园——华商国际城一期落地高新区南湖新城、至2020年华商二期“爱琴海购物中心”开业、2022年华商三期“釜溪里街区”建成、2023年希尔顿花园酒店开工，南湖-华商片区成为自贡不可撼动的商业中心。目前，城南有华商国际城，城北有五星街-梵华1939，城西有万达广场，基本形成了南华商北梵华西万达的商业格局
此外，另有同兴路、杨家冲、汇东路东段、汇兴路东段、青杠林美食街、汇川路川南农贸中心、马吃水、华立建材装饰中心、龙井汽配中心、大山铺川南皮革中心、G348舒平段川南钢材中心等众多商业市场。如今自贡的大型超市品牌有沃尔玛、人人乐、摩尔玛（梅西百货）、千盛、九鼎百货、家和、新玛特、百盛、永辉等。

## 人口
2022年末，全市常住人口245.2万人。其中，城镇人口138.95万人，乡村人口106.25万人。常住人口城镇化率56.67%，比上年提升0.47个百分点。
根据2020年第七次全国人口普查，全市常住人口为2,489,256人。同第六次全国人口普查的2,678,899人相比，十年共减少了189,643人，下降7.08%，年平均增长率为-0.73%。其中，男性人口为1,238,475人，占总人口的49.75%；女性人口为1,250,781人，占总人口的50.25%。总人口性别比（以女性为100）为99.02。0－14岁的人口为392,456人，占总人口的15.77%；15－59岁的人口为1,416,113人，占总人口的56.89%；60岁及以上的人口为680,687人，占总人口的27.34%，其中65岁及以上的人口为530,075人，占总人口的21.29%。居住在城镇的人口为1,379,139人，占总人口的55.4%；居住在乡村的人口为1,110,117人，占总人口的44.6%。

### 民族
全市常住人口中，汉族人口为2,476,092人，占99.47%；各少数民族人口为13,164人，占0.53%。与2010年第六次全国人口普查相比，汉族人口减少198,018人，下降7.41%，占总人口比例下降0.35个百分点；各少数民族人口增加8,375人，增长174.88%，占总人口比例增加0.35个百分点。

## 交通

### 铁路
自贡市境内的火车站有自贡北站、自贡南站、俞冲站、大山铺站、自贡站、沿滩站、富顺站、荣县站（规划）等。其中自贡站、沿滩站、富顺站、荣县站（规划）为高铁站。
- 已拆铁路

自贡的第一条铁路是民国二十九年（1940年）修筑的东兴寺至沿滩的轻便铁道，主要用于盐运。可参见自贡轻轨相关介绍。
- 市区铁路
  - 大山铺铁路物流园区铁路专用线
市内的一条物流轨道。接轨于内六线（内江至六盘水）大山铺火车站，线路长9.5公里。建成投运后将接入国家骨干铁路网络，与自贡南铁路物流基地构成自贡铁路货运功能“一北一南”布局，承接铁路货运的延伸服务。铁路专用线向北通过内昆铁路内六段到内江，然后接入成渝铁路。
  - 内昆铁路自张支线
该铁路支线是一条铁路专用线，于1956年10月20日动工，委托内昆铁路1工程段修建。支线全长6.8公里，从自流井火车站起，经大安区至张家坝，中途（周家冲）设车站1个。

- 内昆铁路

1956年修筑至自贡，设自贡北站、自贡南站、俞冲站、大山铺站。自贡北站站位于自流井区 ，昔日从自贡北站乘坐火车可以抵达重庆、广州、杭州、贵阳、昆明、成都、株洲等重要城市。随着高速铁路的开通运营，如今内昆铁路自贡段的客运列车仅剩一列内江经由自贡开往昭通的5635/5636次慢车。目前以货运功能为主。
- 绵泸高速铁路

绵泸高速铁路起于西成客专绵阳站经过自贡站到泸州站，全长约439公里，铁路等级为客运专线，双线，设计速度250公里/小时，内自泸段共设内江北、三元、白马西、自贡站、富顺、泸县、泸州等7个车站。
- 成宜高速铁路

成宜高速铁路从成都东站到宜宾站，全长261公里（双线），设计速度350km/h。全线共设车站5座，在终点连接成贵客专和渝昆高铁。
- 蓉昆高铁（成自段）

蓉昆高铁是国家高速铁路网“八纵”通道之一——京昆通道的重要组成部分，从成都引出，经成都天府国际机场至自贡与成宜高速铁路相连。设计速度全程350km/h。蓉昆高铁全线通车后成都至昆明的铁路旅行时间将缩短为3小时，成都至自贡的铁路旅行时间将缩短为40分钟。成（都）自（贡）段正线起于新建天府站，经天府国际机场、资阳、威远，止于自贡站，在自贡站接轨成宜高速铁路，与拟建的渝昆高铁在宜宾连通。串联起成渝高铁、成贵高铁、渝昆高铁干线，形成自贡直达天府机场、成都、重庆、昆明、贵阳的快速客运通道。
- 渝自雅高铁（雅眉乐自城际铁路）（规划中）

雅眉乐自高铁西起雅安经洪雅入眉山，到乐山与成贵客专交汇，进入自贡市荣县、贡井区。雅眉乐自高铁定位为区域性干线铁路，设计时速350公里/小时，是目前四川设计速度最快的城际铁路。线路全长约200公里，项目估算投资280亿，建设工期预计4年。

### 公路
自貢市境內的高速公路現有 内宜高速公路、 成自泸赤高速公路、乐自高速公路、自隆高速公路和内威荣高速公路等。经自隆高速公路连接 成渝高速公路前往重庆、经 成自泸赤高速公路前往成都需2小时。在建有 成宜高速公路经过自贡荣县，预计于2020年底至2021年通车。
另外，国道有 348国道、川云中路，省道有遂筠路、资贡路、隆雅路等，这些公路使自贡市形成四通八达的交通网络。
市区目前一共有2座大型汽车客运站，分别为：自贡汽车客运总站（简称：客运总站）与自贡汽车客运东站（简称：客运东站）。
自贡汽车客运总站（简称：客运总站）位于自贡市高新区汇东新区丹桂北大街南段，一级客运站，为市区最大也是客流量发车班次量最大的车站，有多条公交线路通达（包括：1、10、16、18、28、32、33、35、37、41、61、301、306、308、309、808路共计16条线路）。
自贡汽车客运东站（简称：客运东站）位于自贡市大安区东部新城北环路，目前仅有超长客运班车和部分成都、重庆的班线在此发车或者配载，有包括：7、15、35、306、308路5条线路在东站公交站始发。

### 航空
自贡拥有2座通用机场（凤鸣机场、蓝田机场），计划建设2座通用机场（富顺机场、荣县机场）。市民出行主要使用邻近的5座民用机场（宜宾五粮液机场、泸州云龙机场、重庆江北国际机场、成都双流国际机场、成都天府国际机场），有到达国内、国际主要城市的多条航线；计划与内江市合作推进内江（自贡）机场建设；邻近地区另有1座正在建设机场（乐山和平机场）。
- 自贡凤鸣通用机场

自贡拥有凤鸣通用航空机场。川南通用航空产业项目于2013年正式落户自贡，选址自贡市贡井区成佳镇自贡航空产业园，2016年自贡已经拥有通用航空机场。项目总用地1,185亩，总投资5.9亿元，主要建设内容包括1条1200米跑道、3条滑行道、办公航站楼、塔台、站坪、停车场，配套建设通信、导航等设施。符合中航工业集团公司统一规划，引入飞机生产装配线和飞机零部件生产线。现已开通包括到成都金堂航线在内的多条短程通航航线。
- 自贡蓝田通用机场

自贡拥有蓝田通用航空机场。位于自贡市贡井区成佳镇自贡航空产业园内。于2022年3月投用，机场跑道长2500m、宽40m，专供大中型无人机起降。
- 内江（自贡）机场

全国“十四五”时期运输机场重点建设项目，为4C级民航客、货运机场。2022年，内江机场临时气象站在内江市市中区朝阳镇建成投入使用。
- 成都双流国际机场

位于自贡市区西北方向的成都市双流县北部，距离自贡市中心约150公里。以年客流量计算为中国大陆第四大机场。机场飞行区等级为最高的4F级，拥有两条长3600米的平行跑道、两座客运航站楼等设施。可通过大巴往返自贡市区。
- 成都天府国际机场

位于自贡市区西北方向的简阳市芦葭镇，距离自贡市中心约100公里，规划用地面积52平方公里，已经于2016年5月开工建设，预计2020年底建成，2021年上半年投入使用。机场一期规划建设三条跑道，远期规划六条跑道。建成后，自贡将通过成都新机场至自贡高铁与机场相连（自贡东站至天府机场站），约半小时即可到达，也可以通过在建的成宜高速公路前往。机场计划在自贡建设城市候机厅和异地候机楼。
- 重庆江北国际机场

位于自贡市区东北方向的重庆市渝北区两路街道，距离自贡市中心约160公里。定位为中国门户枢纽机场之一，中国中西部地区首个三座航站楼、三条跑道同时运行的机场。机场飞行区等级为4F级。重庆机场自贡城市候机楼位于自贡客运总站总台旁。可以实现异地值机、航班航线查询、购票、更换登机牌、行李托运等航空基本服务的提前办理。只需要更换登机牌、填写行李托运手续和安检三步，就可完成整个流程。自贡客运总站还推出了自贡至重庆江北机场“重庆飞”机场精品线豪华大巴。
- 宜宾五粮液机场

位于宜宾市翠屏区宗场乡，为4C级民用机场，由原宜宾菜坝机场迁建而来，于2019年底投入运营。距离自贡市区约50公里，全程高速约45分钟。宜宾机场已开通自贡城市候机楼机楼，并通过接驳车免费接送自贡往返宜宾机场的旅客。
- 泸州云龙机场

位于自贡市区东南方向的云龙镇，是4C级民用机场，按4D级建设，由泸州蓝田机场迁建而来，于2018年9月投入运营。距离自贡市区约70公里，车程约60分钟。现已开通到全国各地34条航线，并正在争取开通国际航线。

### 港口
自贡港位于自贡市牛佛镇沱江，是盆地内河"一横两纵六线"中的重要港口。从自贡港出发，可以下沱江，经泸州港入长江。综合开发后，自贡牛佛至泸州河口159公里航道为四级航道，日常通行500吨级船舶，洪峰期可通行1,000吨级船舶。

### 公共交通
自贡市内的主要公共交通工具是公交汽车和出租车。

#### 公交汽车
自贡公交集团是自贡市城市公共交通的唯一运营商，目前拥有近800台公交车，公交线路146条。自贡公交始于1950年代，是四川公交的翘楚。凭借丰富的天然气资源，自贡成为亚洲天然气公共汽车的发祥地，也是中国CNG汽车装备的重要基地，大量运营的公交车和出租车使用压缩天然气（CNG）这一清洁能源。而近年来新采购的公交汽车则多为电力驱动。

#### 出租车
2010年省运会之后，自贡市区出租车涂装更换为喷3道漆，一次车身青春绿（金属漆），一次车身银灰色腰带漆，一次引擎盖车徽标志漆。车徽为橄榄枝围绕恐龙图案、星光（即“井”字变形）组成，寓意具有山水园林城市特色和盐、龙、灯文化底蕴的自贡热情欢迎八方宾客，车型也陆续更换为以大众-新宝来为主的新车型。富顺和荣县的出租车则采用蓝白条纹涂装，与市区出租车形成区别。

#### 轨道交通
- 民国轻便铁道

自贡市是中国最早拥有轨道交通的城市之一，自贡轻铁始建于民国二十八年（1939年）。当时的自贡盐场，用电力推卤井8眼，由电力输卤者8家。盐场的交通，除公路，桥梁之建设外，曾经建筑过轻便铁道。民国时期的轻轨主要用于资源运输，自贡市也因此成为第一个把轻轨修到市区的城市。
1939年12月，自贡的第一条轻轨（Light Rail Transit）——自流井至邓关轻便铁道铺设动工，很快就达至沿滩，最终修筑从东兴寺市区西官仓一号至沿滩黄天坝官仓，全长15公里，于1940年元月通车运盐，反空运煤。1942年船闸通航，又因黄荆沟煤矿急需铁轨，只好折卸他用而停废。自贡轻轨当时由川康盐务管路局管理。
自贡轻轨的设计者是曾仰丰，字景南，福建闽侯人，清宣统三年（1911）毕业于北洋大学土木工程系，民国五年（1916年）留学美国，仍攻土木工程。民国十六年（1927年）在自流井任川南盐务稽核所经理。民国二十九年（1940年）7月，廖秋杰因故离开自流井，曾仰丰调任川康盐务管理局局长，至1945年10月，曾在自贡川康局任职五年有余。曾在盐务任职时间长，盐务情况熟悉，对自流井感情弥深。曾在1936年应商务印书馆之约，著《中国盐政史》。民国三十八年赴台北，后任盐务总局局长。
- 自贡城市轨道交通规划

自贡市政府计划“十三五”制定城市轻轨建设规划，预留线路空间。自贡市城市总体规划（2012—2030）里提到了轨道交通，总共规划3条线路：
（1）东西向线：自长土向东经南环路、马吃水、汇东、东盐都大道、规划东部新城至原规划内自宜城际铁路自贡站
（2）南北向线：自马吃水经南湖体育馆、板仓、沙坪、至沿滩
（3）环线：自内宜高速自贡南湖出口经南湖、市政府、簸米湾、檀木林、大安、燊海井路至大山铺沿东环路与南北线相交。并规划延伸至富顺、荣县。
自贡城市轨道交通是国家发改委的《西部大开发“十三五”规划》的重大工程项目储备。目前，自贡市正在编制《自贡城市轨道交通前期规划研究报告》。自贡城市轨道交通工程拟规划约53公里，包括1号线、2号线和环线，总投资估算93亿元，拟采用轻轨（单轨）制式，建设工期共6年，分两期工程进行建设。
由于2018年国务院提高了城市申建轨道交通相关指标要求，自贡市在一般公共财政预算收入、市区常住人口上离标准差距较大，因此实际上短期内无建设轻轨的可能性。
- 自贡市既有铁路资源开行公交化列车方案

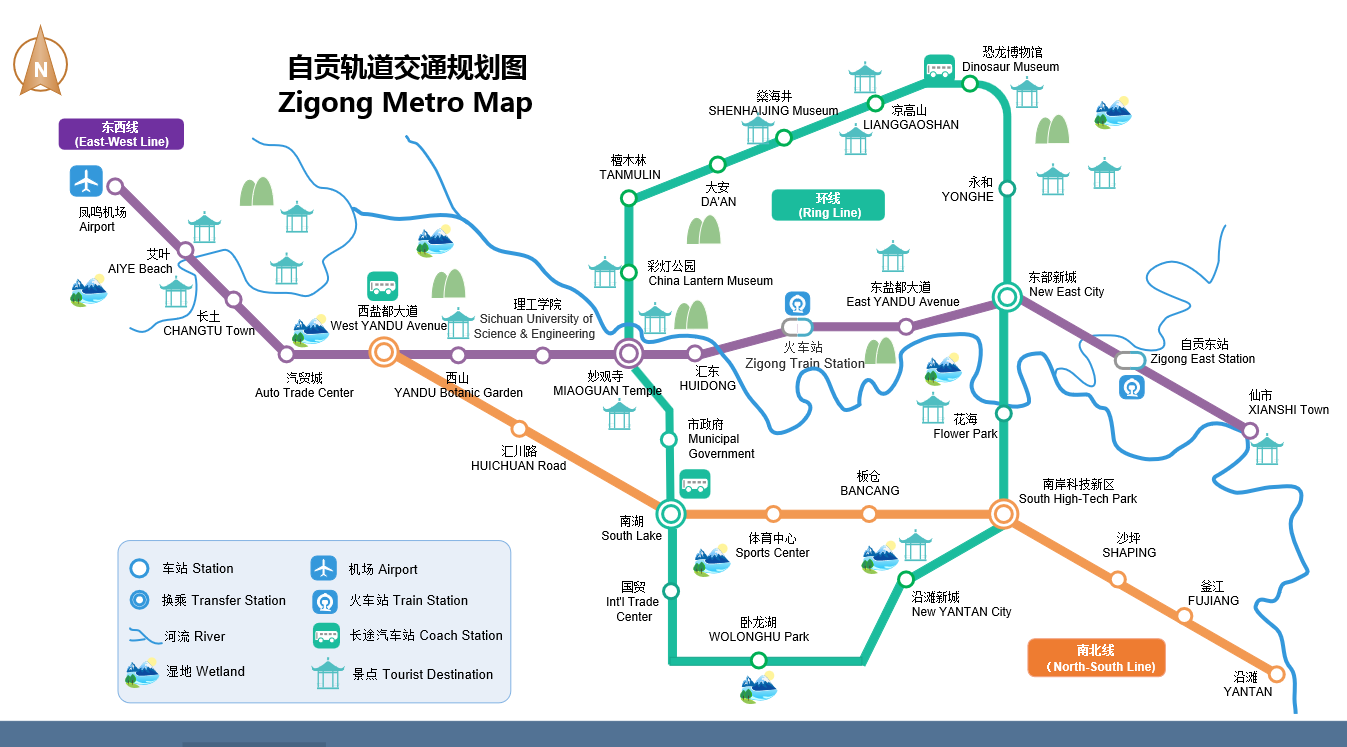
自贡市轻轨规划图（点击查看大图）

2022年12月，自贡市发改委发布了《自贡市发展和改革委员会自贡市既有铁路资源开行公交化列车方案竞争性磋商公告》，拟利用既有内昆铁路、内六铁路线开行公交化列车，于2023年初在内昆铁路自张支线进行试运行。

## 社会

### 教育
自贡市风重教好文，各类学校齐全。清末民初，大量自贡盐商发家之后，却并不完全挥霍享乐，而是大量兴办书院学堂，培育人才，使自贡的教育兴旺昌盛。1902年，清朝的川籍留学生中，自贡人就占了一半以上，彰显出自贡深厚的教育底蕴。这批清末的自贡学生远赴海外，归国后参与领导辛亥革命等重大历史事件，在中国近代史上留下了熠熠光辉。
光绪二十七年（1901），清廷废科举，兴学校，自贡盐商家族王三畏堂在玉川公祠旋即开办私立树人两等学堂，兼收外姓学生，这是自贡市的第一所西式新学堂，也是中国近现代教育的摇篮。王三畏堂的子弟王作甘、王禹平等十余人先后留学日本，羡慕日本国富民强，想将树人两等学堂扩大为树人中学，仿照日本教育方式办学。1904年，王作甘即向清廷驻日公使呈请转奏立案。批准后，他以三万余日元购买图书仪器。1907年，王作甘等人效仿新政教育，聘请日本人岗本常次郎任物理、化学教员，鹰野该吉任自然和日语教员，东京高等女子师范音乐体操科毕业生山根花子任音乐和体操教员，这也是中国近代体育的发端之一。
抗战时期，中国第一所国立中学东北中山中学内迁到自贡市，在自流井静宁寺办学八年期间，培养出了后来的北京大学校长陆平、清华大学校长刘达等。

#### 高等院校
- 国立自贡工业专科学校

自贡高等教育的滥觞，民国历史上存在过的一所高校。1943年6月，国民政府教育部批准自贡工专建校筹备委员会成立。1944年1月，教育部给自贡市政府发电文称“为谋求推进工业技术教育适应国家社会需要，决定在自贡市筹建应用化学科学校一所，定名为‘国立中央技艺专科学校分校’”。此时，抗战方酣，教育部经费奇缺，原有院校因輾转于大后方，拨款已无多余，新增学校势无此财力。同年8月，筹委会商定，由地方捐献修建全部校舍，教育部负责常年经费。彼时的中国，国土沦丧，只剩西南半壁河山，落后受人欺凌，科技救国成为自贡盐场商民的奋斗目标。东西两场积极认捐，其中东场自流井认捐3000万元，西场贡井认捐2000万元。为此，自贡盐业界成立了“国立自贡工业专科学校地方捐助资产基金管理委员会”，并由教育部核准。同年10月，第一批学生一百多人，在自贡市一对山盐崖井公司临时校址开启了自贡市高等教育的历史。马杰任首任校长，他利用在教育界的影响力，为自贡工专请来了刘光文，蔡铭芳、王仲哲、李绍德、王冠英等一大批知名教授；他利用各种关系，从抗战胜利接手的物资中，得到各种机床、工具、设备，甚至飞机发动机，在学校建立起了实习工厂。1945年7月，国民政府教育部改“国立中央技艺专科学校分校”为“国立自贡工业专科学校”。1946年底，自贡工专新校舍在代家坝建成，学校随之迁入。1950年，川南行署驻地（省会）由自贡迁往泸州，国立自贡工业专科学校亦随之而迁，更名为“川南工业专科学校”。后经1952年和1955年两次全国高等学校调整，川南工专先后并入重庆大学和成都工学院。由校友捐资修建的“国立自贡工业专科学校纪念亭”，坐落在学校最早的校址，现在一对山的红旗乡小学内。60周年校庆时校友在代家坝母校旧址的教室和办公楼上镶嵌了刻有“国立自贡工业专科学校创建于1943年”等字样的黑色花岗石石匾。
- 四川轻化工大学

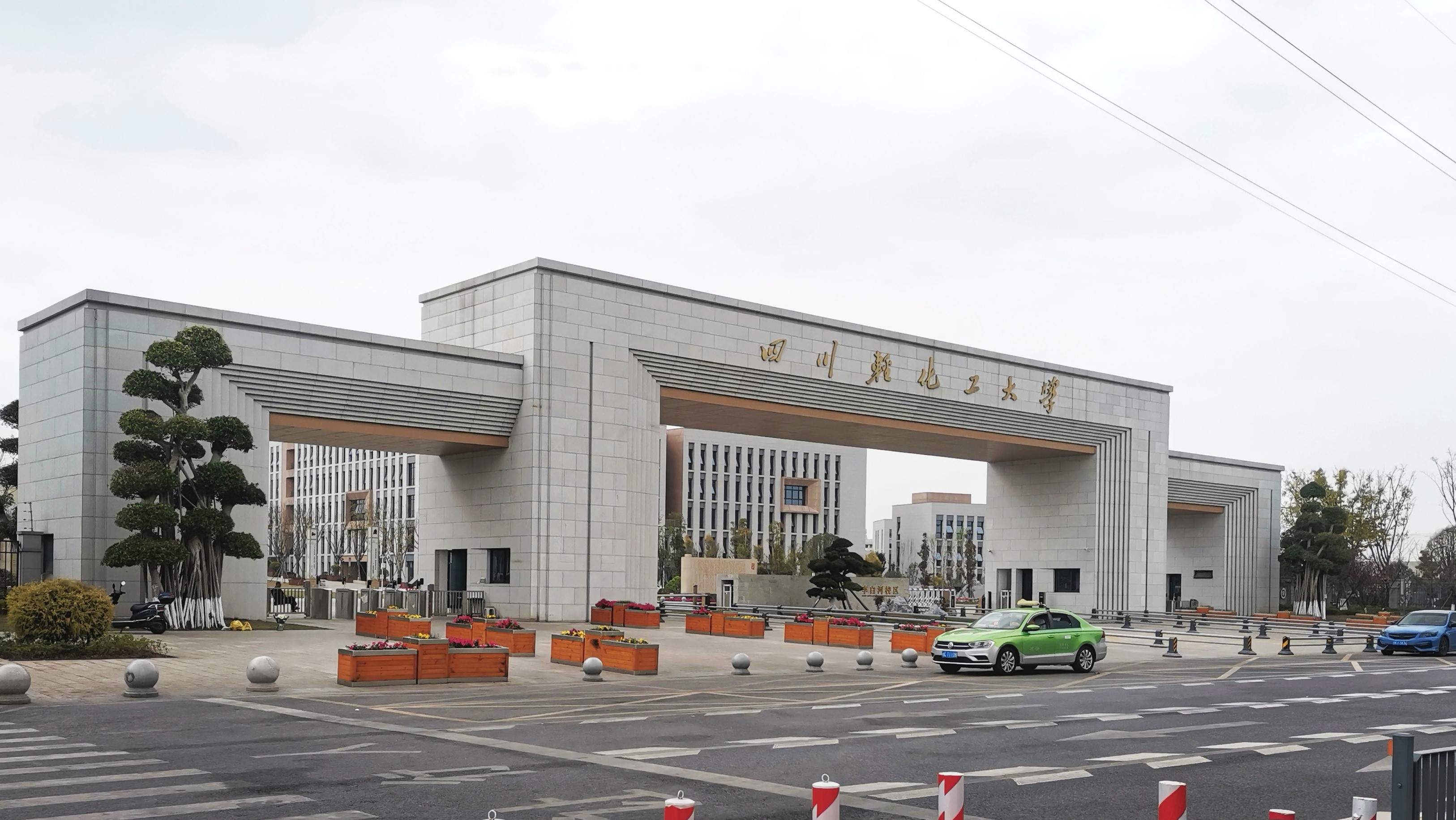
四川轻化工大学（李白河校区）

川南地区唯一的综合性大学，学校注册地址位于四川省自贡市，是四川省人民政府、国家国防科技工业局共建的普通全日制高等学校，中西部高校基础能力建设工程高校。首批高等学校科技成果转化和技术转移基地、中国酿酒高校联盟秘书长单位、天府高校外事联盟理事单位、川南高校联盟副理事长单位。现拥有汇东（自贡高新区）、李白河（自贡东部新城）、宜宾（宜宾三江新区）、黄岭（自贡沿滩区）4个校区。
学校前身为华东化工学院（现华东理工大学）的部分保密专业西迁至自贡市组建的华东化工学院西南分院，对外称之为“652”工程。1980年更名四川化工学院，1983年更名四川轻化工学院，2003年与自贡师范高等专科学校，自贡高等专科学校和自贡教育学院四所高校合并成四川理工学院，2018年5月更名为四川轻化工大学。
目前，学校工学、理学、管理学、教育学、文学、历史学、艺术学、法学、经济学等九大学科协调发展，建立了16个二级学院（部）和1个继续教育学院，现有本科专业70个，涵盖工学、理学、管理学、社会学科、人文学科等5大学科门类。拥有4个一级学科硕士学位授权点，24个二级学科硕士学位授权点，还有4个工程硕士专业领域和高校师资（GCT）专业学位的授予权。建成了材料与化工、生物与食品、电子信息、机械工程、管理类5大学科专业群，拥有4个国家级特色专业。
- 浙江大学自贡工业技术研究院（浙江大学自贡创新中心）

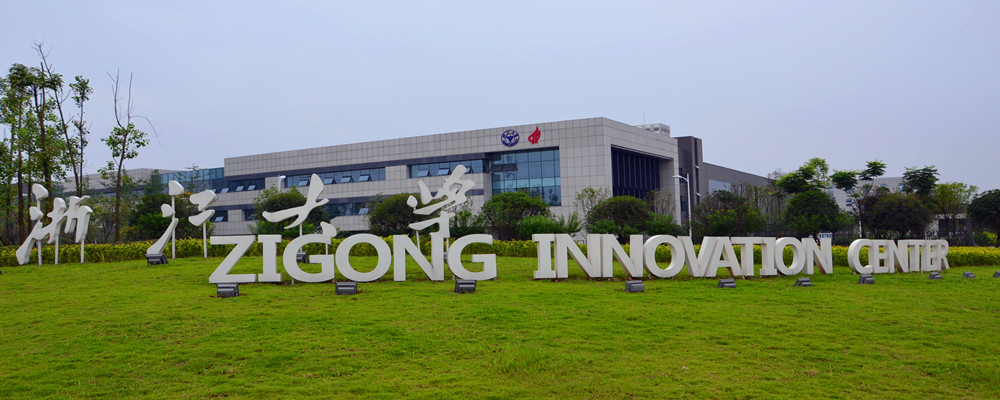
浙江大学自贡创新中心

位于自贡高新区板仓工业园区，是浙江大学在西南地区布局的第一个事业法人单位。2013年，浙江大学与自贡国家级高新技术产业开发区合作共建浙江大学自贡创新中心。创新中心在技术研发、项目合作、技术攻关、成果转化、人才培养及引进等方面开展多领域合作，是浙江大学实施“六高强校战略”的具体实践。2016年升级为浙江大学自贡工业技术研究院。
浙江大学自贡创新中心聚焦高新、立足自贡、服务成渝、辐射西部，建设有能源清洁利用研发中心、环境友好材料及应用技术研发中心、机电装备及智能控制研发中心、高端高效智能直驱技术与装备研究中心等8个公共技术平台。
- 哈尔滨工业大学（自贡）创新科技产业园

2018年11月15日，自贡市与哈尔滨工业大学战略合作框架协议签署。双方本着“加强协作、优势互补、互相支持、互惠共赢”的原则，立足自贡市资源禀赋和“推动振兴发展、决胜全面小康”的需要，深化校市协同创新，建立产学研深度融合技术创新体系，推动自贡国家级老工业城市产业转型升级示范区建设。
- 中国民航飞行学院自贡训练基地

位于自贡市贡井区的四川自贡航空产业园。2016年11月，自贡市政府与中国民航飞行学院正式签署合作协议，中国民航飞行学院将落户自贡设立分校。基地于2019年5月16日揭牌运行，授权中国民用航空飞行学院新津分院管理，是中飞院“分院+基地”模式下首个飞行训练基地。
- 四川卫生康复职业学院

位于自贡市东部新城。前身系1918年加拿大基督教会在自流井雨台山创办的仁济护士学校。2012年2月，经四川省人民政府批准升格为四川卫生康复职业学院。为专科层次的公办普通高等学校，以实施专科层次的高等职业教育为主，以中职、大专、本科多层次学历教育与非学历教育并举，是教育部首批1+X证书制度试点院校。
截至2021年11月，学院有党政管理机构18个，二级院系7个，开设有临床医学、针灸推拿、护理、康复治疗技术等19个专业和2个专业方向。
- 自贡职业技术学院

位于自贡市东部新城。创办于2021年2月8日，是经四川省人民政府批准，是国家教育部备案的一所综合类全日制普通高职院校。由四川省教育厅主管，由四川绵阳树人教育投资有限公司举办。学院设置五个二级学院，航空学院，信息工程学院，卫生健康学院，文旅学院、马克思主义学院，开设有无人机应用技术、民航运输服务、应急救援技术、电子信息工程技术、数字媒体技术、计算机应用技术、人工智能技术应用、新能源汽车技术、艺术设计、社区康复、婴幼儿托育服务与管理等11个专业。
- 自贡科技职业学院（规划）

- 西南旅游职业学院（规划）

项目选址自贡东北部新城，总投资预计10.5亿元。项目占地面积1000余亩，科教用地约750亩。设计办学规模在籍学生15000人，其中在校专科生9000人。西南旅游职业学院将构建以海员、海事、海乘、海运、高铁乘务、空乘、空保、通航、无人机及机场特种车驾驶为一体的“海陆空”专业模式职业学院，并以此传承自贡“盐、龙、灯”的丰富文化魅力，打造集教育、科研、旅游、观光为一体的“大旅游”特色专业学院。
- 四川高新职业学院（规划）

与广州高新合作，投资10亿元建设的专科学院。

#### 中学教育
自贡市中学數量很多，其中獲選為国家级示范性普通高中的有自贡市蜀光中学、自贡市第一中学校、富顺县第二中学校及荣县中学。
- 自贡市蜀光中学

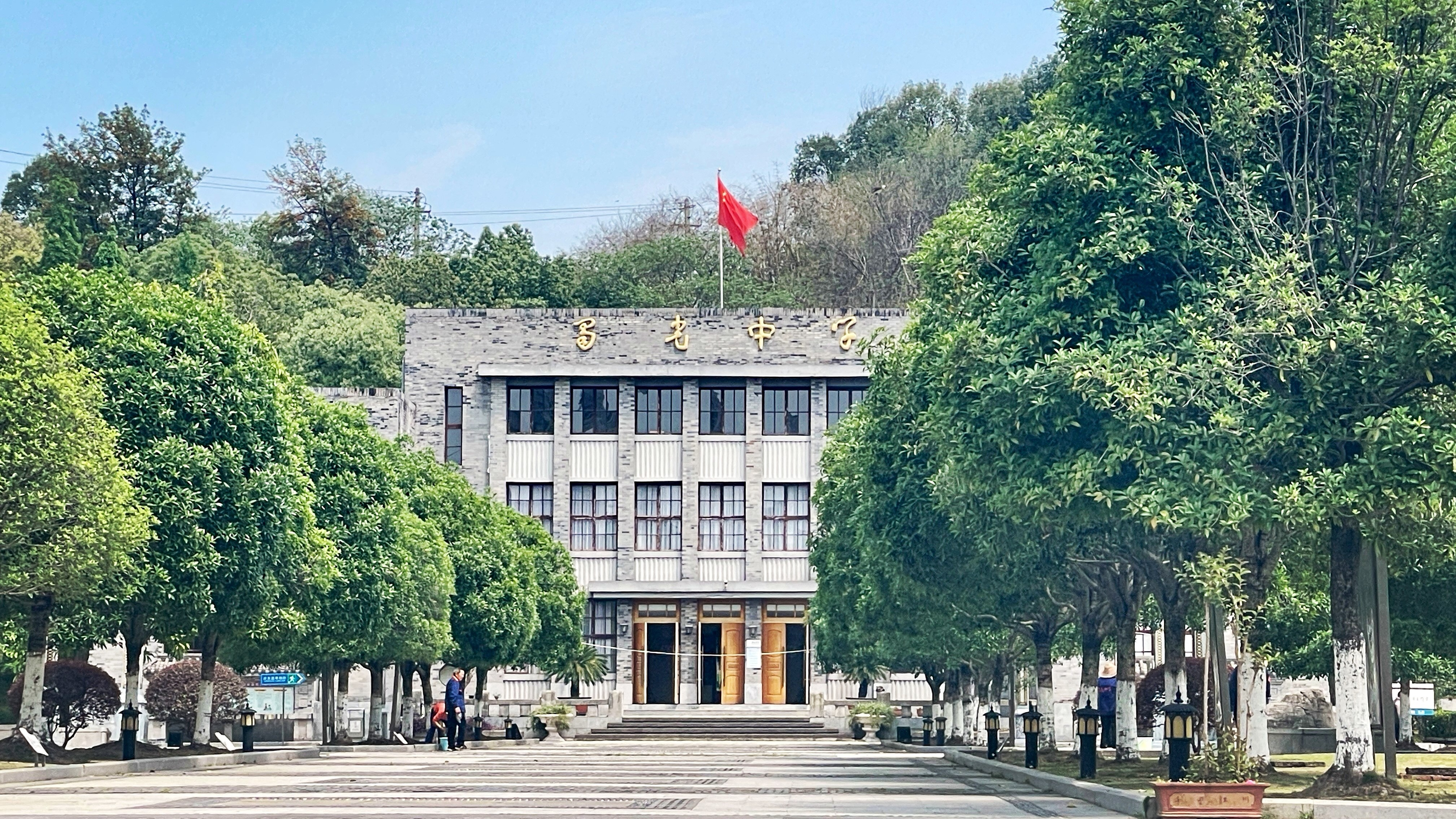
自贡蜀光中学

南开系列学校和南开校友总会成员、川南首所国家级示范性普通高中、四川省一级示范性普通高中、自贡市教育局直属中学。位于自贡市自流井区伍家坝的釜溪河畔，创办于民国十三年，是南开系列学校中唯一无“南开”冠名的学校。民国二十六年著名教育家张伯苓先生担任蜀光董事长之后，校训由原南开第一届毕业生重庆南开中学校长的喻传鉴定为“尽心为公，努力增能”。民国时期，该校校舍建筑、设备及师资均属全国第一流的中学标准，当时多门学科就已经开始使用英文教材。学校占地600余亩，前傍釜溪河，后倚亭子山，翠竹环绕，四季飘香，被誉为“园林式学校”。
- 自贡市第一中学校（四川轻化工大学附属中学）

国家级示范性普通高中、四川省一级示范性普通高中、自贡市教育局直属中学、四川轻化工大学附属中学。位于自贡市自流井区老城中心，学校创立于1918年。前身为加拿大教会创办的私立基督教培德中学和中华民国自贡市政府创办的市立师范和市立中学，中共建政后的1953年三校合并更为现名。目前学校“一校三区”，共占地96549平方米。2023年获批由自贡市教育局与四川轻化工大学共建共管,高中部将搬迁至原四川轻化工大学汇北校区。
- 自贡市旭川中学

四川省二级示范性普通高中。前身为创建于公元1817年（清嘉庆二十二年）的旭川书院。1938年由自贡著名爱国盐商、抗战“捐金楷模”余述怀于合盐商张泽敷等人创办自贡市旭川中学。学校坐落于自贡市贡井区天池山下、旭水河畔。知名校友有孙中山授予“左将军”的辛亥革命先驱谢奉琦，中国人民大学的创始人吴玉章等。
- 富顺县第一中学校

四川省二级示范性普通高中。学校始建于1925年，前身为“富顺县立女子中学”，是一所历史悠久的中学。学校东校区地处自贡市富顺县釜江大道东段136号，西校区位于自贡市富顺县东瓜山街152号。
- 富顺县第二中学校

国家级示范性普通高中、四川省一级示范性普通高中。学校源于1903年（清光绪29年）创建的富顺县官立中学一堂。位于富顺县城北的十字岭的沱江江畔。
- 荣县中学

国家级示范性普通高中、四川省一级示范性普通高中。前身系清朝“凤鸣书院”，1913年更名为“荣县县立中学”；中共建政后命名为四川省荣县中学校。位于荣县旭阳镇文庙街。
- 自贡成都外国语学校

成都外国语学校与四川普润控股集团合作办学的民营学校。2017年开始招生，其中包括幼稚园、小学、初中、高中。位于自流井区丹阳街2号电商博览城，占地约350亩。
- 自贡市大安区嘉祥外国语学校

四川嘉祥实业有限公司在成功举办成都嘉祥外国语学校以及其他分校的基础上，应自贡市人民政府邀请举办的12年制民办寄宿学校。于2018年8月全面竣工并投入使用。
- 自贡衡川实验学校

由富顺县、广州市高新投资管理有限公司和河北衡水第一中学合作办学，2018年开始招生。位于富顺县城西区瑞祥商贸城以北，釜溪河边以东，占地面积约300亩，涵盖小学、初中和普通高中。

### 体育
自贡市涌现出了大批优秀教练员和运动员。先后培养出了高敏、童玲、程晖、周义霖、王伟、颜文珍、胡亚丹等为代表的8名世界冠军，自贡籍运动员参加国际大赛共获得13枚金牌，参加洲级比赛获得金牌100多枚。其中，自贡市跳水运动技术水平跻身世界一流水平。
自贡市曾经承办过2004年第三届亚洲杯跳水赛等国际体育赛事，以及1988年四川省第六届体育运动会、2010年四川省第十一届运动会、四川省第七届残疾人运动会、2012全国女子足球联赛第七站和第十站等国内大型体育赛事。
2010年，自贡南湖体育中心主体育场在自贡汇东新区南湖生态城竣工。南湖体育中心总投资3.66亿元，规划总用地约317.5亩，建设一座规模为2万座的主体育场、一座网球中心和一片室外训练场。南湖体育中心总体规划体现了国际先进的体育建筑设计理念，并与周边环境相协调，实现视觉与功能的统一。南湖体育中心赛事定位为举办地区性和全国单项比赛，同时提供多层次的体育健身场地，为日常经营和全民健身提供良好服务。
中乙球队四川优必选（曾用名四川九牛）曾于2017-18、18-19赛季使用自贡南湖体育中心作为主场，并在2018年足协杯中闯入8强，创下了足协杯八强首次出现中乙球队的历史。

## 语言
自贡市境内至今使用的主要语言是自贡话、荣县话和客家话，另外还有上海话（吴语）、普通话和东北话等其它移民语言。
自贡是一个移民城市，大部分自贡人并非土著的四川人。移民让自贡方言荟萃，充满南腔北调。以称呼“父亲”为例，有人喊“爹”，有人说“父亲”，有人叫“爸”，有人称“爷”，有人呼“大大”，有人称“伯”，还有叫“太爸”，有人叫“老子”，还有人叫“老汉儿”，更有人叫“老爸子”，甚至有叫“咗”的，“巴补（爸父）”、“伢伢””则是自贡客家人对父亲常见的称呼。除了移民来源的导致的族群差异外，城市和乡村、知识阶层和一般市民在遣词造句上差别也较大。

### 自贡话
自贡市的主体方言是自贡话，主要在自流井区、贡井区、大安区、沿滩区和富顺县等区县通行。自贡话属于西南官话灌赤片的仁富小片。
自贡话，是在南腔北调和族群融合的作用上，以老派南京话和湖广话为基础，在晚清之后才逐渐形成的现代方言。自贡自古盐业发达，因此自贡一直以来的外省盐商比较多。随着井盐工业生产和城市的发展，自贡以平和开放的胸怀，绵绵不断地接纳着来自四面八方的人们，于是，“王三畏堂”的祖先从湖北来了，“李四友堂”的祖先从河南来了，“胡慎怡堂”和“李陶淑堂”的祖先从江西来了，“颜桂馨堂”的祖先从广东来了。在古代盐业巨额利润的驱使下，山西的钱商，福建的商人也纷至沓来。同时，自贡在历史上有客家聚居区，客家话曾经分布非常广泛。久而久之，随着族群的融合交流，形成了新一代的自贡人。以人为载体，以湖广话为基础，融合各方方言，形成了现代意义上的自贡话。
自贡话字正腔圆，又生动、幽默、充满想象力，对于一件事物的描述相当准确。自贡话的爆破音与喉音使用频率偏高，呈现出一种抑扬顿挫，迂回宛转的节奏。有一种起伏跌宕，气势逼人的气场感觉。在发音之初尤其善于迅速升高音调，语言中的高潮大都使用喉音，有一种吼出话语主题的习惯；然后又迅速回复响亮的爆破音状态，以结束表达。随着时代的变迁和对外交流程度的深化，一些老的词语消失了，如“胡能你”（谢谢或麻烦你），就只有50岁以上的人知道，几乎没有人再说了。年轻一代由于受到普通话影响较大，对于部分自贡话的字词发音常常有偏差。
自流井区、大安区使用的自贡话与富顺县、沿滩区使用的自贡话稍有差别，体现在个别字词的发音和使用习惯上，如“了”字的发音就有所不同。另外，贡井区部分地方以及郊区乡镇的自贡话也有所不同，去声字在口语中变为阴平的现象更为普遍，如“就”、“又”等字的声调变化为阴平。
与盆地内其它方言不同，由于自贡受到的历史上外来移民影响更深。由于客家话粤台片的大量分布和江淮官话平翘舌对立的影响，根据《广韵》的音变规律，自贡话的舌尖前音和舌尖后音（平翘舌音）对立。自贡话的平翘舌音属于南京型，与曾经作为汉民族共同语的老派南京话完全一致，与苏州评弹的平翘舌音也完全一致。新派自贡话虽然尖团音和入声消失了，但入声字归为去声仍然符合入声短促的特点，平翘舌音也保留了下来。自贡话夹带的金陵雅言韵味，是与成渝方音最大的区别。正是由于自贡话能够明确区分平舌音和翘（卷）舌音（[ʦ]、[ʦʰ]、[s]和[tʂ]、[tʂʰ]、[ʂ]、[ʐ]），因此自贡人讲普通话较为标准。但是，这也引发一些误解。许多四川人错误地以为自贡人凡是说话一律卷舌。

### 荣县话
荣县话是自贡市第二大方言，主要在荣县等区县通行。荣县话属于西南官话灌赤片的仁富小片。
和大多数南方话一样，荣县话的韵母儿化只保留韵头，阳声韵大幅合并（ian读作in）。与自贡话相比，荣县话的翘舌声母消失了。因此，与自贡话为代表的仁富小片的发音有明显差异。虽然入声字已经归入去声，但荣县话的其它发音特点更多地展现出南方方言和岷江话的特征，是岷江小片和仁富小片的结合体。

### 客家话
自贡市境内也有客家话的使用者，现在主要分布在贡井区五宝镇、艾叶镇等的部分村落。
自贡的客家人分布广泛，四区两县都有客家人。由于客家人在历史长河中就有大迁徙的传统，因此在迁徙至自贡的闽、赣、粤、湘四省籍中，“客家人”占了绝对多数。从清初100 年内移居自贡地区的客家人保留着客家人的语言、风俗习惯。在自贡市的建筑中，仙市镇的南华宫、天上宫和富顺县赵化镇外的土主庙等会馆庙宇，都呈现“围子”（客家土楼）的形状，是客家文化的体现。但久而久之，客家人与其他族群互相交流融合，成为了新一代的自贡人。因此，客家话也在自贡话的冲击下逐渐消失。据出生于清末自贡富顺县的刘光第文章所记，他二十几岁时，曾会见来自福建武平的秀才谢幼翘，“尤乐闻其乡谈（即客家话），效之以寄其想慕”。因为他在“儿时曾听之自余祖母，后吾家无复能作武平话者”。刘光第家住赵化镇，镇上多福建来的客家人，他说自他祖母以后就没有人说“客家话”了。可见在一个半世纪前，客家话已不流行了。今天，自贡的客家人称祖父为“爹伢”，祖母为抹抹（ｍàｍà）；称父亲行大者为巴补，行二者为哑哑；称亲生母为奶母，过继母为妈；称叔为哑哑或休休，叔母为娘；称父亲的姐妹为姑抹（ｍà）、姑家。
在历史上，自贡的客家名人也层出不穷。如戊戌六君子之一的刘光第、厚黑学教主李宗吾等。在富顺县的31名进士中，多数都是客家人。自贡四大盐商中的颜氏和胡氏家族，也是客家人。

### 其它移民方言
抗战时期，中国东部沦陷，大量沿海工厂内迁，许多“下江人”也因战乱的原因迁徙到自贡市，江浙一带的吴语、下江话是民国时期自贡市最主要的移民方言。三线建设时期，北京、上海、哈尔滨、杭州等地区的企业和工厂陆续迁入，为自贡注入了新鲜血液。
民国时期的内迁的外省人已经融入到自贡人中，他们的后代使用自贡话，但是，三线建设时期的外省人仍然保持着自己的独特型。这些“工厂”与自贡市的其它地方隔绝，意味着一个大集体，甚至“小社会”，而它的反面则是“本地人”。“工厂”不仅仅就是几间厂房和一个单位，对员工和家属来说，它是一种身份，一种认同，甚至是一种归属。这样的大厂几乎当年一迁来就直接给自贡添了新区，区里有自己的学校、医院、洗澡堂和电影院。生活在其中的人不需要跟外界接触，因此形成了“厂话”。
吴语或上海话是其中最常见的“厂话”。上海人及上海籍工厂子弟对他们记忆中的上海有着一份痴恋，从语言到饮食到为人处世的风格。而在自贡出生的第二代上海籍移民大多使用普通话。
北京话和东北话也是三线建设后内迁工厂的主要”厂话“。自贡的“东北大娘”的典型形象是，革命式的齐耳短发，两边别俩大卡子，一手提个黑色工作包，另一手叼根烟，操着一口“东北话”。五星街磨子井社区中，有很多操着普通话的居民，他们大多是外省籍的东方锅炉厂职工。北京话的使用者主要在贡井的长征机床厂社区周围，该厂于1966年由北京第一机床厂部分内迁到自贡。
与清朝和民国时期的自贡移民不同，二十世纪六十年代的内迁移民潮带有明显的行政强制色彩，内迁职工形成了“小社会”和“厂族情结”，没能和自贡人融为一体，因此他们的语言文化存在差异。然而，新移民的涌入也促进了文化的交流和多元化，打上了“三线建设”文化的烙印。
另外，重庆话、成都话、岷江话在自贡也较为常见。自贡话、荣县话、客家话、上海话、北京话、东北话、普通话、成渝话、岷江话在自贡市并存，展现出移民城市固有的面貌。

## 文化

### 自贡大三绝

#### 千年盐都：盐文化

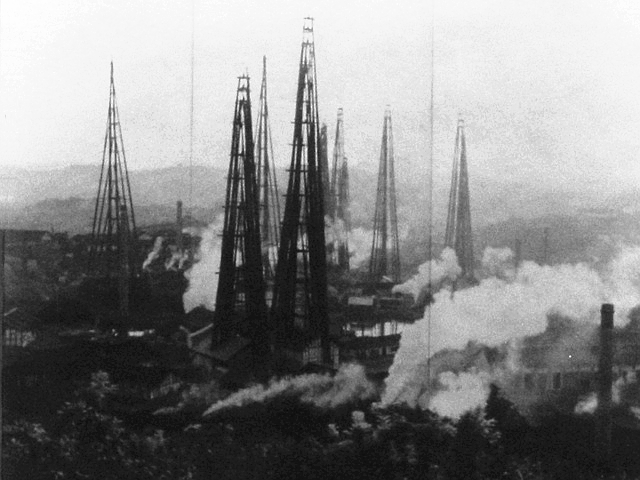
自贡古盐井的天车

在历史上，自贡市是以盛产井盐著称。历代盐工在自贡先后钻井13,000多口，有的井深达1,000米。井盐生产带来的盐业经济，始终是自贡这座城市形成和发展的主要动力。一千多年的盐业生产造就了自贡独特的盐文化。自贡现存的盐商会馆、盐工会馆、行帮会馆、盐商住宅、寨堡、祠堂、公所、摩崖造像等巨厚丰富的井盐文化遗产，无不构成了这座城市的文化特质，铸就了这座城市活的灵魂。
为了集中展示自贡的盐文化，1959年，经来自贡视察的邓小平提议，建立了自贡市盐业历史博物馆，这是中国唯一的盐业博物馆，该馆设于1736年至1752年间建成的西秦会馆，它既是中国古代建筑宝库中的精品，又是盐业发展史上不可多得的珍贵文物，1988年被评定为国家重点文物保护单位。该馆以其独特的古代建筑、丰富的历史陈列，被公认为中国最具代表性的专业博物馆之一，每年接待参观者15至20万人次。近年来，盐业历史博物馆先后被评定为“全国历史文物保护单位”、“全国优秀博物馆”、国家“AAAA”级旅游景点和“全国科普教育基地”，成为世界盐业史，中国盐业史、四川盐业史的研究中心和科普教育基地。
此外还有天车、会馆、盐商豪宅、山寨、盐道、古街、各色古镇、井盐生产现场。在盐文化最为集中、旅游休闲设施完善、山清水秀的城区釜溪河和仙市古镇已成为旅游观光休闲带。

#### 恐龙之乡：龙文化

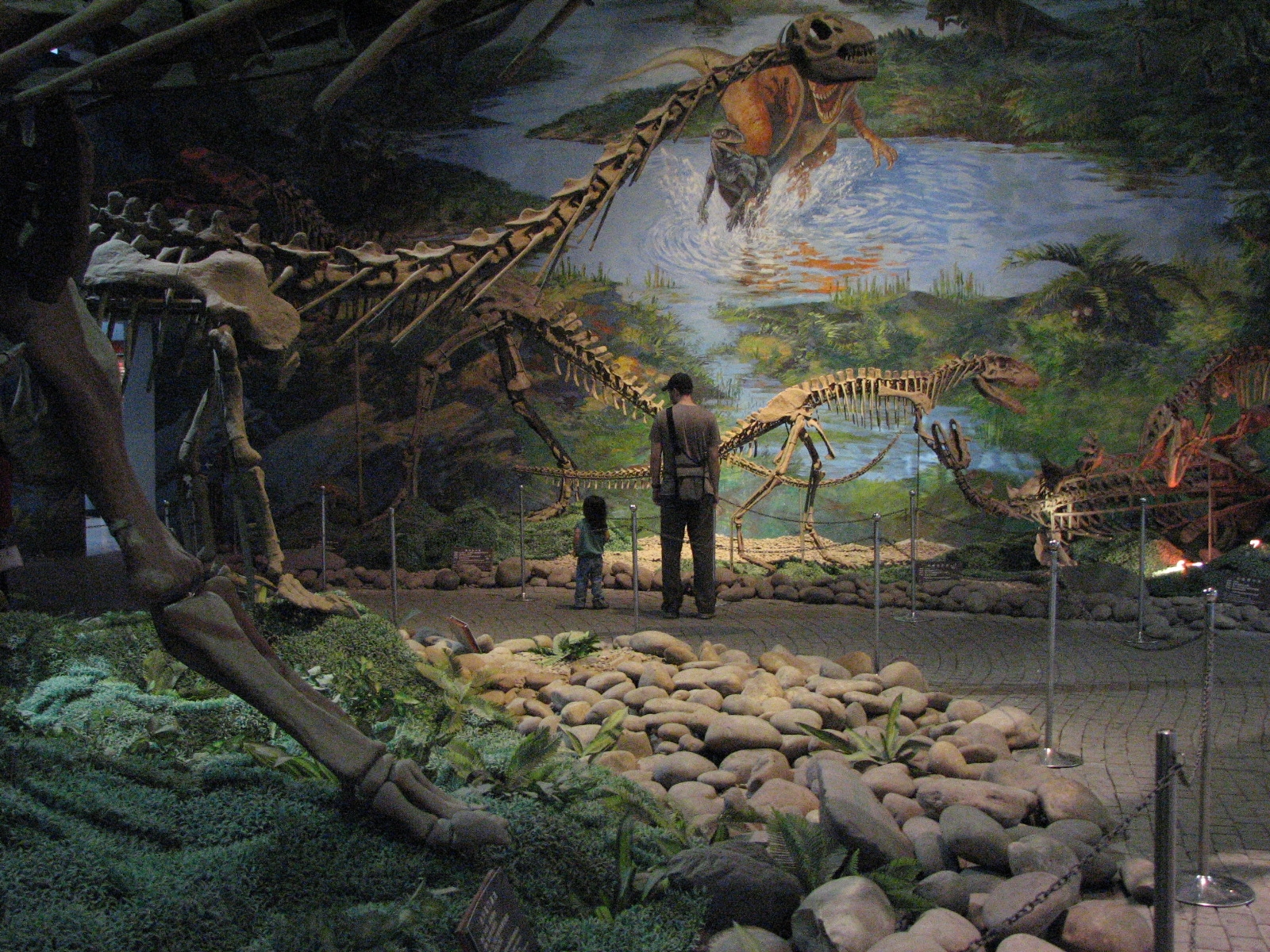
自貢恐龍博物館

自贡大山铺恐龙化石群遺址是现今中国规模最大的恐龙化石群遗址之一，是世界上发掘和保存侏罗纪恐龙化石最多的地方，號稱为“凝固的侏罗纪公园”。面积达17，000多平方米，有关当局仍然不断进行恐龙考古发掘，以了解恐龙在地球历史演化中的情況。
该遗址最早于1972年发现，1977年首次发掘，1979～1984年间先后组织三次大规模的清理和发掘，在约2,800平方米范围内获得恐龙及其它脊椎动物200多个个体的上万件化石骨骼标本。估计整个化石群集中埋藏范围约17,000平方米，化石骨骼10万块以上，被誉为「恐龙公墓」。1980年代中期，在该遗址上修建有中国第一座大型的恐龙遗址博物馆——自贡恐龙博物馆。博物馆占地面积6.6万多平方米，馆藏化石标本几乎囊括了距今2.05-1.35亿年前侏罗纪时期所有已知恐龙种类，是目前世界上收藏和展示侏罗纪恐龙化石最多的地方。被美国《全球地理杂志》评价为“世界上最好的恐龙博物馆”。2008年联合国教科文组织正式同意将自贡纳入世界地质公园网络。

#### 中国灯城：灯文化
自贡灯会是自贡市由春節至元宵節举办的一项大型民俗文化活动，以灯火、焰火、装饰、光影为主要表现形式，内容以中国传统文化及四川当地习俗为主，也随会加入一些时尚、现代元素，展示丰富多采的民间生活。
自贡灯会始于唐代，兴于明清，近代以来，已在自贡当地举办了29届自贡灯会，自1964年至2019年举办地点都是在自贡市自流井区彩灯公园。自2020年起移师至位于自贡市东部新城的中华彩灯大世界。因自贡出土了大量古生物恐龙的化石，被誉为“中国恐龙之乡”，故自1987年以来自贡灯会均名为“自贡国际恐龙灯会”。
自贡灯会在国内属于传统保存最完整最成规模的观灯民俗活动之一，如今的自贡灯会年产值大约15亿人民币，带动7万人口就业，自贡灯会已经形成了自贡特有的文化产业。自贡彩灯已成为我国对外文化贸易的名片之一，30年来，自贡彩灯点亮全球，占据全国彩灯85%，国外彩灯92%的份额。由彩灯、仿真恐龙“领衔”的特色文化出口加快发展，贸易伙伴遍及全球80多个国家和地区。一年一届的灯会在農曆正月開始，吸引了世界各地的游客前来观看，并且经常出展到世界各个国家，比如：日本、韩国、加拿大、新加坡、马来西亚、美国都多次邀请自贡的彩灯艺人制作彩灯灯组，并获得了当地人民的一致认可。灯会展览曾在北京北海公园、朝阳公园等场所举办，灯会主办方也长年在东南亚地区的新年展出。

### 盐帮菜文化
自贡美食以味道鲜美闻名，而且正宗自贡菜无需味精。川菜分以成都为中心的上河帮，以重庆为中心的下河帮，以自贡为中心的小河帮。自贡盐帮菜可以算作小河帮川菜。但也有专家学者认为，盐帮菜与川菜是两个独立的菜系。因为自贡盐帮菜的形成，是历代外省（尤其是闽、粤、赣）盐商移民带来的文化荟萃，不仅仅植根于四川文化。盐帮菜追求极端主义的味蕾风格，善用椒姜，尤擅水煮与活渡。
自贡盐帮菜分为盐商菜、盐工菜、会馆菜三大支系，以麻辣味、辛辣味、甜酸味为三大类别，讲究“一菜一格，百菜百味”理念。盐帮菜以味厚、味重、味丰为其鲜明的特色。最为注重和讲究调味。除具备川菜“百菜百味、烹调技法多样”的传统之外，更具有“味厚香浓、辣鲜刺激”的特点。盐帮菜善用椒姜，料广量重，选材精道，煎、煸、烧、炒，自成一格；煮、炖、炸、熘，各有章法，尤擅水煮与活渡。

### 自贡小三绝

#### 龚扇
龚扇是蜀中名扇之一。自贡竹丝扇（自贡龚扇），有灿若云锦、薄如蝉翼的美评。扇面多是桃形，形似纨扇，是用细如绢丝的竹丝精心编织而成的。它颜色嫩黄，薄而透光，绵软而细腻，恍若织锦，图案或山水人物，或花鸟虫鱼，无不惟妙惟肖，加上象牙或者牛骨做的扇柄，丝质扇坠，简直玲珑剔透，精美绝伦，被誉为巧夺天工的国宝。竹丝扇始于龚氏，故俗称“龚扇”。至今已逾百多年历史，是自贡著名的“小三绝”之一。 清光绪年间，由民间艺术家龚玉璋在继承其父龚爵五技艺基础上创制而成。在1886年四川劝业道周孝怀创办的宝川局“赛宝”会上一举夺魁，选送进皇宫，光绪皇帝和慈禧太后大悦，正式赐名“龚扇”，并颁“金质奖牌”。1937年，“龚扇”因而受到了军阀刘湘的赏识。曾索要一把以徐悲鸿奔马画为图案之“奔马”扇交英国使者转赠英国女王。1944年，大盐商余述怀重金请龚玉璋编织了一把玉柄山水画竹丝扇，龚玉璋花了好几个月时间才编织完毕。余述怀将这把扇子送给蒋介石，蒋介石双手接过扇子微笑着说道：“龚扇子，我晓得的，我晓得的！”非常喜爱，终日把玩不已，这把扇子至今还收藏在庐山博物馆。“龚扇”作为艺术艺术珍品，被领导人作为馈赠外国元首的珍贵礼品，1953年赠送前苏联领导人，同年参加德国来比锡国际博览会获兰色纪念章，1972年赠送英国元首，1991年“中国一绝”专题片中央电视一、二合播出。台湾多家媒体曾先后几次拍摄和播放了“龚扇”制作的全过程，并被《人民日报》《人民画报》《工人日报》和各级地方媒体多次详细报道和赞誉。曾赴日本、美国、英国、法国、德国、香港、台湾等国家和地区展销，受到国际的广泛称颂。

#### 扎染
古称“蜀颉”的扎染艺术，是自贡的工艺奇葩，为“小三绝”之一。“自贡扎染”起源于公元前221年的秦汉时期，流传于巴蜀之间。在唐朝扎染就已普遍运用，据有关资料记载，当时进入宫廷的高级织物就有蜀缬。历代众多骚人墨客描绘扎染的佳句更是脍炙人口，久唱不绝，如“带缬紫葡萄”“成都新绞缬”（白居易），可见自贡扎染早就成之有名。自贡扎染具有独特的艺术价值，其作品主要是以针代笔，运用绞、缝、扎、捆、撮、叠、缚、夹等十多种扎缬手法。将各种图案（如几何图案、写意图案、包括人物、动物、花卉、花鸟、书法等）进行扎缬染色后，将其出神入化的表现出来，各种图案朦胧可见，呼之欲出，极具地方特色。1992年上海科教电影厂在自贡拍摄了科教片《自贡扎染》，在海内外播映反响强烈。自贡扎染历年来在各种展评优活动中，荣获“国际博览会银奖”、“国家旅游优质产品”等二十二项部级大奖，是第一批国家级非物质文化遗产扩展项目名录。

#### 剪纸
剪纸位列自贡“小三绝”之一，又叫刻纸或者剪画，是一种优秀的民间传统艺术。自贡盐业的发展、彩灯的兴盛，大大促进了自贡剪纸的发展。伴随自贡盐业兴起，大量农村人口进城当盐工，并将剪纸手工艺带入了城市。人们常常在节庆举行热闹非凡的“提灯会”、“河灯会”，由于剪纸装饰彩灯的效果极佳，民间艺人们便逐渐加大了剪纸在灯上的运用，使民间剪纸得到快速发展。20世纪四十年代，湖北人余曼白为生计漂泊来到自贡，并逐渐迷上了剪纸艺术。由于其长期的雕刻书画艺术实践和造诣，很快掌握了剪纸艺术技巧，创作风格日臻完善。几十年来，经过余曼白学生的传承创新，自贡剪纸出现了不少优秀作品，获得了许多全国、省、市大奖，并大量出口日本，远销到美、英、法、德等10多个国家和地区，广受好评。目前自贡剪纸出现了一些危机，特别是在传承人方面。而多数人又只能制作剪纸，不能单独创作，也就更说不上剪出高档次、高品位的“绝艺”作品来。然而，自贡剪纸界一直以剪纸的传承和保护为己任，正积极搜集整理《自贡剪纸》及文字图像资料，筹备建立自贡剪纸艺人文学图像档案，并拟将其列入民俗博物馆展出。此外，还竭尽所能推动民间艺术进课堂。如今，自贡剪纸艺术已被纳入中学生劳技课和自贡职业学校学习范围内，大大增强了非物质文化遗产的活态传承。

### 自贡川剧
自清代咸丰（1851年）至清末，许多会馆庙宇就在自贡拔地而起。自流井建有七庙，即:湖南湖北入建湖广庙，祀大禹。广东同乡建南华宫，祀南华真人。江西同乡建江西庙，祀许真君。福建同乡建天后宫，祀天后圣母。陕西同乡建陕西庙，祀关羽。贵州同乡建贵州庙，祀黑神。四川人建川主庙，祀李冰父子。在富顺县，大的场镇通称“九宫十八庙”。在荣县，城区和四十八个场镇都修建了南华宫、禹王宫、东岳庙、天后宫、川主庙等。每庙建有面对正殿的戏台，俗称“万年台”，以供神会或平时的戏剧演出。多数的万年台两边建有书楼，演戏时，观众分男左女右在楼上看戏。舞台正中有八卦、螺形、平面等屋顶。清代咸丰至宣统年间，自贡盐业的不断兴盛繁荣，作为主要地方文化之一的川剧，也随着自贡盐业的发展而兴盛繁荣。这一时期，使自贡川剧如同自贡盐业一样，盛极一时，许多人都称自流井是“戏窝窝”、是“品仙台”。“品仙台”的内行就是要从川剧界的凡人中“品”出戏中仙来，也可说是当时自贡一带川剧活动的代称。
自贡川剧的主要演员和乐师，多数是资阳河流派（川剧资阳河流派是川剧的川南风格，在它形成的时期正是川南经济发展的兴盛期，这个时期沱江流域的传统文化一方面得到普及，另一方面又受到商业文化的冲击和洗浴。它的观众层面的多样性，特别是经商识字层面观众的增加，促进了这个流派在锣鼓、音乐和唱腔上的丰富交融，既保持阳刚之美，又并蓄兼收阴柔之丽。并把沱江流域的民间曲艺，和已成套的川剧格式巧妙地渗透，使观众感到络外的亲切。同时，它的唱词吸收了文人诗词的意境，甚至有的文人如著名词家、荣县进士赵熙写作《情探》，给这个流派在戏文上大为增色）的艺术传人，如谢海潮、唐金莲、彭华廷、黄炳南、罗贵元、龚吉升、张明德、张德成、曹俊成等。
建国后，自贡市川剧团受到了中央文化部的表彰，驰誉全国。改革开放以后，自贡的川剧名噪江河，它以几出连台好戏，轰动了京城，震惊了台港，一出《中国公主杜兰朵》的川剧，还影响到欧洲的意大利。在经过了多年的沉寂后，第十二届中国戏剧节上，自贡市创作选送的大型川剧《夕照祁山》荣获优秀剧目奖，这是全国戏剧节的最高奖。

### 自贡移民文化
自贡是一个移民城市，是一个具有开阔胸襟、广纳百川的城市，是一座从来没有过城墙的城市。自贡经过战乱后，原著居民几近殆亡，明朝和清政府组织了大规模的“湖广填四川”移民潮。移民从四面八方涌入这座城市，形成了包容性的文化。
井盐业是一个必须务实且具有开拓冒险精神方能成功发达的实业。实业使自贡人从传统中走过来，但又不囿于传统。甚至整个城市连封闭的象征物城墙也不需要。实业是井盐业的本质特征，开拓和冒险，从文化意义上反映了盐与这座城市的理性关系。 随着生产和城市的发展，自贡以平和开放的胸怀，绵绵不断地接纳着来自四面八方的人们，于是，“王三畏堂”的祖先从湖北来了，“李四友堂”的祖先从河南来了，“胡慎怡堂”和“李陶淑堂”的祖先从江西来了，“颜桂馨堂”的祖先从广东来了。自明末清初以来，在短短的二三百年间，陕西人修建了“西秦会馆”，湖南、湖北人修建了“禹王宫”，贵州人修建了“霁云宫”，福建人修建了“天后宫”，广东人修建了“南华宫”，一时间，在自贡这片土地上会馆林立，方言荟萃。四面八方的人来了，带来了四面八方的社会资金，而更重要的是，不同地域的文化在这里汇集、交融和升华，形成了这座移民城市开放的气质、非凡的智慧和创新的精神。
外省人热爱这片土地。他们写下了“万里因循成久客，故乡无此好湖山”的楹联挂在新家的大门两侧，成了这里的主人。古老的城市，小镇，城楼，建筑，这些中华民族几千年历史的存证，是每一个华夏子孙血脉中的记忆，它们让人们产生萦绕不去的怀念。故乡，是每一个游子魂牵梦萦的地方，移民到自贡的外省盐商也不例外。外省人或外地人在自贡这片土地上，为汇聚乡人，共叙乡情，相互提携，修筑了大量的会馆。会馆建筑是一个复杂的综合体，它作为明清时期一种重要的公共建筑，反映了社会政治、经济、生活、文化等多方面的内容。自贡会馆建筑作为一个在特殊城市经济体系下产生的会馆建筑类型，有其特殊的形式及文化内涵。自贡的会馆可分为同乡会馆、行业会馆、同乡兼行业会馆。自贡的会馆文化在清朝和民国都相当著名。
自贡市的移民比例远远高于四川省平均水平，人口结构以外省移民为主。然而，如今，自贡从一个人口净迁入城市变成一个人口净迁出城市，全市四区两县大约有40万人在外地工作或学习。

### 相关取材文化作品

#### 文学影视作品
- 《厚黑学》
- 《自流井》：王余杞1944年的长篇纪实小说。以其作者家族为原型，复现了民国时期自贡王三畏堂盐业世家由盛到衰的过程及其原因，同时此小说也是新文学史上第一次全方位展现盐文化的作品，收藏于华盛顿美国国会图书馆。
- 《旧址》：李锐的长篇小说。讲述自贡盐业大家族“九思堂”的盛衰兴亡，故事从二十年代的革命一直写到文革。《亚洲周刊》20世纪中文小说100强中《旧址》排名第45位。
- 《银城故事》：李锐的类新历史主义小说，讲述了自贡盐业家族的爱恨情仇故事。
- 《左耳》：饶雪漫的青春小说、2015年苏有朋执导同名电影（陈都灵、欧豪、杨洋、胡夏、马思纯、段博文等主演）及陈慧翎执导同名电视剧。塑造了在一座南方城市（以作者家乡自贡市为原型素材）里一批性格迥异的年轻人的形象，展现了青年人成长时期的疼痛和美好。
- 《夏至未至》：郭敬明2005年的青春小说，2017年同名电视剧。讲述了独自一人前往高中读书的女孩立夏的爱恨离愁，对梦想的追逐和对心中那份小小爱情的平淡守护。小说中描写的城市浅川，香樟树遍布，而香樟树正是自贡的市树。故事以作者青春记忆的故土自贡为背景，又超越其上。
- 应亮的自贡系列电影: 《背鸭子的男孩》、《另一半》、《好猫》、《被台风刮走》、《慰问》。
- 《大盐商》：由庄红胜执导的2005年播出的电视剧，何政军、周莉、郭凯敏、左雯璐主演，以清代自贡自流井盐商为题材。
- 《盐亨》：由沈好放执导的电视剧，中国电影集团、北京华录百纳影视有限公司发行，以清代太平天国时期自贡富荣盐场（富井）为背景。台湾版片名为《豪门金枝》。
- 《岁月》：2007年播出的都市情感电视剧，自贡市是该片主要取景地。胡军、梅婷主演。
- 《四川往事》：由范元执导的电视剧，宁静、卢奇、唐萍、高虎、王小毅、曹磊、郭晓然主演。讲述民国自贡盐商家族的故事，2012年在拍摄过程中得不到四川省委宣传部和制片投资方的资金支持，而最终被迫宣告流产，仅在网络上可以找到未完成电视剧的片花。
- 《十指连心》：2012年播出的家庭情感励志剧，刘雪华，孙松，申军谊主演。讲述了在八十年代的自贡一位母亲带着儿子大满走进一个“组合式”家庭后发生的一故事。全剧在自贡取景拍摄，时间背景从1983年到1997年，跨越了14个年头。
- 《兄弟兄弟》：由范元执导的在2014年播出的电视剧，陈建斌、斯琴高娃、黄曼、叶静等主演。讲述了自流井孟家宅门子女遭遇乱世变革之际，为了救国理想、家族事业和亲情爱情，兄弟间饱尝人间变故的故事。

#### 纪录片
- 金陵大学《自贡井盐》；
- 《藏着的中国（中国博物馆：源自一百个博物馆的往事）》；
- 上海科教电影制片厂《自贡扎染》；
- 《自贡申请世界地质公园纪录片——远古的生命、史前的奇迹》；
- 央视《咸说历史》、《探索发现——恐龙在自贡“集体死亡”之谜》、《古道寻踪》、《舌尖上的中国2——相逢》、《北纬30°中国行》、《我的中国味》、《中国影像方志——富顺篇》、《天下逐盐》；
- 中视（台北）《大陆寻奇——自贡、富顺、荣县篇》；
- 民视（台北）《台湾脚逛大陆——自贡篇》；
- TVB（香港）《中华福地之自贡》；
- 阳光卫视《中国历史文化名城之自贡》；
- 英国广播公司(BBC)《世界各地——自贡篇》；
- KBS自贡纪录片。

### 全国重点文物保护单位
- 燊海井
- 西秦会馆
- 富顺文庙
- 荣县大佛石窟
- 吴玉章故居
- 荣县镇南塔
- 自贡桓侯宫
- 吉成井盐作坊遗址
- 东源井古盐场
- 张伯卿公馆
- 茶马古道（乐善坊、彙柴口古盐道、艾叶滩码头、贡井老街盐道、仙市古镇盐码头）
- 自贡玉川公祠
- 荣县军政府旧址

## 旅游景区
自贡是中国优秀旅游城市，风景名胜众多，且独具特色。侏罗纪恐龙遗迹、盐文化景区、自然风光都是自贡旅游的看点。每年春节前后，享誉海内外的自贡国际灯会暨经贸交易会都会盛大举行，灯会期间的自贡市区，流光溢彩，灯火缤纷，吸引着海内外的游客纷至沓来。

### 自贡彩灯文化
- 自贡国际恐龙灯会

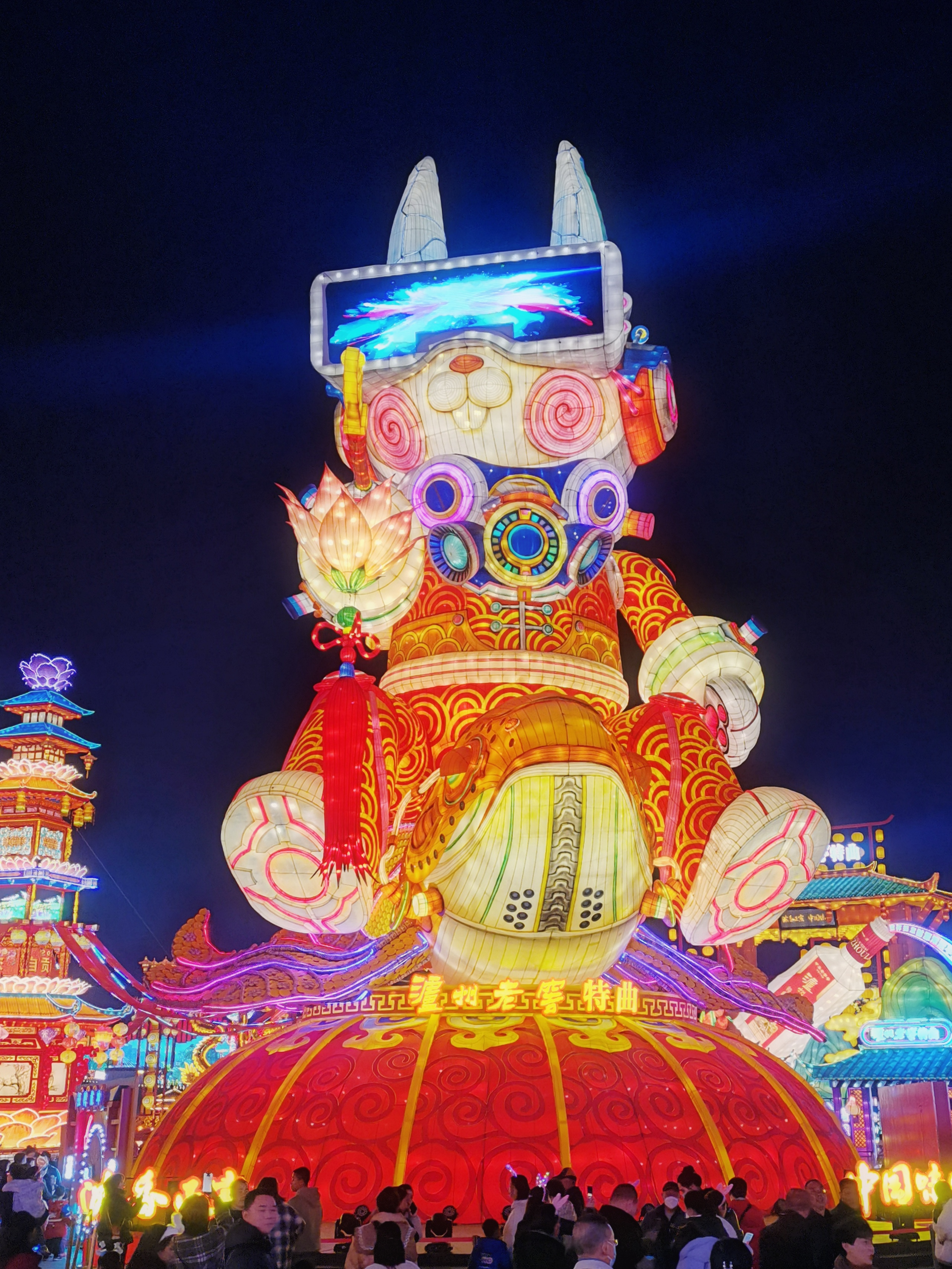
“千灯萌兔”——第29届自贡国际恐龙灯会

自贡国际恐龙灯会是自贡地区的传统民俗文化活动，国家级非物质文化遗产。是国家文化部命名的“国家文化产业示范基地”和“优秀出口文化产品和服务项目”，被国家旅游局确定为“中国民间艺术游”和向海外推出的大型民俗文化活动。自贡灯会场面宏大，灯彩丰富异常。按类型分，自贡灯彩主要包括工艺灯、座灯、组灯等几种。多表现民间传统、古典名著、神话故事等题材内容，具有大型、群体、联动的特点，成为中华民族彩灯文化中的一枝奇葩。自贡灯彩构思巧妙，制作精细，用料独特，瓷器餐具、玻璃瓶、蚕茧、细竹篾、扎染、丝绸等均可用为制作灯彩的原材料。传统制作技艺与现代科学技术相结合，制成的灯彩五光十色。从大至100多米的高大灯组，到小可盈尺的文创灯饰，从流光溢彩的现代灯光，到皇家气质，自贡的制灯人无所不能，无所不用其极。而用一组灯，讲一个中国故事，这又是自贡灯会的特别之能事。
1963年12月12日，中共自贡市委决定，在1964年的元旦举办灯火晚会，这是中华人民共和国成立以来自贡第一次官方组织灯会活动（后将灯会活动延至1964年春节举行）——“自贡首届迎春灯会”，也是“自贡灯会”的起始点。继1964年春节灯会之后，自贡市人民政府又于1965年、1966年春节在自贡市人民公园（后更名为自贡彩灯公园）举办迎春灯会。在1987年之前，自贡灯会的举办主要是作为一种文化娱乐活动，以满足群众精神文化需求。而1987年，自贡开始举办第一届自贡国际恐龙灯会经贸交易会，这次是把经贸活动引入灯会的举办机制之中，以促进自贡对外经贸交流联系。2020年，自贡国际恐龙灯会举办地从市彩灯公园迁到东部新城中华彩灯大世界。
- 自贡中华彩灯大世界

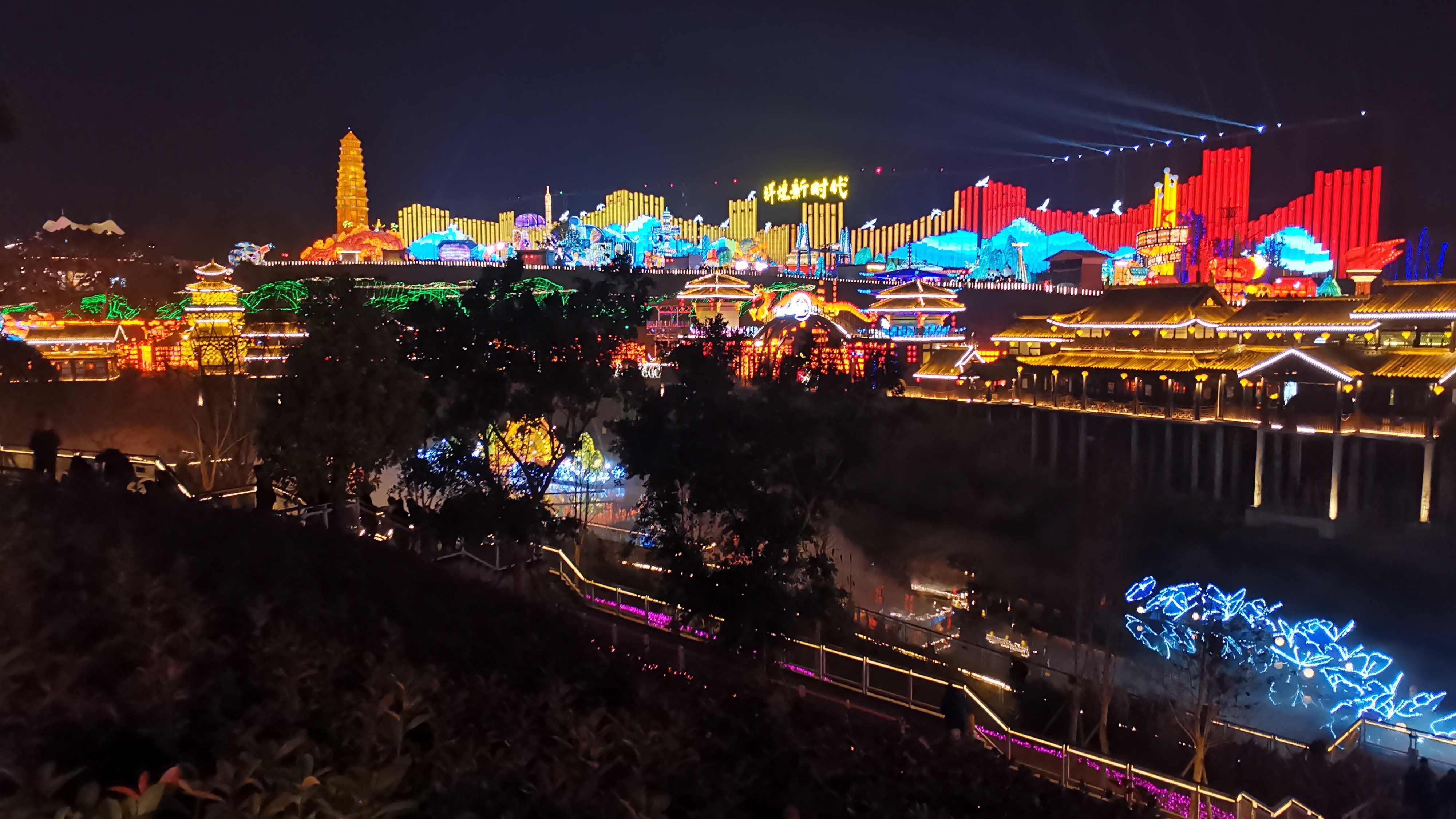
自贡中华彩灯大世界

位于自贡市东部新城，国家AAAA级旅游景区，首批国家级夜间文化和旅游消费集聚区，自2020年起是自贡国际恐龙灯会永久举办地。由华侨城运营管理，以新兴的文旅运营思路为传统彩灯文化注入生机，以灯为媒，传承自贡彩灯非遗文化，创新“彩灯+”的大场景营造，推动彩灯产业数字化转型，保留“高、大、新、奇、特”传统风格技巧，实现传统灯会与现代新时尚、新媒体、新技术等高科技融合。2021年12月31日全新开园。2023年中华彩灯大世界二期正式启动建设。
- 自贡彩灯公园

彩灯公园又名人民公园，始建于1930年，取名“滏溪公园”。1941年为纪念自贡籍国民党元老谢持更名为“慧生公园”。1950年更名为“自贡市人民公园”。1964年-2019年每年春节前后在此举办自贡灯会。1988年，随着自贡灯会的日益火爆，经中共自贡市委、自贡市人民政府批准，公园更名为“自贡彩灯公园”，并由自贡市灯贸管理委员会管理。园内设有中国彩灯博物馆，为世界上唯一一座以彩灯为主题的专业博物馆。
- 中国彩灯博物馆

位于四川省自贡市公园路6号，国家AAA级旅游景区，是中国乃至世界唯一的关于彩灯文化的专业博物馆。是经国家文物局批准建立的作为中国彩灯“收藏、保护、研究和展示”的专门机构，也是自贡市“南国灯城”形象的重要标志。
中国彩灯博物馆按东南大学建筑系设计方案修建，被评为中国建筑设计最高奖“鲁班金奖”。占地面积2200平方米，总建筑面积6375平方米；建筑以灯为主题，似一组大型宫灯建筑群。入夜，馆体的轮廓灯此起彼伏，高照泛光灯从同角度照射白色墙体，馆内彩灯光彩外泄，交相辉映，流光溢彩，银河落目。馆前广场开阔，左侧及中部是原中共对外宣传小组组长、国务院新闻办公室主任朱穆之题写的馆名及自贡籍著名书法家、诗人柳倩先生的建馆碑记。内设8个展厅，分序厅、中国彩灯历史厅、中外彩灯风情厅、自贡彩灯精品厅四大部分，数十个单元陈展。

### 侏罗纪恐龙遗迹及文化
- 自贡世界地质公园

四川省第二个世界级地质公园，中国大陆首个以城市名命名的世界级地质公园。四川自贡地质公园由大山铺恐龙化石群遗迹园区和青龙山恐龙化石群遗迹园区组成。公园北起荣县观山镇，南至荣县东佳镇，西达自贡市与乐山市界，东抵大安区三多寨镇，面积1630.46平方公里。该地区在2001年3月被国土资源部授予国家地质公园称号，并于2008年被联合国教科文组织添加入世界地质公园网络。盛产中侏罗世恐龙及其他脊椎动物化石，在以发现的2800m2范围内以鉴定出200多个个体，1 万余件骨骼化石，有恐龙类、龟鳖类、鳄类、翼龙类、鱼类、两栖类、似哺乳爬行类，分属18个属21个种（其中20个为新种），门类多，保存完整。
- 自贡恐龙博物馆

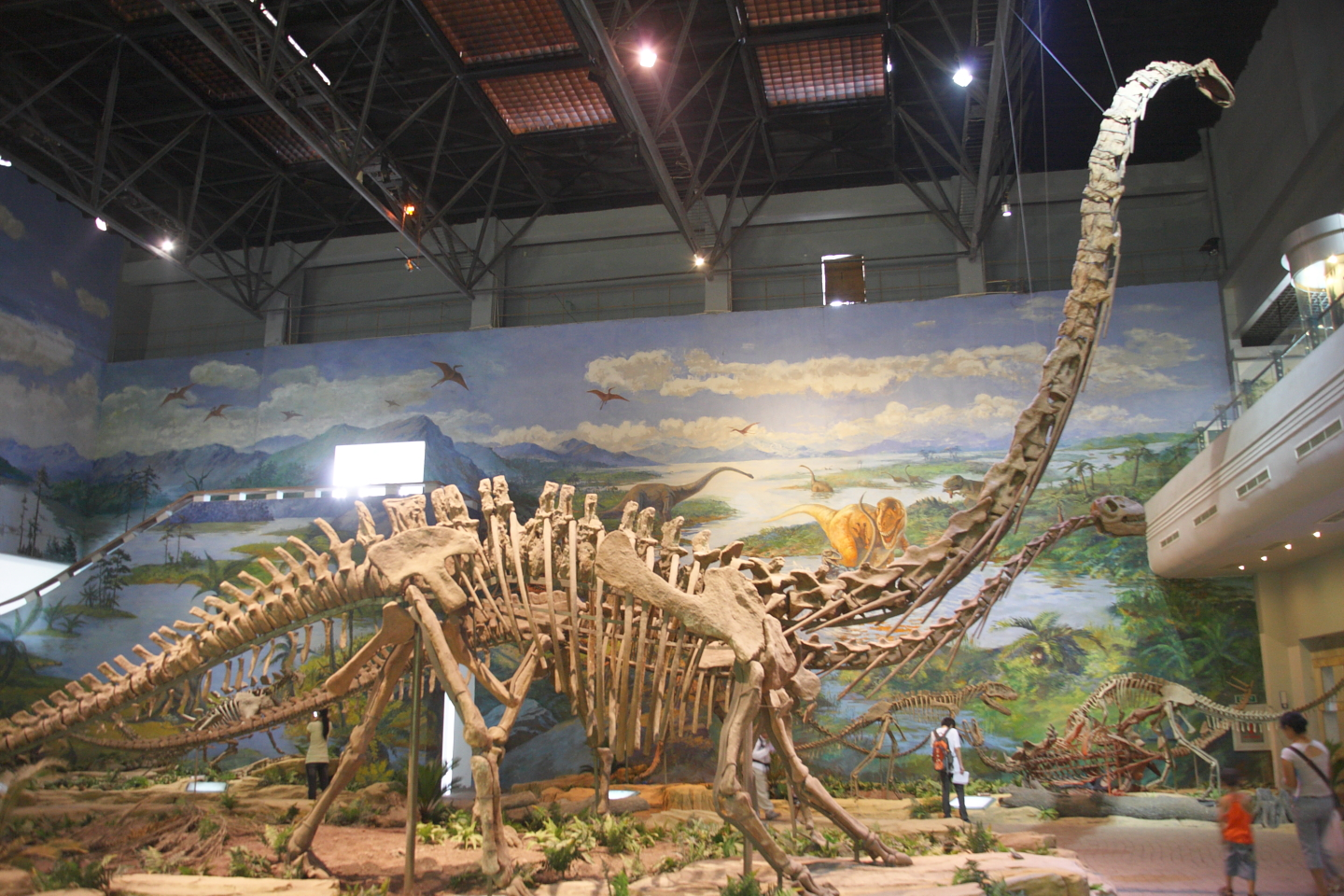
自贡恐龙博物馆主馆内景

位于自贡市大安区大山铺镇，国家AAAA级景区、国家一级博物馆，自贡世界地质公园的核心组成部分。是中国继半坡遗址和秦始皇兵马俑坑之后，又一大型现场博物馆，也是我国第一座专业性恐龙博物馆。与美国国立恐龙公园、加拿大恐龙公园齐名，合称为世界三大恐龙博物馆。美国《国家地理》杂志称，“自贡恐龙博物馆是世界上最好的恐龙博物馆”。博物馆先后荣获“中国旅游胜地四十佳”、“国家地质公园”、“国家AAAA级景区”、“全国青少年科技教育基地”，以及文化部“文化工作先进集体”、“全国十大陈列精品奖”、“四川省重点博物馆”和“20世纪最有代表性的30个中国精品建筑”等殊荣。是中宣部、科技部命名的全国100个“青少年科技教育基地”之一、“中国古生物科普教育基地”。
博物馆占地面积6.6万多平方米，陈列面积3600平方米，分为三层。陈列以大山铺恐龙化石埋藏现场及出土的恐龙化石为主，馆藏化石标本几乎囊括了距今2.05-1.35亿年前侏罗纪时期所有已知恐龙种类，是世界上收藏和展示侏罗纪恐龙化石最多的地方之一。2022年，二号馆（自贡恐龙博物馆探秘馆）正式开放。
- 自贡恐龙博物馆探秘馆

为自贡恐龙博物馆二号馆，建筑面积为3334平方米，共分四层，总面积3334平方米，展陈面积2930平方米。其中，保留有环绕三面的地层剖面400平方米，以及坑底面积约150平方米的若大一个化石遗址坑。围绕恐龙的演化，分别设计“恐龙崛起”“史前霸主”“帝国没落”“恐龙飞天”“剖面和遗址”5个单元。探秘馆在内容上跳出了自贡恐龙的范畴，展品更加多样化，既有从三叠纪、侏罗纪到白垩纪的恐龙，又有与恐龙同时代的贵州龙、鱼龙、鳄鱼、龟、蜥蜴、鸟类、琥珀以及动物行迹、陨石、岩石、沉积构造等共150件展品。外型设计形似一分为二的一个恐龙蛋——象征恐龙生命从中破壳而出。
- 自贡方特恐龙王国

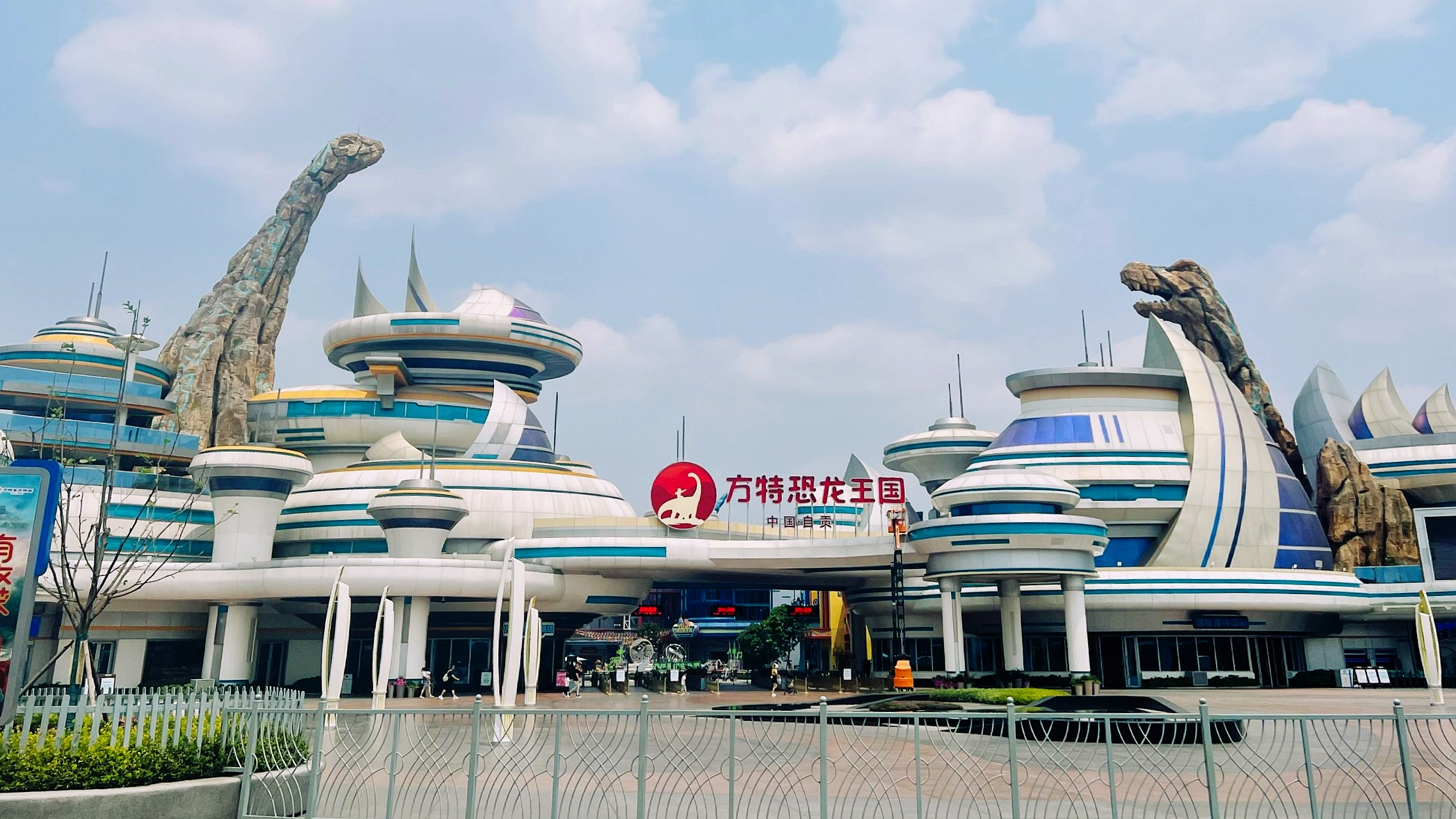
自贡方特恐龙王国

位于四川省自贡市大安区方特恐龙大道1号，紧邻自贡恐龙博物馆。占地面积40多万平方米。四川省重点文化旅游项目，被称为中国版的“侏罗纪公园”。包含九大方特独家打造的室内大型高科技主题项目和三十项室外游乐项目，以及数百项特色休闲景观和主题餐厅、商店等。游客将在《熊出没之重返侏罗纪》中跟随“熊出没”家族开启一场穿越冒险之旅，在《生命之光》追溯地球亿万年进化史，在《飞上蓝天》里沉浸式体验人与自然和谐相处的美丽画卷，在《飞翔》中与翼龙一道翱翔蓝天，在《河谷探秘》的漂流之旅中寻找恐龙足迹，在《青铜祭》重回三星堆探寻古蜀国文明。乐园还有众多大型室外游乐项目和亲子互动项目，是合家欢人群休闲度假的首选地。
- 恐龙欢乐王国

位于自贡市大安区大山铺自贡恐龙博物馆旁，占地120亩，拥有过山车、摩天轮、大摆锤等大型传统游乐项目。此外还落成了高科技新航标VR体验馆。
- 凉高山长山岭巨型硅化木

位于自贡市大安区境内，大型硅化木埋藏在距今1.6亿年的中侏罗纪下沙溪庙组底部砂岩之中，产地和大山铺恐龙化石群相毗邻，而且同属于一个地质构造单元，因此，对研究中侏罗纪时期自贡市的古地理、古气候环境以及与恐龙之间的相互关系；对研究自贡的地壳变动，都具有科学价值，是“大自然的纪念碑”。
- 桫椤谷公园

位于自贡市荣县金花乡桫椤自然保护区内，为古代造山运动形成的巨大漏斗型深谷。以其独特的桫椤树林和青山绿水而著称，是一处优美绝伦的自然风光胜地。有“昔日恐龙粮仓”，今朝“桫椤氧吧”之美。

### 盐井盐场
- 吉成井盐作坊遗址（自贡博物院）

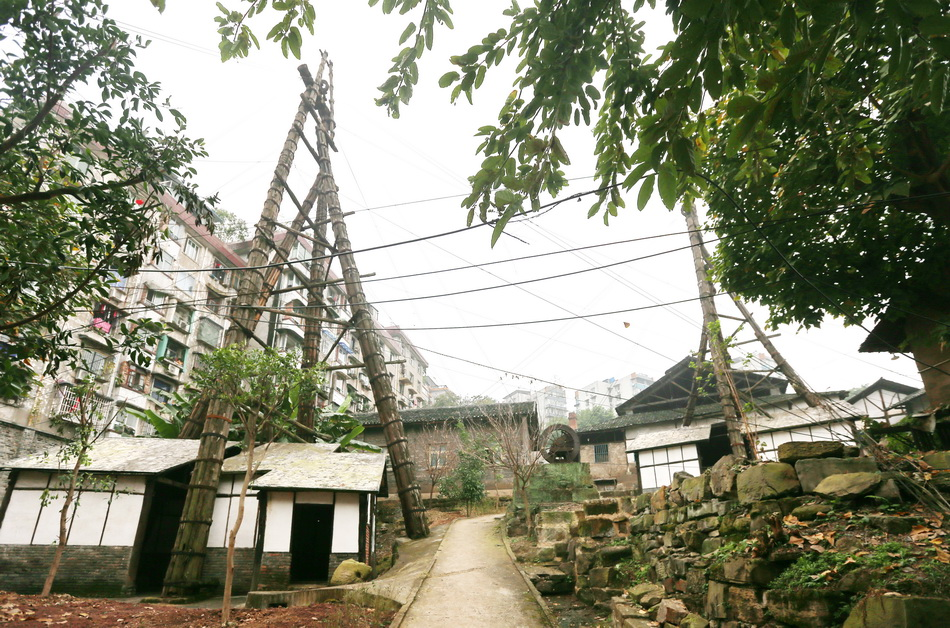
吉成井盐作坊遗址

位于自贡市大安区杨家冲上凤岭，第七批全国重点文物保护单位，自贡世界地质公园的盐业核心园区。历经一百余年的生产，保存基本完好，系极其珍贵的清代井盐生产遗址，为清代自贡社会经济发展不可多得的“活化石”。吉成井盐作坊遗址由吉成井、裕成井、益生井、天成井组成，是世界上唯一现存盐井和天车最集中的区域。
2022年5月7日，累计投资2490万元，是在吉成井盐作坊遗址上建设的新场馆——自贡博物院建成挂牌。设置有500余平方米的室内展厅，布置有“何以盐都——自贡历史文化陈列展”。
- 燊海井

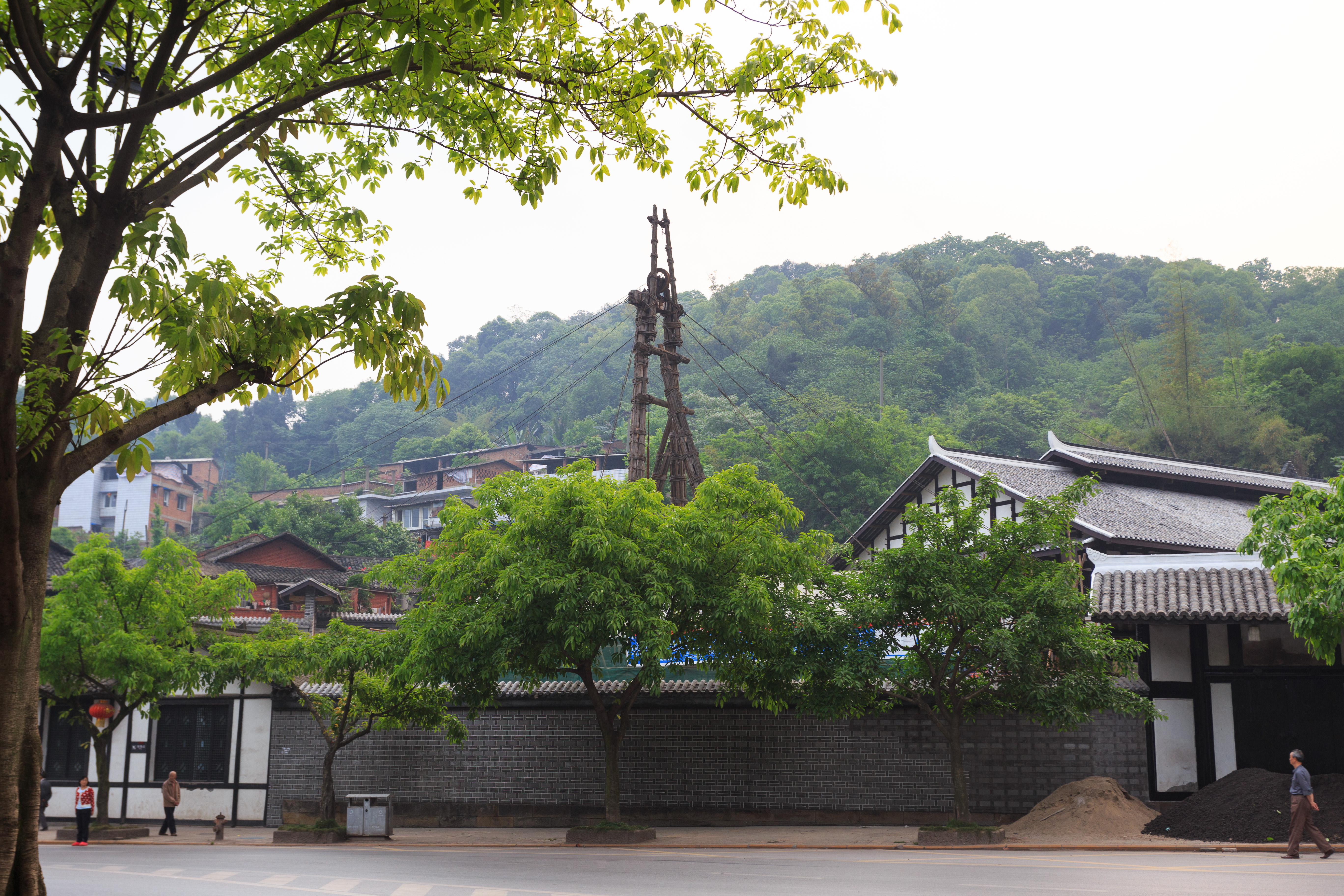
燊海井

位于自贡市大安区大安街289号，第三批全国重点文物保护单位，国家4A级旅游景区。世界上第一口最早由人工钻凿的超千米深井，井位海拨341.4米，处在一口叫做长堰塘的堰塘旁边。该井开钻于清代道光十五年（1835年），历时3年，方始凿成。井深1001.42米，既产卤，又产气。当时，卤水自喷量每日约14立方米，并且能日产4,800-8,000立方米天然气，可供14吨盐的燃烧。
- 东源井古盐场

位于自贡市贡井区扇子坝大塘山，全国重点文物保护单位，第三批国家工业遗产，是自贡还在生产天然气和卤水的古井之一。始凿于清咸丰八年（1858年），东源井采用冲击式顿钻凿井法凿成，采用盆裸眼敞口、无阻提卤采气工艺，为世界低压天然气开采史上所独有。中华民国国民政府主席林森到访自贡时，点名参观这口天然气井。国民政府军事委员会副委员长冯玉祥将军、中华人民共和国国家主席刘少奇、贺龙元帅、聂荣臻元帅等也曾到此参观，中外地质、钻井专家多有考察研究。
- 大公井遗址

位于贡井旭水河北岸，凿于北周武帝时期。是千年盐都的发祥地，由此得名的公井县曾是荣州最早的驻地，是自贡市区和荣县县城肇基的共同源头。为纪念大公井的功绩，在该盐井废弃多年之后，清乾隆四十四年（1779）（据庙里一块残存的石碑座上刻字证明），在其遗址上修建了东岳庙。
- 自流井遗址

位于自流井老街，这个地方盐卤、天然气资源十分丰富，经过数十年的开发，便凿成380眼盐井及众多天然气井。到明天启年间（1621—1627），自流井一带已是一个井灶星罗棋布、天车鳞次栉比的新盐区。自流井地名因此而得名。
- 张家沱盐业遗址

张家沱盐业遗址位于自贡釜溪河南岸，富台山下，是自贡市区内还保留旧貌的民居建筑群，同时因为一地同时修有三个祠庙而闻名。
- 老盐场1957

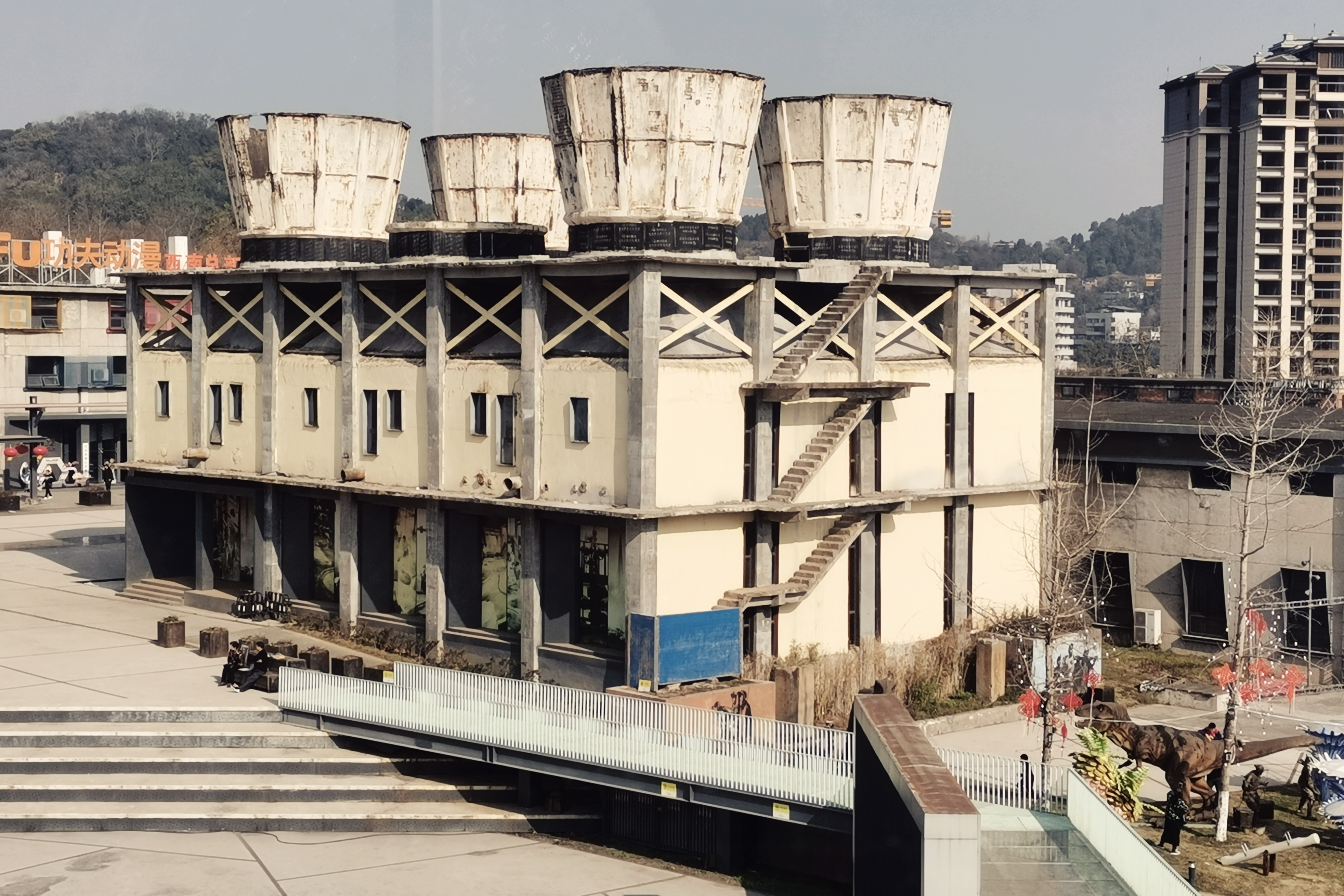
老盐场1957（大安盐厂遗迹）

位于自贡市大安区大安路西侧。前身为自贡曾经最大的制盐厂大安盐厂，始建于1957年。随着经济调整与环境改善的需要，大安盐厂于2012年停产，遗存了较为完整的近现代制盐工业遗址。项目一期依托原大安盐厂真空制盐遗址进行更新改造，占地 45 亩。入选四川省第一批省级工业遗产项目。
- 富世井

位于富顺县城内盐井街，是自贡开凿最早的盐井之一。
- 小桥井

是自流井区保留的唯一的清乾隆时期开凿的天然气井，是世界上生产时间最长的天然气井。
- 通洪井

位于火井沱西坡，系著名盐业世家王三畏堂末代总理王德谦创办，开钻于民国十二年（1923），完钻于民国十七年（1928），井深1,062米，井径20厘米，天车高15米，现产天然气。
- 宝龙井

位于火井沱通洪井东坎下，系著名盐业世家李陶淑堂之孙李敬才（三多寨创建人之一）开办，开钻于清光绪三十二年（1907），完钻于民国二年（1913），井深1,052米，井径12厘米，井架高15米，现产天然气。
- 源渊井

位于今源渊井市场水果批发处原“卷龙桥”附近，开钻于清嘉庆二十五年（1820），完钻于咸丰四年（1854），长达34年，是古盐井中较早、开凿时间最长的盐井，井深590余米，气卤双全，井架高30余米。

### 盐业会馆
- 西秦会馆（自贡市盐业历史博物馆）

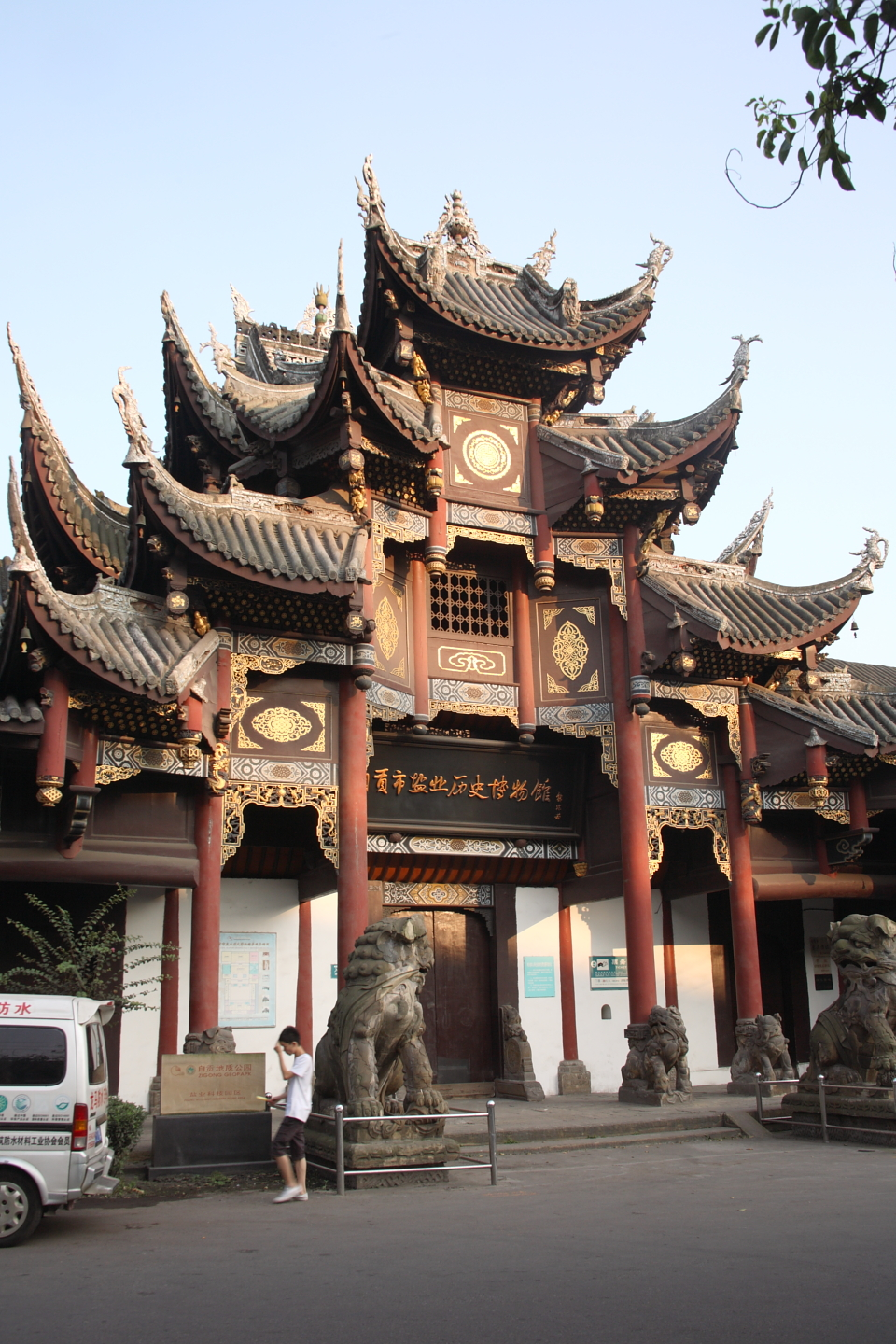
自贡市盐业历史博物馆

位于自贡市自流井区解放路173号，为清乾隆元年（1736）陕籍盐商集资修筑的同乡会馆西秦会馆，也是原国民政府时期自贡市政府所在地。融明清两代宫廷和民间建筑风格于一体。保存完好的碑文、木雕、石刻、泥塑是研究鸦片战争前清代社会生活、经济状况、宗教艺术的实物标本。
现为国家一级博物馆，世界上第一座以盐业为主题的专业博物馆。1959年由邓小平倡议在西秦会馆内建立，是中国博物馆发展历史上最早建立的专业博物馆之一。反映了中國的鹽業生產和科技史以及自貢城市變遷史。自贡市盐业历史博物馆现管理西秦会馆、吉成井盐作坊遗址两个重点文物保护单位，以收藏、研究和陈列中国井盐历史文物为基本功能。现收藏有可移动文物18214件，基本陈列有中国井盐科技史、自贡盐业地质陈列、自贡盐税史陈列。
- 岭南会馆/南华宫（自贡抗日献金运动陈列馆）

又称南华宫，坐落在贡井区糍粑街与枣子园之间。始建于清光绪二十五年（公元1899年），为自贡的广东籍盐商所建。座北向南，建筑技术精湛，整个会馆宏伟壮观，占地一千多平方米。四周高墙合围，上端多级峭壁，吻接燕尾飞檐，加上风火墙层层叠叠，整个墙体蔚为壮观。
现为全国首个以“抗日献金运动”为主题的陈列馆，由全民抗战、抗日救亡、倾城巨献三部分组成，展陈面积近1000个平方米，藏品100余件，见证了自贡抗日献金运动的辉煌历史。
- 湖广会馆/禹王宫

原址位于自流井后山坡文化宫，自流井旧城改造时被不顾谏言的人民政府强拆。中国历史上唯一的商人政府——“自贡地方议事会”便是1911年在这里诞生。
- 福建会馆/天上宫

位于自贡市沿滩区。天上宫是由福建盐商修建的同乡会馆。建筑设计尊重了道家学说，同时也是清代自贡盐业经济发展的见证，具有重要的文物和历史研究价值。位于古镇半边街内，坐东向西，整体建筑呈四合院布局，砖木结构，抬梁、穿斗式梁架，小青瓦屋面，徽派悬山、硬山式屋顶。
- 江西庙/万寿宫

位于自贡市贡井区贡井街道老街社区新华街42号，坐西北向东南。原配有东西庙院，大小花厅戏台走廊，钟鼓二楼（八角亭）。庙里供奉有神像，大小山门前有一月亮坝，俗称扯谎坝。
- 贵州庙/荣禄宫

位于自贡市贡井区贡井街道老街社区，2012年7月公布为省级文物保护单位。又名黔省会馆，为贵州商人款叙乡谊、聚众议商之会馆。建于清代雍正年间（1723—1735），坐落于贡井老街十字口西。殿宇式建筑制式，质朴恢宏，木雕石刻精美，风格传统，碎瓷镶嵌，精美玲珑。贵州庙与贡井地区所有会馆、寺庙不同之处为：正殿中部向庭坝凸伸出数米。
- 王爷庙

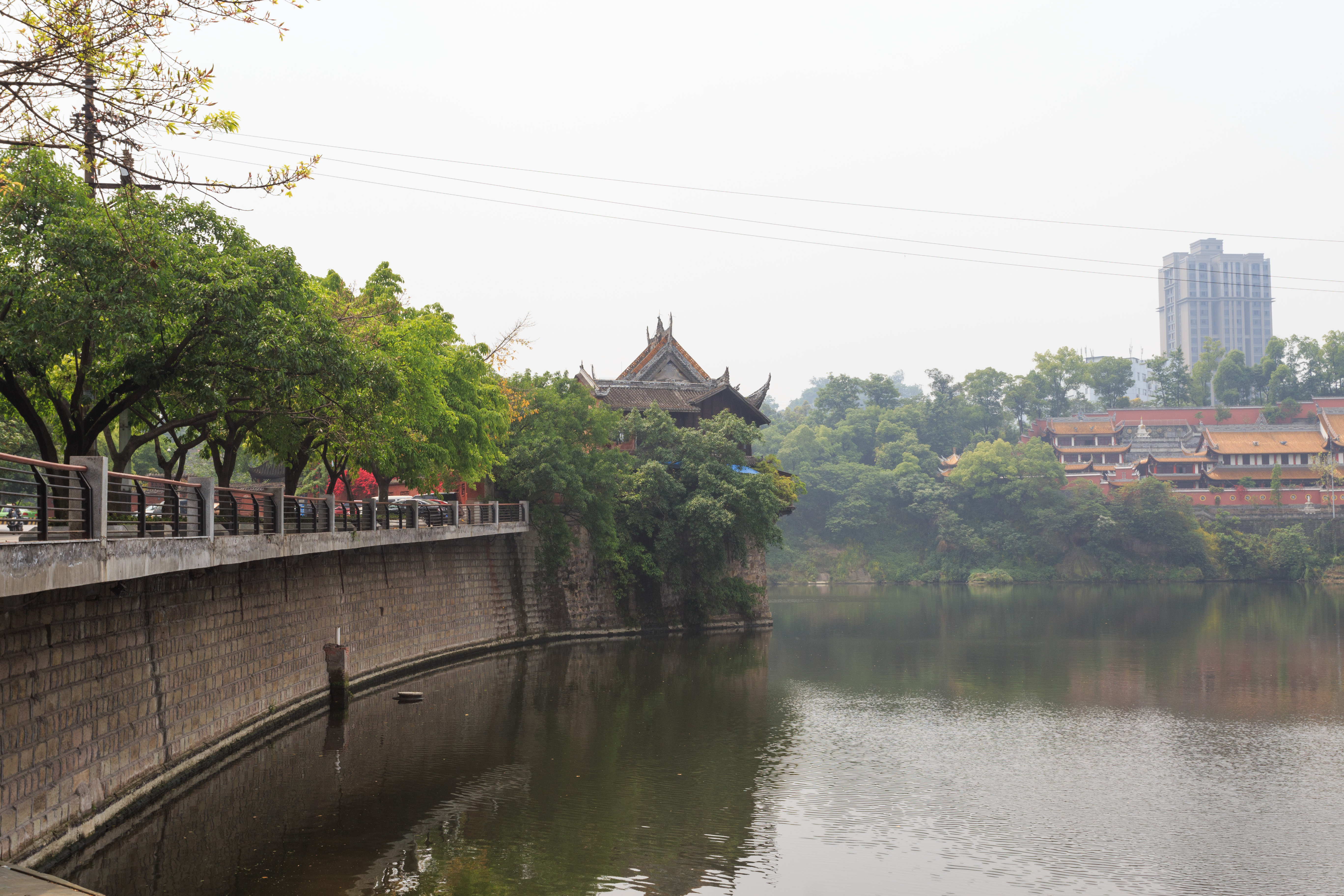
釜溪河左为王爷庙

坐落在自流井区沙湾的釜溪河畔，背倚龙凤山，是一座造型独特的清中叶建筑，自流井胜景之一。现为四川省级文物保护单位。清光绪十五年（1889），盐商巨贾信奉风水，不甘财源外流，集资在龙峰山麓釜溪河"石龙过江"处建庙镇水，供奉"镇江王爷"，由三多寨佛子寺陈保初主持施工，光绪三十二年（1906）告竣。抗战期间修建井邓公路致正殿被拆除，现余戏楼、飞檐临空、独具形胜，是四川已不鑫见的清代川剧舞台。
- 桓候宫/张爷庙

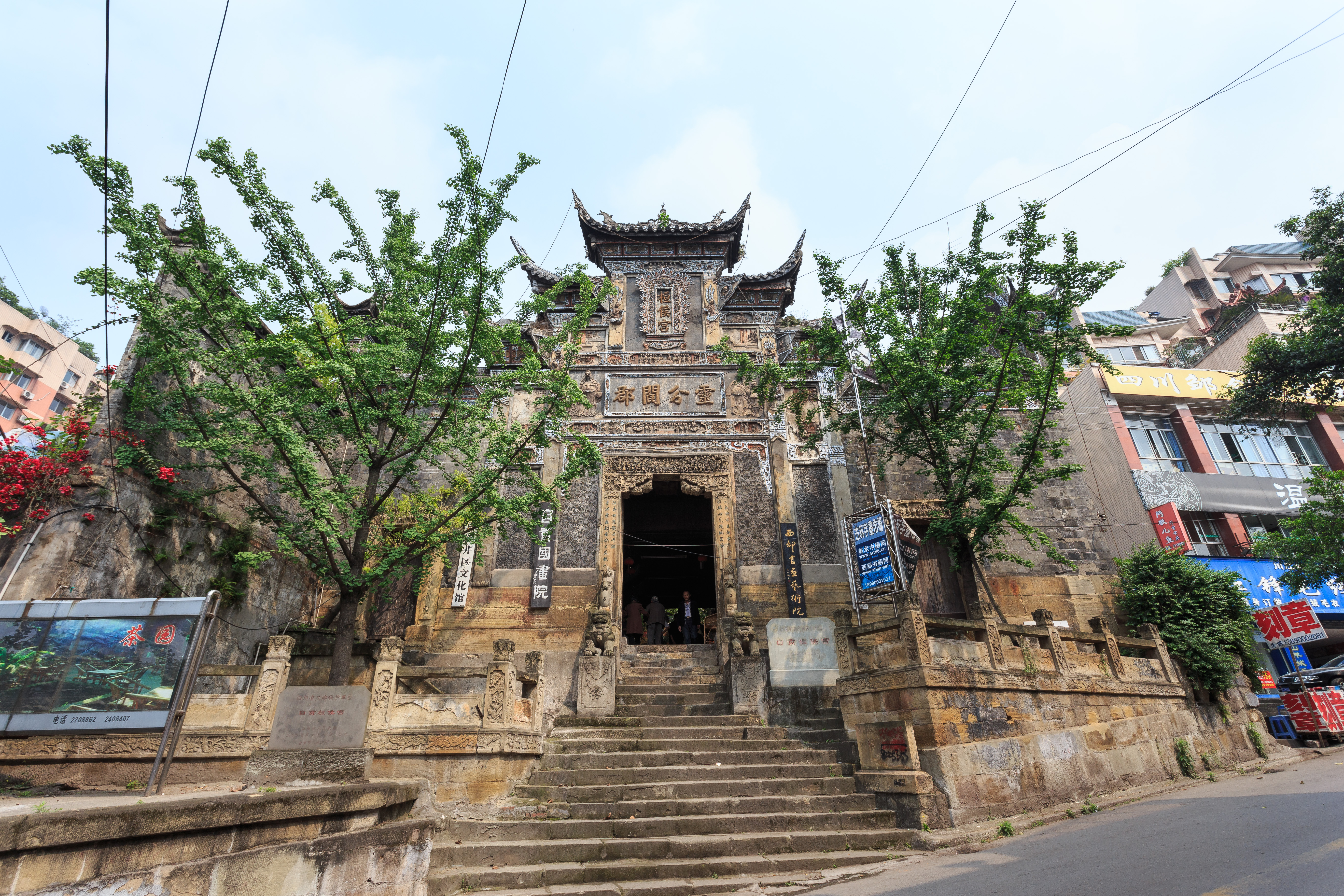
桓候宫/张爷庙

位于自贡市自流井区中华路，全国历史文物保护单位。民間俗稱為张爷庙，是祀奉桓侯张飞的庙宇，因张飞是屠夫出身，为旧时屠宰帮的行业会馆。是一个由山门、正殿、戏楼、钟楼、鼓楼、月台组成的四合院，周围有山墙环绕，桓侯宫整体建筑为砖木结构、穿斗抬梁式梁架，重檐歇山、卷棚式歇山屋顶。与西秦会馆同为清代盐场繁荣时期众多精美会馆建筑中的两颗明珠。
- 炎帝宫/火神庙

由自贡盐场的烧盐工人发起于道光二十二年（1842年）修建。除拜神求佛外，还起到协调工人间纠纷和处理同行间事务方面的作用。
- 川主庙

位于四川省富顺县代寺镇十字街口旁，是为祭祀李冰而建。李冰因治水泽被全川，老百姓感其功德，立庙以祀，遍及川渝。代寺川主庙其实早已毁弃，仅存厢房和戏台；戏台斗角飞檐，古意盎然，厢房之间宽大的空地用片石铺就，是当年庙宇所在之地，如今只剩下一个庙宇空名。
- 川康盐务管理局旧址

1914年，北京政府在自流井设川南盐务稽核分所，其址在今沙湾饭店旧楼位置。此后二十年中，行盐制度多次变更，其时正值四川军阀割据，盐运使一职均由军阀把持。1935年，国民党取得自井市的控制权，撤销了地方军阀把持的盐运使署，由川南盐务稽核所接收盐务商行，改称“四川省盐务管理局”，仍设原址。1935年更名“川康盐务管理局”，负责管理四川省、西康省以及重庆院辖市的盐政。

### 盐商公馆
- 北苑&南苑

民国盐商公馆，是大盐商罗筱元的西式公馆，坐落于檀木林，是自贡盐商最重要的建筑遗存。盐商罗筱元从王三畏堂的一个普通学徒成长为举足轻重的资本家，而后修筑了这一处环境清幽、豪华且颇具西方气派的园林别墅。洋楼广院，遍植花木，院中有亭有榭，有山有水，营造出一个城市中的山林“罗园”。中共政权建立之后不久，人称“小诸葛”的罗筱元也深知自己的“罗园”也必将易主。他遣散了佣工，以低价9,000万元（合现人民币9,000元）卖与中共当局，自己则搬入兴隆街，过起了普通平民的小日子。从此，“北苑”成为军政要地，为“中共自贡市委”所在地，北苑西北部则成为最高档的接待首长的内部招待所，朱德、邓小平、董必武、贺龙、胡耀邦、李井泉等党政大员都曾入住此园。1953年的一天，经历了人生沉浮的罗筱元漫步来到寄托了他毕生心血的罗园，希望一睹故地。然而这里已是物是人非，威严的门卫不认识这位昔日的主人，徘徊良久不得进入，只得绕园一匝，无限感慨，咏成七律一首：“百树梅花手自栽，故居近日喜重来。到门被阻情何薄，绕屋遥看兴不衰。半亩海棠红似锦，盈池春水碧于苔。罗园两字依然在，人我何需费疑猜。”他也因这首“反诗”而在文革中被当局打倒。而今，北苑己改造为一家五星级酒店，其余园林则继续作为中共自贡市委办公场地（除办公大楼外均开放参观）。
- 涵院

民国盐商公馆，建成于民国三十五年，是大盐商侯策名修建的西式公馆。涵院建筑颇为考究，整个建筑座于小山之下，俯瞰釜溪河，一楼一底两层。墙体青砖水磨平砌，木材多选用杉、楠；樑柱、梯台地板多用珍贵楠木，础石用坚硬的黄浆石，瓦也是专门精制的。计有厅堂、书斋、寝室、厨房等二十余间，楼上楼下均环绕宽敝的走廊，楼下立柱还做成当时豪华的白色水磨石。室内陈设均购自上海、杭州、重庆等地最时兴的物件。院内隙地布置有花园，绿草如茵，名花艳丽；径道两旁栽植楠木，花树，使建筑簇拥在幽静而又清爽的园林之中，工程历时三年，耗资甚巨。是目前保存最完好的盐商住宅，现为久大集团所有。
- 张家花园（贡井人民公园）

位于贡井区筱溪街境内，地处太平山南麓金鱼河侧的青杠林，全国历史文物保护单位。清末民初大盐商张伯卿的公馆，于1923年动工修建。按当时德国领事馆式样仿罗马式西洋楼房建造，占地8,000余平方米。“张园”主楼建筑，由四川边防军自流井提款处处长德阳名士黄秋帆设计，按当时德国领事馆式样仿罗马式楼房建造，室内家具均以名贵木材制作，客厅内摆有太平天国天王府中的遗物，紫檀镂空宝玉交椅8座，楼房面积1148米。内侧走廊以园柱承办，柱面以水泥、白灰糯米浆调制的沙浆涂抹，再嵌以卵石抹平，由著名工匠杨锡三制作。楼房布局典雅，装饰华丽，青瓦屋面，横开木窗采光通气。门前为石砌月台，前面有人工挖筑的140平方米的池塘，池中建有砖木结构的船形亭阁，取名望湖（今为桂影湖），施工所用河沙、卵石均从百里之遥的内江运来。
- 子诚公祠/王家大院（自贡盐帮菜博物馆）

坐落于今沿滩新城龙湖新城，自贡市第一批井盐历史文化遗迹。晚晴盐商府邸，建于清朝光绪末年，1890年动工修建，1896年完成，是大盐商王和甫（1867—1930）弟兄5人为纪念父亲王子诚所建的私家宅邸，谓“子诚公祠”，外人称之为“王家大院”。
2020年，自贡市人民政府拟将王家大院打造为自贡盐帮菜博物馆，对王家大院古建筑进行保护修缮。2020年9月，“盐帮菜”文化旅游综合体项目签约仪式举行，将打造一个以盐商文化为主脉、王家大院为核心、盐帮菜“两馆一中心”为支撑点的城市综合配套区。
- 玉川公祠

坐落于今高新区板仓坝。自流井大盐商财团王三畏堂的祠堂，是王三畏堂首任总理王郎云于同治十二年（公元1873年）修建的，占地1700多平方米。王三畏堂系王朗云父辈弟兄三人于嘉庆年间创立的，在王朗云手里达到鼎盛，有盐井40余口、火圈700余口；盐号远及重庆、宜昌、沙市、洋溪、汉口等地；田庄遍及富顺、威远、荣县、宜宾数县，年收租谷17,000余石，年收入约100万两白银，“富甲全川”，驰骋盐场一个多世纪。
- 胡慎怡堂

清代盐商豪宅，始建于清道光年间，坐落于今贡井区长土镇。胡慎怡堂是清代自贡盐场有名的四大家族之一，先辈胡元海以经营布业起家，取名元和店，发家后经营盐业，故人称“胡元和”。清光绪三十一年（1905），胡汝修又于宅左利用灌田上下水池、高树茂林，仿《红楼梦》里的大观园亭式，新建祖祠一院。另辟一门，系三开间门房。门拄上镌刻晚清第一词人赵熙题书的楹联曰：“四序和神清洁，一堂水色山光。”园内花木扶疏，甬道虬环，曲曲折折，荫荫阳阳；鱼池建半岛，岛上掩垂杨；月宫门庭静，山青弘馆幽；花溪绕屋，石桥架岸；红荷湖满，船屋翼然；波光潋滟，云翳幽幽，湖山景色，皆收一园。此时的胡元和俨然《红楼梦》中之荣国府一样的显赫于世了。赵熙的著名词曲“更阑静，夜色哀，月明如水浸楼台”便是1902年于胡元和创作的。此外，还有“大山松所”为子侄辈居所，也是一个庞大的建筑群。宅院内有中华民国大总统黎元洪民国元年所书“功在桑梓”匾额。民国二年（1913 ）胡铁华退居之后，常同一些所谓诗人、名士唱和园中。中华民国国民政府主席林森来自贡时，便下榻于此。
- 天禄堂

自贡“新四大盐商”之一的余述怀堂号兼宅邸，位于贡井区。
- 双牌坊大宅

自贡“四大盐商”李四友堂的府邸。
- 小桃花庵

系自流井银钱业富商唐述尧住宅，阁楼平房联为一体，门前桃树数株，翠竹千竿，环境幽雅。

### 老街古镇
- 自流井老街

自流井老街是国家级历史文化名城的发祥地之一，是自贡盐文化的生动再现。自流井古盐道和川南民居，沿釜溪河岸绵延，自新桥至大同桥，位于自贡市旧城中心，是旧时运输井盐的古盐道，也是举世闻名的“自流井”遗址所在地。现存路边井、钱川井、荣华井、四望井、火龙井等盐气井遗址令游人驻足。善后桥、自流井遗址、盐运码头呈现于釜溪河畔。老街内有茶馆酒肆、画坊艺苑、工艺作坊、千年古井遗址复苏等。2023年1月15日，经重新规划整修后的自流井老街全新开街。
- 贡井老街-河街

贡井老街、河街一带，是自贡市的发祥地之一。是以明清建筑为主的盐业历史文化街区，位于贡井区旭水河西岸。了解古代大公井盐商、盐工的民风民俗和会馆移民文化的地方，展现了川南民居和外省移民民居的特色。清朝康熙、雍正年间，老街河街一带，已有300余口卤气井。由于贡井的盐卤丰盛，煎煮不及，因此在1880年后，就用长达数十里的竹枧，经土地坡长途运输至自流井郭家垇煎煮，每天可输盐卤3,000余担，成为自贡一独特景观。陈家祠堂位于贡井河街，建于清光绪二十七年（1901年），曾是清代荣县贡井分县县丞居所，县丞署专司盐业生产、运输和销售，堪称中国最早的盐业“经济特区”，视为清代自雍正七年后在荣县设立贡井分县专司盐务的历史物证。这条老街也是盐马古道的起点。
- 沿滩区昇平街盐运小镇

位于自贡市沿滩区。昇平街是现在沿滩城区的起源地，浓缩和见证了沿滩的“因盐而聚财、因财而聚人、因人而成邑”的发展演变。昇平街形成于明清时期，历经由场设镇、由镇变区的历史变迁。早在明清时期，因盐业盐运兴旺而自发形成了集市场镇—甑子场。1851年，清道光末年又由地方官员正式命名为太平场，属四川省下南道叙州府管辖。1869年，“湖广填四川”落户的客家人在此兴建会馆宗祠，定地名为昇平场。1932年，“川盐济楚”时期盐运兴旺，乡绅宋跃如集资扩建，由场设镇，命名为坪滩镇。1939年，时任镇长罗绪东以“坪滩镇”是沿釜溪河延伸而建为由，改名沿滩镇。昇平街为当时沿滩镇的唯一主街道。昇平街自然资源、历史资源、文化资源丰厚，拥有釜溪河及沿岸的自然风光，享有庸公闸、九庙四宫、双牌坊等历史人文遗迹，富含因盐运而生的船和物，因街市繁荣而生的人和事，是运盐橹船、盐运铁轨、客运汽车、黄包车、独轮车、知名商号、名人轶事的集聚地，是昇平街历史文化特色的重要特征。
- 仙市古镇

是建于隋代的千年古镇。相传，玉皇大帝的私生女八仙姑生性豪放不羁，厌倦天庭奢靡，向往人间美景，一日携牡丹仙子，荷花仙姑，与狮，龙，虎，象，猴偷下凡间，在古仙市一带肆情嬉戏，乐而忘返，竟在河畔侧卧而寐。玉帝大怒，遂施法收回其灵魂，让其躯体留在人间化作山水。因此从高处看，古镇的山形地貌，就象一位侧窝的美少女，釜溪河在此又有一滩，恰在仙女脚下，故名“仙滩”。它是釜溪河当年盐运重要码头之一，有“中国盐运第一镇”之称。古镇成为井盐出川的第一个重要驿站和水码头是釜溪河当年重要盐商码头之一，会馆建筑保留着原有风貌，寺庙祠堂众多。
- 艾叶古镇

艾叶古镇所在的艾叶镇现为中国历史文化名镇，四川省百镇建设旅游类试点镇，核心区李家桥社区和竹林村为中国传统村落。镇域范围内有各级文物保护单位15处（其中国家级2处，省级2处）,有文物保护点18处，另有29处遗迹（址）。中华老字号、自贡小三绝之一—龚扇生产基地座落在核心保护区。艾叶古镇因盐而名，因滩而盛，为国家2A级旅游景区，是自贡井盐发端之一，是自贡历史文化名城的重要组成部分和公井古城重要区域，也是自贡世界地质公园构成区，素有盐运第一滩、“八里秦淮”发端处的美誉。
- 其他古镇

狮市古镇、牛佛古镇、赵化古镇
- 旭水河艾叶滩至平桥段

又称“八里秦淮”，这条水道是盐马古道的起点。平桥瀑布，是世上难得的城中天然瀑布奇观。两岸一色黛瓦粉墙的房屋，吊脚出檐，遮蔽为市。上游艾叶、长土的产盐纷纷集于平桥堰上，转堰下换船，号子震响，桡声伊呀。下游瀑水冲激，盐船麕集，橹动船飞，纷纷东行，更是壮观无比。贡井的繁华富饶，尽汇于此矣。
- 三多寨

坐落于大安区三多寨镇牛口山，建成于清咸丰九年（1859年），考其名由，合三姓共建之功，寓庄子“三多”之意，多福、多寿、多男子也。有“川南寨堡之冠”美誉。 中共入驻自贡市时，由于当时寨主怕被“共产”，雄踞寨上，民兵久攻不下，解放军到来才顺利拿下，可见其城堡的地势险要。建寨伊始，李、颜、王三家以寨主身份优先择地，营建住宅。除三大家族外，自流井、内江、富顺的盐商巨富、乡绅官宦，也纷纷进寨建造各种风格家宅，布局多严谨，庭园幽深，花木名贵。颜家桂馨堂带头所种的梨树发展到今天已经形成漫山遍野的规模，是春天郊游的好去处。沈从文在《沈从文全集》里提到：“车子快到自贡时候，看到悬崖上有个大寨子，两道石头城墙，简直是天方夜谭环境……山头上的寨子，名三多寨，有呈贡县七八个大，在山顶上，两道城墙，四面悬崖，壮观之至。”“远看寨门窄窄的，上去的小路又陡又长，两边山坡一层层金黄油菜花，镶着碧绿的豆田麦田，像在梦里才能见到。”“我极希望上三多砦去住一二月，可望写成一个好中篇小说……用那个山砦作为背景，写成的小说，将比《智取威虎山》画面现实性好……”
- 蛮子洞

分布于贡井区、沿滩区等地，汉代墓群（疑夜郎国文化遗存）。
- 福源灏清代民居

位于富顺县。
- 虎头城

抗元名城。

### 河桥码头
- 善后桥

即今釜溪桥，又名新桥。系1921年地方人士捐资、三多寨佛子寺陈保初修建的7孔不等跨石拱桥。1925年竣工，时值四川军阀“善后会议”在井举行，因刘湘题“善后桥”而得名。抗战时屡遭日机轰炸，1952年更换桥面，1956年加固加宽。桥长101.6米，车行道宽8.8米，人行道各3.5米。
- 解放桥

抗日战争期间，为利盐斤运销，川康盐务局于民国二十八年（1939）1月15日开工建设此桥，时名盐井河大桥。桥为石砌桥墩桥台5孔15米跨钢筋混凝土梁式桥，桥长75米，宽6.5米。1940年7月31日竣工，命名釜溪桥，市民多称“洋灰桥”。因1949年12月自贡和平解放，部队从沿滩经此进入市区，1966年更名解放桥，同时加宽桥梁至13米，其中车行道8米，两侧人行道各2.5米。2000年，随解放桥立交系统工程建设，将原桥拆除改作斜腿刚构桥。
- 水涯居码头

水涯居原为川康盐务局官邸所在地和釜溪河上著名的盐运码头之一。自贡场区关外督运处设有两官仓，西官仓在东兴寺，东官仓亦在水涯居。凉高山、大安两场及东岳庙产盐，皆由人抬马驮至水涯居码头装船远运，热闹非凡。

### 名人故居
- 江姐故里（江姐故里红色教育基地）

红岩英烈江姐（江竹筠）的故居。位于自贡市大安区大山铺镇江姐村，是省级文物保护单位、省爱国主义教育基地、省国防教育基地和省红色旅游景区。基地内有江姐文化艺术中心、江姐故居、江姐雕像和江姐公园一一呈现。周围有复制版的“渣滓洞”开辟为影视基地，《江姐》、《烈火红岩》、《追捕渣滓洞刽子手》和《时光恋人》等影视作品曾经在这里取景拍摄。
- 吴玉章故居（荣县吴玉章故居陈列馆）

自贡市保存最完好的一处名人故居。位于荣县双石镇蔡家堰村六组，是四川省青少年教育基地、四川省爱国主义教育基地、四川省国防教育基地、四川省廉洁文化基地等，2006年国务院公布为全国重点文物保护单位。占地面积23000平方米，建筑面积4500平方米，分为故居、吴玉章夫妇合葬墓、树人苑三部分。
- 荣县军政府旧址

全国第一个脱离清朝统治而独立的地方，辛亥革命荣县首义的见证。
- 刘光第故居

戊戌六君子之一的刘光第的故居，位于富顺县赵化古镇。
- 谢奉琦故居

中华民国开国元勋、革命先驱谢奉琦，民国建立後，孙中山手书“谢将军府”牌匾悬挂于谢奉琦旧宅。惜房屋和中山先生手书牌匾已被中共当局拆毁。辛亥百年纪念时，当局在贡井区院子坝谢奉琦故居（残存）前设立了“谢左将军府”标牌。
- 雷铁崖故居

辛亥革命元老雷铁崖的故居，位于贡井区和自流井区之交的石头沟，现仅剩后厅一列正房，遭村民拆建，房屋亟待修缮。
- 李宗吾故居

位于汇柴口南坡洗脚河边的“小竹湾”（民国时与汇柴口同属一个“保”），亦为先生辞世之地。李宗吾先生25岁时感悟“宗法孔孟之道”不如“宗法自己”，其代表作《厚黑学》自民国初（1921年）问世以来，惊世骇俗、毁誉交加，在近代文化史和思想史上占有重要地位，被誉为“影响中国二十世纪20大奇才怪杰之一”。
- 谢持故居

国民党元老谢持的故居，位于富顺西湖畔，房屋已被中共当局拆毁，只剩下一座小碑亭，石碑正面是1944年于右任亲书的“谢持故居”四个大字，背面是谢持生平简介，为2004年当局重修立碑。
- 宋育仁故居

位于仙市古镇。
- 卢德铭故居

中共秋收起义总指挥卢德铭故居，位于自流井区仲权镇竹园村。
- 但懋辛故居

国民党陆军上将但懋辛的故居，位于荣县。

### 庙宇寺院
- 富顺文庙

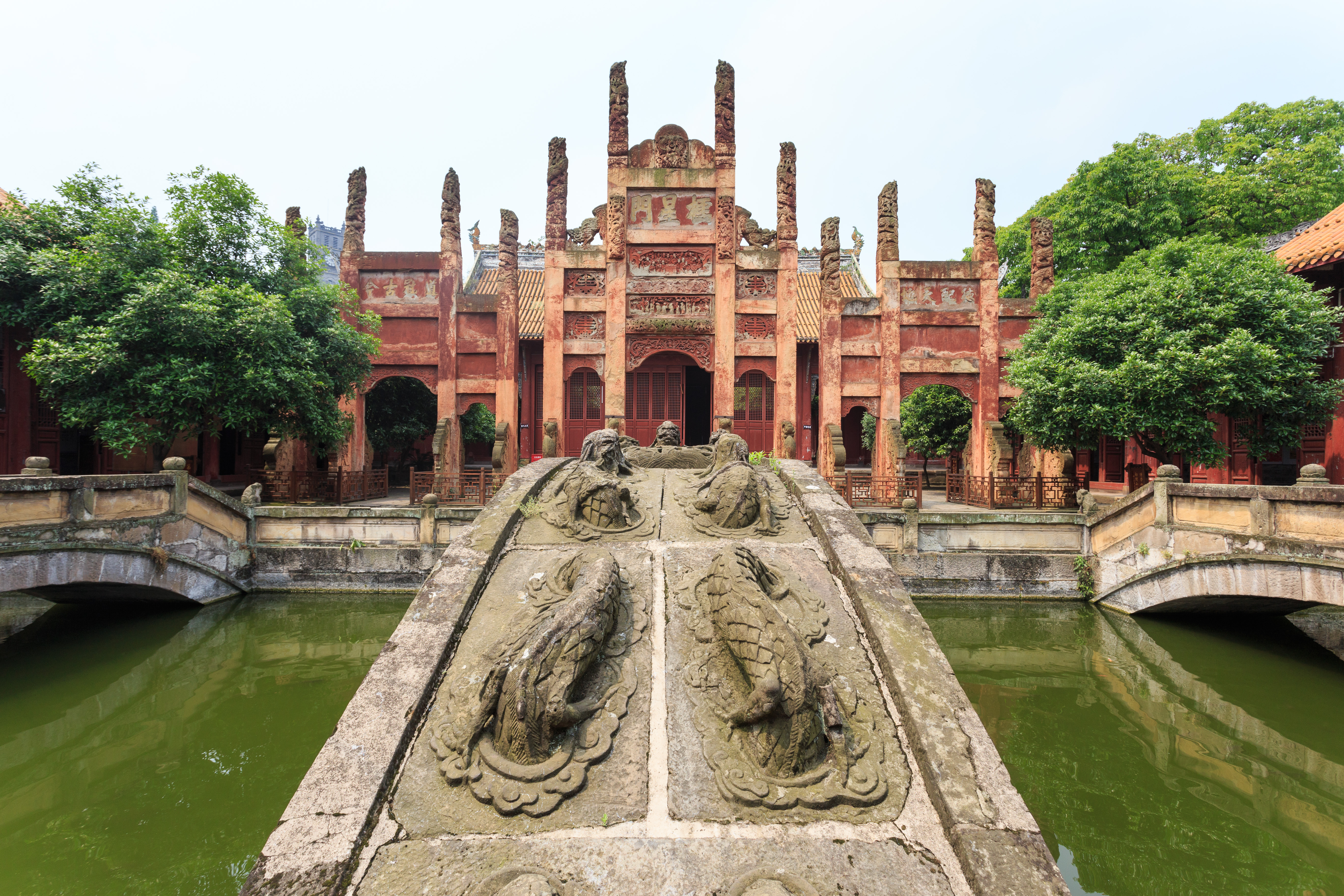
富顺文庙

始建于北宋庆历四年，仿山东曲孔庙而建。中国发现的唯一裸体“孔子”像，在文庙顶部发现。是全国历史文物保护单位。
- 荣县大佛

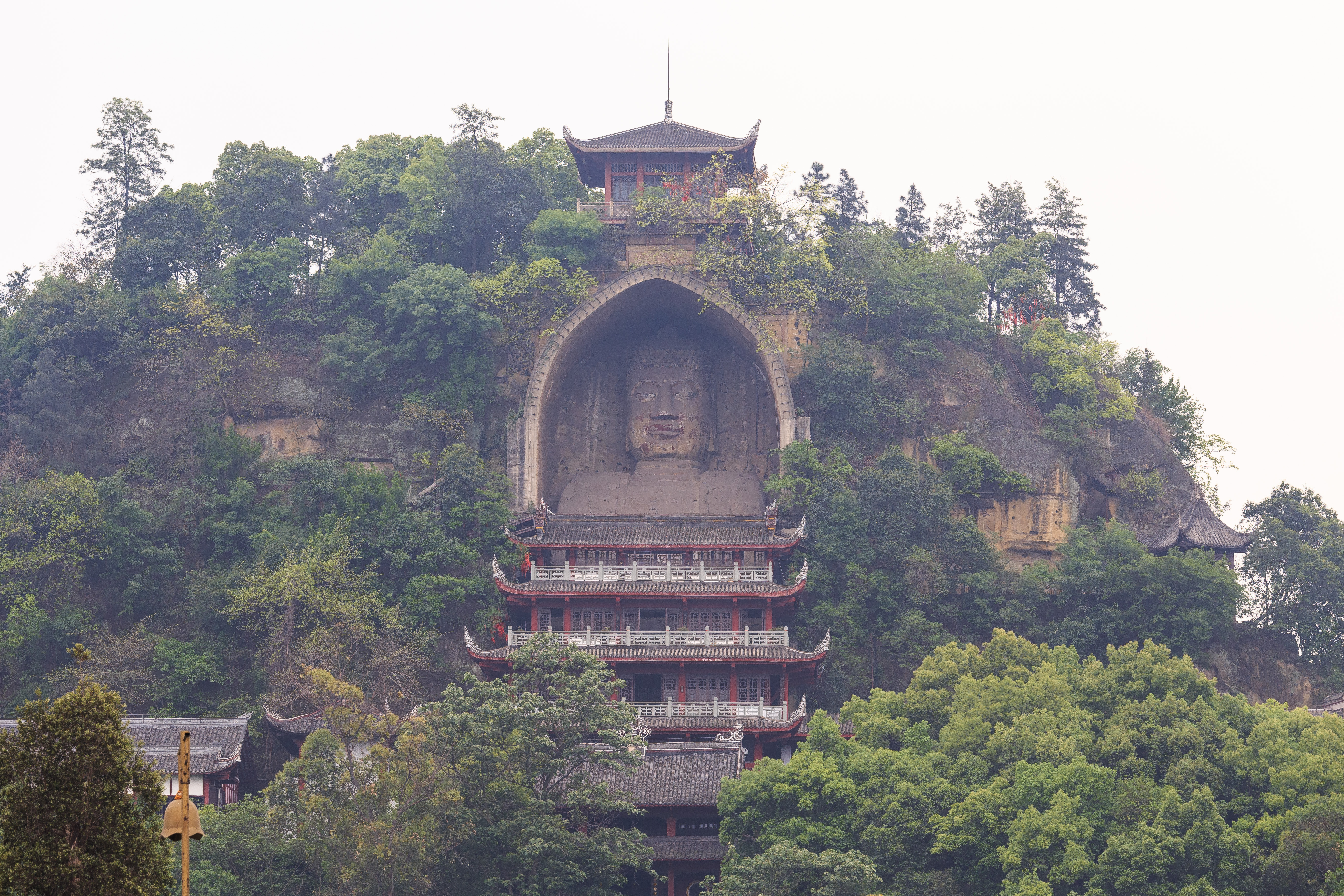
世界上最大的释迦摩尼石刻——荣县大佛

国家AAAA级景区，大佛寺座落在荣县城郊大佛山（亦称真如岩）山麓，山高海拔414米。半山之上，有一尊巍峨的石刻如来坐佛佛像，世称荣县大佛。高36．67米，头长8.76米，肩宽12.67米，膝高12米，脚宽3.5米，仅次于乐山弥勒大佛，为中国和世界的第二石刻大佛和坐姿大佛。同时，也是世界上最大的释迦牟尼佛。
- 荣县二佛寺

造像上千尊，唐宋时名“浮图崖”，亦称千佛崖。因其众多佛像装金饰彩，阳光照射，金碧辉煌，故又称“金碧崖”。佛像为唐代开凿的弥勒坐佛，佛高5.8米，宽2.6米。
- 天池寺

川南佛教信徒朝拜峨眉山的第一座脚庙。
- 东兴寺

东兴寺街、东兴寺小学以寺命名，疑为东兴寺小学校舍，约1990年代初被拆除改建教学楼，此后东兴寺小学也不复存在。
- 夏洞寺

始建于南明永历年间（1654年），此时川北已被清军占领，生灵涂炭，川南自流井仍处于南明治下，官民为明王朝永存而建造此庙祈福。
- 妙观寺

自贡市佛教协会所在地。
- 静宁寺

位于自流井近郊。民国时期归属自流井，现行政上划归威远县尚义镇地界。抗战时期，东北中山中学内迁至此。
- 千佛岩、回澜塔、天然石佛

在富顺县。
- 法藏寺

位于富台山脚下的“沱湾”，与王爷庙隔河相望。
- 金钿寺

自贡市富顺县南20公里的沱江上，有“青山锁峡”风光，在海拔597.6米的高山顶，相传明朝建文帝曾流落到这里，并在金钿寺出家为僧。据传，靖难之役后建文帝败而逃亡，至云南水嘉寺削发为僧，继后漂流，历时40载。建文皇帝到富顺金钿寺后，修身养性，觉得此山空灵幽静，隔世甚远，于是诗心泉涌，曾吟诗多篇。明代成化年间重修金钿寺，塑有建文皇帝像，并以木匾铆刻建文帝朱允炆律诗4首。建文帝在金钿寺北寨门外“峻岭云飞”的地方，留有4个具有哲学意味大字的手迹：一曰“易存”；一曰“固形”，凝重深刻在两座巨石之上。
- 观音阁

位于釜溪河畔观音岩，因岩壁上有观音大士形而得名，加之山泉清沏，更切合观音菩萨圣水的故事，明代已成为朝拜的一方福地。清雍正年间（1723—1735年），在岩下修建城隍庙（已毁）之后，相继在岩腰建观音阁，1990年代经维修改建成现制。
- 小峨山普法寺

在富顺县童寺镇，是川南一带历史悠久的佛教名山，海拔约449米，远观似昂首展翅的天鹅，故名鹅山。相传寺内的普贤菩萨等三座佛像是从峨眉山飞来，两山之名同音，为示区别将峨眉山称为大峨山，将鹅山称为小峨山或二峨山。川南20多个县份，形成了远朝大峨山、近朝小峨山的民俗。
- 真武山醒悟寺

位于荣县长山镇。因山上供奉有道教真武祖师神像而得名。相传此山与峨眉山、铁山是三姊妹。
- 自流井福音堂

位于檀木林大街，《辛丑条约》签订后规定“赔偿以中国的关税和盐税做抵押”，西方天主教开始传入自流井。天主堂，基督教堂、福音堂、福音医院等兴建于正街和后街。
- 贡井天主教堂

位于贡井街和平路，修建于1902年。

### 自然风光
- 富顺西湖

夏天荷花盛开时是最佳旅游季节。富顺西湖周边的名胜古迹也很多，如五虎山、读易洞等，附近钟秀山上有米芾的书法石刻。
- 双溪湖风景区

位于梧枫水与寿水河这双溪汇合之处，是一个风水绝佳之地，位于荣县城西约2公里的旭水河源头。湖光水色，风光优美，人文自然景观并立，宋代湖畔曾有横溪阁，是自贡古代的藏书阁。陆游曾几度游此，赋诗饮酒，留下《晚登横溪阁》诗二首和《沁园春·三荣横溪阁小宴》三阕。
- 平桥瀑布

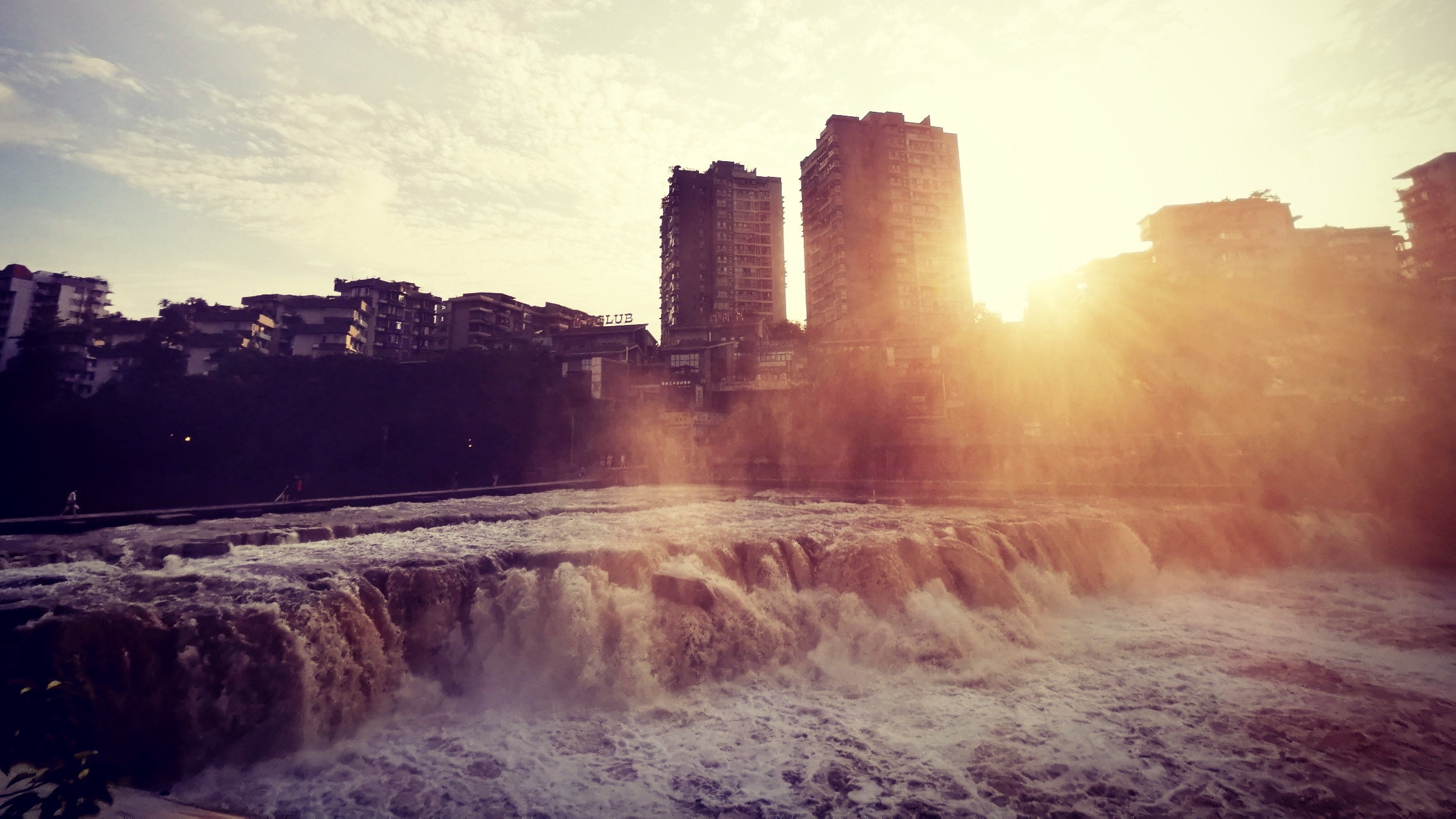
贡井平桥瀑布

位于位于自贡市贡井区中心城区釜溪河干流上，是中国城市中唯一的城中天然瀑布。平桥瀑布水位垂直落差近6米，断岩峭壁，奇石犬牙交错，枯水期碧水陡落形成水帘，有“行走天下路，难见市中瀑”之美誉。平桥瀑布周围也发生了许多动人的民间故事和传说。
- 釜溪河唤鱼池

在釜溪河畔，王爷庙对岸，这三个字系1928年由自贡商会会长郭梦之于青神中崖寺所摹苏东坡笔迹。“唤鱼池”下，山泉飞泻，水面空阔，深不可测，渊鱼时现，常有游人垂钓，渔舟撒网。沿鱼池东行百余米为钓台，石壁上刻有太虚大师榜书“南无阿弥陀佛”六个大字。再往东，张爱萍将军手书的“盐都自流井”赫然镌刻在关外石壁之上。
- 尖山（尖山农团风景区）

春天桃花、梨花、樱花盛开时，是最佳旅游时节。
- 金花桫椤自然保护区

侏罗纪时代的森林。
- 飞龙峡风景区

是国家AA级自然生态旅游风景区和国家级水利风景区，拥有全市中心方圆20平方公里内保存最完好的自然生态旅游资源，水库面积达400余亩，库容量264万立方米，森林面积4.8万平方公里，2010年全区绿化覆盖率为36.08%，森林覆盖率28.2%，景区内生态宜人，风光秀丽，是游客旅游、度假、休闲的好去处。
- 釜溪河复合绿道

俗称“花海”或者“重滩花海”
- 花龙沟竹海

位于荣县花龙沟。
- 莲花竹海（自贡竹海）

位于贡井区西南31公里处莲花镇，素有“万亩竹海”之称，所到之处，极目远眺，满眼苍翠。
- 青山岭

在富顺县。
- 青龙湖

在大安区。
- 沱江

流经自贡市大安区和富顺县，每年端午节有赛龙舟活动，此时是体验自贡传统民俗的佳节。
- 老君山

威远县和荣县的交界处。

### 公园绿地
- 龙凤山公园：始建于1929年，原名“龙峰公园”，是自贡市最早的市政公园。山石崚峋，林木葱郁，游道曲径通幽，亭阁、雕塑掩映于绿树丛中，是釜溪河绿带上清幽，古朴、典雅、灵秀的一方美玉，是人们闹中寻幽、休憩的好去处。龙凤山脚下釜溪河畔刻有当年冯玉祥将军手书“还我河山”四个大字。
- 西山公园（盐都植物园）：园内有自贡电视发射塔。
- 燊海公园（自贡烈士陵园）
- 荣县高石梯森林公园
- 汇东公园
- 高峰公园
- 南湖公园
- 龙湖山水生态公园
- 卧龙湖湿地公园
- 岱山生态文化主题公园
- 插旗山公园
- 龙井公园
- 西城湿地公园
- 宜陈河滨河公园
- 宜昆河滨河公园
- 釜溪河文化博览园

## 著名人物
自贡历来文教兴盛，人物杰出。陆游就曾在诗中评价自贡荣县说，“其民简朴士甚良，千里郁为诗书乡”。而自贡富顺县素有“才子之乡”的美誉。古代，富顺县曾孕育出了238名进士、807名举人和863名贡生。

## 特产
自贡冷吃兔、自贡火边子牛肉：中国地理标志产品。

## 國際友好城市
- 美国密歇根州米德兰市（1988年）
- 日本北海道三笠市（1990年）
- 大韓民國庆尚道固城郡（2006年10月19日）
- 法國 加亚克（2018年）

### 引用
1. 1 2 3  自贡市人民政府. .   [2015-02-12]. （原始内容存档于2015-02-12）.
2. 1 2  : 1页. 2013年5月.
3. 1 2 3 4 5  自贡市人民政府. .   [2015-02-10]. （原始内容存档于2015-02-10）.
4. ↑  南宋·王象之《舆地纪胜》中云:“临(富义监)之西，有夷人居之，则仍有夷风……其俗尚多不巾而近，衣服青布，刺绣文(文身)，呼为‘土僚’，今渐陶既久，习俗亦知礼逊也。”
5. ↑  《汉书》<地理志下>：“巴、蜀、广汉本南夷，秦并以为郡。”
6. 1 2 3 4  自贡市人民政府. .   [2015-02-12]. （原始内容存档于2015-01-27）.
7. ↑  明·曹学佺《蜀中广记》
8. ↑  李昌《金川驿记》
9. ↑  《汉书》<地理志上>：“广汉郡……县十三：梓潼，汁方，涪，雒，绵竹，广汉，葭明，郪，新都，甸氐道，白水，刚氐道，阴平道。”
10. ↑  《汉书》<西南夷两粤朝鲜传>：“夜郎旁小邑皆贪汉缯帛，以为汉道险，终不能有也，乃且听蒙约。还报，乃以为犍为郡。发巴蜀卒治道。”
11. ↑  《旧唐书·地理志》：“因山为名。”
12. ↑  《华阳国志·蜀志》：“时治鄨，……鄨有犍山。”
13. ↑  阚驷《十三州志》“犍为郡有犍为山。”
14. ↑  《汉书》<地理志上>：“犍为郡……县十二：僰道，江阳，武阳，南安，资中，符，牛鞞，南广，汉阳，瘾癣，朱提，堂琅。”
15. ↑  宋·王象《舆地纪胜》：“因猎，见石上有泉，饮之而咸，遂凿石三百尺，盐泉涌出，煎之成盐，居人类焉。”
16. ↑  宋·王象《舆地纪胜》：“梅死，官之为祠。”
17. ↑  宋《太平御览》<饮食部二十三·盐> ：崔骃《博徒论》曰：江阳之盐。
18. ↑  唐·李吉甫《元和郡县志》："荣州公井县，泸州泸县，江安富义县，均为汉江阳县地"
19. ↑  自贡网. .   [2015-03-28]. （原始内容存档于2019-09-15）.
20. ↑  刘昫. . 上海: 上海古籍出版社. 1986年.
21. ↑  同治时期的《嘉定府志》载“顾祖禹对《读史方舆纪要》解释说：‘本南安县地，有盐有铁，故曰冶官’。
22. 1 2 3 4  自贡市人民政府. .   [2015-02-10]. （原始内容存档于2015-02-10）.
23. ↑  自贡市盐务管理局.  （中文（简体））.
24. ↑  楊維真. . 《中正歷史學刊》. 民國97年, 第十一期 （中文（繁體））.
25. ↑  . 鳳凰網.   [2009年12月30日]. （原始内容存档于2017年11月3日） （中文（简体））.
26. 1 2  . 中国盐文化研究中心.   [2006年4月6日] （中文（简体））.[永久]
27. ↑  . 辛亥革命网.   [2011年5月19日] （中文（简体））.
28. ↑  . 自贡视线.   [2010年9月15日]. （原始内容存档于2011年8月18日） （中文（简体））.
29. ↑  . 辛亥革命网.   [2011年3月8日] （中文（简体））.
30. ↑  . 自流井乡土文化传播.   [2010年9月7日] （中文（简体））.
31. ↑   （中文（简体））.
32. ↑   （中文（繁體））.
33. ↑   （中文（繁體））.
34. ↑  徐勇. . 《抗日战争研究》. 1998, 第1期 （中文（简体））.
35. ↑  徐勇. . 《日中战争の諸相》. 1997, 第130号 （日语）.
36. ↑  . 华西都市报.   [2005年6月14日]. （原始内容存档于2005年8月30日） （中文（简体））.
37. ↑  张声溶.  （中文（简体））.
38. ↑  陈星生. . 自贡日报.   [2010年11月24日]. （原始内容存档于2014年5月2日） （中文（简体））.
39. ↑  . 四川经济网.   [2011年1月17日]. （原始内容存档于2014年11月9日） （中文（简体））.
40. ↑  行政院. . 南京：中国文化事业公司. 民國37年 （中文（繁體））.
41. ↑  . 盐都商人网.   [2012-07-18]. （原始内容存档于2019-11-13） （中文（简体））.
42. ↑  . 腾讯网.   [2009年8月5日]. （原始内容存档于2020年9月30日） （中文（简体））.
43. ↑  . （原始内容存档于2021-04-13）.
44. 1 2 3  谢岚. . 重庆大学. 2004年  [2015-04-06]. （原始内容存档于2019-06-11）.
45. ↑  .   [2012-07-17]. （原始内容存档于2012-07-02） （中文（简体））.
46. ↑  黄毅、李远驰，黄欢. . 四川经济日报. 2011-03-24  [2015-04-06]. “……然而自贡市却是全国50个最严重缺水城市之一,属典型的工程型缺水地区。”[永久]
47. ↑  唐蔚巍. . 2013-10-18. 中国水利. “自贡是全国50个最严重缺水城市之一。”
48. ↑  . district.ce.cn.   [2023-02-16]. （原始内容存档于2023-02-16）.
49. ↑  . 中国经济网.   [2017-08-14]. （原始内容存档于2019-11-23）.
50. ↑  . 中国经济网.   [2023-06-28]. （原始内容存档于2023-08-28）.
51. ↑  . 中国经济网.   [2022-06-30]. （原始内容存档于2022-06-30）.
52. ↑  . 中华人民共和国民政部. 2019-11  [2020-07-19]. （原始内容存档于2020-02-04）.
53. ↑  . 自贡市国土资源局.   [2018-12-05]. （原始内容存档于2018-07-10）.
54. ↑  . 自贡市人民政府.[]
55. ↑  中华人民共和国民政部. . 中国社会出版社. 2018年10月. ISBN 978-7-5087-5594-6.
56. ↑  .   [民国二十八年（1939年）] （中文（简体））.
57. ↑  .   [2012-12-07]. （原始内容存档于2014-04-26）.
58. ↑  楷. . 四川经济月刊. 1935, 3 (6): 67.
59. ↑  . www.tjcn.org.   [2024-03-26]. （原始内容存档于2024-06-17）.
60. ↑  自贡市统计局、自贡市第七次全国人口普查领导小组办公室. .   [2023-07-23]. （原始内容存档于2023-03-10）.
61. ↑  . sc.people.com.cn.   [2019-04-29]. （原始内容存档于2019-11-14）.
62. ↑  .   [2013-08-09]. （原始内容存档于2013-08-22）.
63. ↑  . www.sohu.com.   [2019-04-29] （英语）.[永久]
64. ↑  . www.zgbus.net.   [2018-01-10]. （原始内容存档于2020-09-19）.
65. ↑  .   [2017-08-01]. （原始内容存档于2019-11-28）.
66. ↑  .   [2017-07-01]. （原始内容存档于2017-08-01）.
67. ↑  .   [2017-07-01]. （原始内容存档于2017-07-31）.
68. ↑  . hn.cnr.cn.   [2019-04-29]. （原始内容存档于2021-04-22）.
69. ↑  . sc.cnr.cn.   [2019-04-29]. （原始内容存档于2021-04-11）.
70. ↑  刘海声.  （中文（简体））.
71. ↑  .   [2012-07-17]. （原始内容存档于2006-12-12） （中文（简体））.
72. ↑  . 四川在线.   [2011年7月26日]. （原始内容存档于2014年1月8日） （中文（简体））.
73. ↑  . 四川省文化厅 （中文（简体））.[永久]
74. ↑  . 中国戏曲网.   [2012-07-17]. （原始内容存档于2019-11-28） （中文（简体））.
75. ↑  . 四川在线 （中文（简体））.[永久]
76. ↑  杨嵩林. . 重庆大学. 2004年,. 建筑历史及其理论硕士学位论文 （中文（简体））.
77. ↑  .   [2012-07-17]. （原始内容存档于2015-01-27） （中文（简体））.
78. ↑  .   [2022-02-15]. （原始内容存档于2022-02-15）.
79. ↑  . news.sina.com.cn.   [2019-04-29]. （原始内容存档于2021-02-20）.